# Egipt
Egipt (arabă مصر [mesˁr] ⓘ, pronunție în Araba egipteană [mɑsˤr]), oficial Republica Arabă a Egiptului, este o țară care se întinde pe colțul de nord-est al Africii și colțul de sud-vest al Asiei prin intermediul Peninsulei Sinai. Este mărginită de Marea Mediterană la nord, de Fâșia Gaza din Palestina și Israel la nord-est, de Marea Roșie la est, de Sudan la sud și de Libia la vest; Golful Aqaba din nord-est separă Egiptul de Iordania și Arabia Saudită. Cairo este capitala, cel mai mare oraș și principalul centru cultural, în timp ce Alexandria este al doilea oraș ca mărime și un important centru industrial și turistic. Cu aproximativ 107 milioane de locuitori, Egiptul este a treia țară ca populație din Africa și a 14-a din lume.
Egiptul are una dintre cele mai lungi istorii dintre țările lumii, având o moștenire care se întinde de-a lungul Deltei Nilului până în mileniile al VI-lea–al IV-lea î.Hr. Considerat o creștetă a civilizației, Egiptul Antic a cunoscut unele dintre cele mai timpurii dezvoltări ale scrisului, agriculturii, urbanizării, religiei organizate și guvernării centrale. Egiptul a fost un centru timpuriu și important al creștinismului, adoptând mai târziu islamul începând din secolul al VII-lea. Cairo a devenit capitala Califatului Fatimid în secolul al X-lea și a ulteriorului Sultanatul Mameluc în secolul al XIII-lea. Egiptul a devenit apoi parte a Imperiului Otoman în anul 1517, până când conducătorul local Muhammad Ali a stabilit Egiptul modern ca un Hedivat autonom în anul 1867. Țara a fost apoi ocupată de Imperiul Britanic împreună cu Sudanul și a obținut independența în anul 1922 ca monarhie.
După revoluția din 1952, Egiptul s-a declarat republică. Pentru o scurtă perioadă, între 1958 și 1961, Egiptul s-a unit cu Siria pentru a forma Republica Arabă Unită. Egiptul a luptat mai multe conflicte armate cu Israel în 1948, 1956, 1967 și 1973, și a ocupat Fâșia Gaza intermitent până în 1967. În 1978, Egiptul a semnat Acordurile de la Camp David, care au recunoscut Israelul în schimbul retragerii sale din Sinaiul ocupat. După Primăvara Arabă, care a dus la Revoluția Egipteană din 2011 și înlăturarea lui Hosni Mubarak, țara a trecut printr-o perioadă prelungită de instabilitate politică; primul alegerile democratice din 2012 au dus la guvernul de scurtă durată al Frăției Musulmane, condus de Mohamed Morsi, care a fost înlăturat de armată după protestele masive din 2013. Guvernul actual este o republică semi-prezidențială condusă de Abdel Fattah el-Sisi, care a fost ales în 2014, dar este considerat pe scară largă ca fiind autoritar.
Egiptul este o țară în curs de dezvoltare cu a doua cea mai mare economie din Africa. Este considerat o putere regională în Orientul Mijlociu, Africa de Nord și lumea musulmană, precum și o putere mijlocie la nivel mondial. Islamul este religia oficială, iar araba este limba oficială. Egiptul este un membru fondator al Națiunilor Unite, al Mișcării Non-Aliniate, al Ligii Arabe, al Uniunii Africane, al Organizației pentru Cooperarea Islamică, al Forumul Mondial al Tineretului și un membru al BRICS.

## Denumiri
Numele englezesc „Egypt” este derivat din greaca veche „Aígyptos” („Αἴγυπτος”), prin intermediul francezei medii „Egypte” și latinei „Aegyptus”. Este reflectat în tăblițele grecești timpurii Linear B ca „a-ku-pi-ti-yo”. Adjectivul „aigýpti-”/„aigýptios” a fost împrumutat în coptică ca „gyptios”, și de acolo în arabă ca „qubṭī”, transformat în „قبط” (qubṭ), de unde provine englezescul „Copt”. Istoricul și geograful grec antic proeminent, Strabon, a furnizat o etimologie populară afirmând că „Αἴγυπτος” (Aigýptios) a evoluat inițial ca un compus din „Aἰγαίου ὑπτίως” (Aegaeou huptiōs), însemnând „Sub Egee”.
„Miṣr” (misˤɾ; „مِصر”) este numele clasic arab coranic și modern oficial al Egiptului, în timp ce „Maṣr” (mɑsˤɾ; مَصر) este pronunția locală în araba egipteană. Numele actual al Egiptului, Misr/Misir/Misru, provine din numele semitic antic pentru el. Termenul a însemnat inițial „Civilizație” sau „Metropolă”. Araba clasică „Miṣr” (araba egipteană „Maṣr”) este direct înrudită cu ebraica biblică „Miṣráyīm” (מִצְרַיִם / מִצְרָיִם), însemnând „cele două strâmtori”, o referire la separarea pre-dinastică a Egiptului de Sus și de Jos. De asemenea, menționat în mai multe limbi semitice ca „Mesru”, „Misir” și „Masar”. Cea mai veche atestare a acestui nume pentru Egipt este akkadianul „mi-iṣ-ru” („miṣru”) legat de „miṣru/miṣirru/miṣaru”, însemnând „graniță” sau „frontieră”. Imperiul Neo-Asirian a folosit termenul derivat „Mu-ṣur”.

## Istorie

### Preistorie și Egiptul Antic

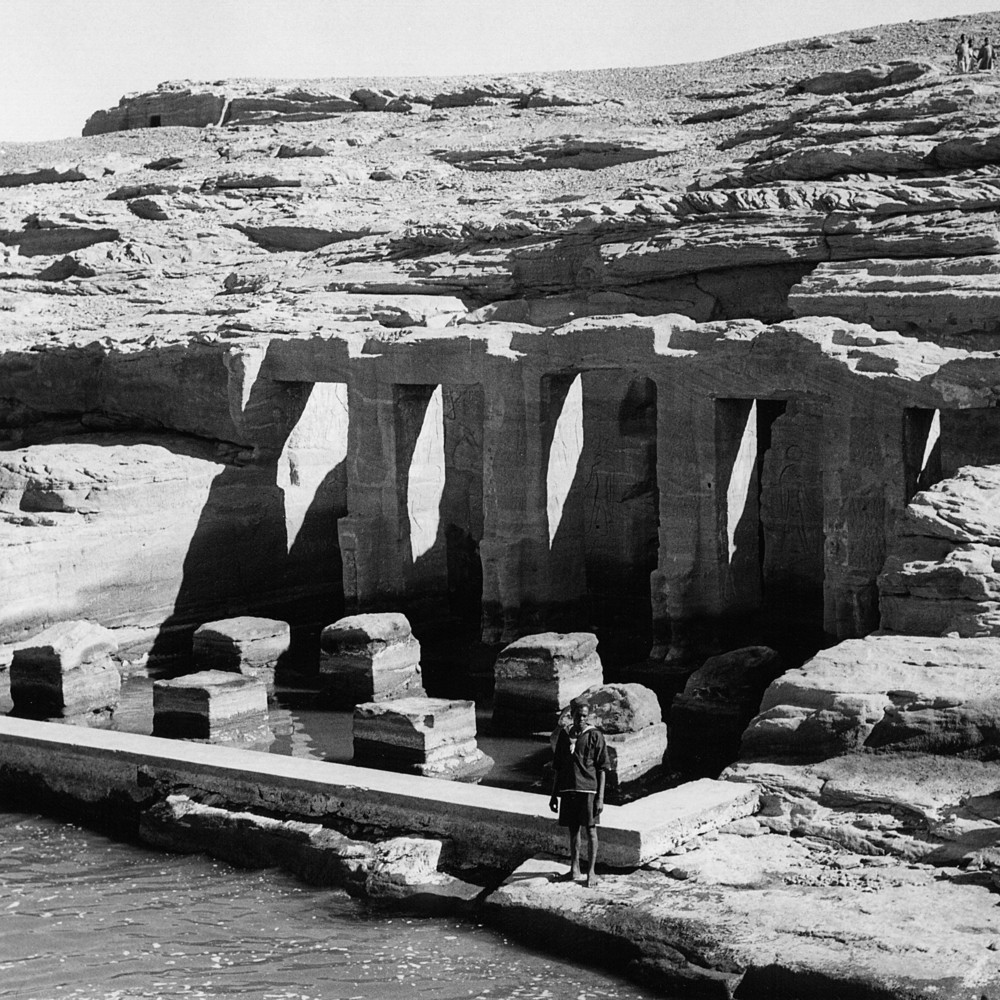
Ruinele Templului Derr în 1960

Există dovezi ale gravurilor în stâncă de-a lungul teraselor Nilului și în oazele deșertului. În mileniul al X-lea î.Hr., o cultură a vânătorilor-culegători și pescarilor a fost înlocuită de o cultură de măcinat cereale. Schimbările climatice sau suprapășunatul în jurul anului 8000 î.Hr. au început să usuce pășunile Egiptului, formând Sahara. Populațiile tribale timpurii au migrat către fluviul Nil, unde au dezvoltat o economie agricolă sedentară și o societate mai centralizată.
În jurul anului 6000 î.Hr., o cultură neolitică a prins rădăcini în Valea Nilului. În timpul epocii neolitice, mai multe culturi predinastice s-au dezvoltat independent în Egiptul de Sus și de Jos. Cultura Badari și succesoarea serie Naqada sunt în general considerate precursoare ale Egiptului dinastic. Cel mai vechi sit cunoscut din Egiptul de Jos, Merimda, precede cultura Badari cu aproximativ șapte sute de ani. Comunitățile contemporane din Egiptul de Jos au coexistat cu omoloagele lor din sud timp de mai mult de două mii de ani, rămânând distincte din punct de vedere cultural, dar menținând contacte frecvente prin comerț. Cele mai vechi dovezi cunoscute ale inscripțiilor hieroglifice egiptene au apărut în perioada predinastică pe vasele de ceramică Naqada III, datate în jurul anului 3200 î.Hr.

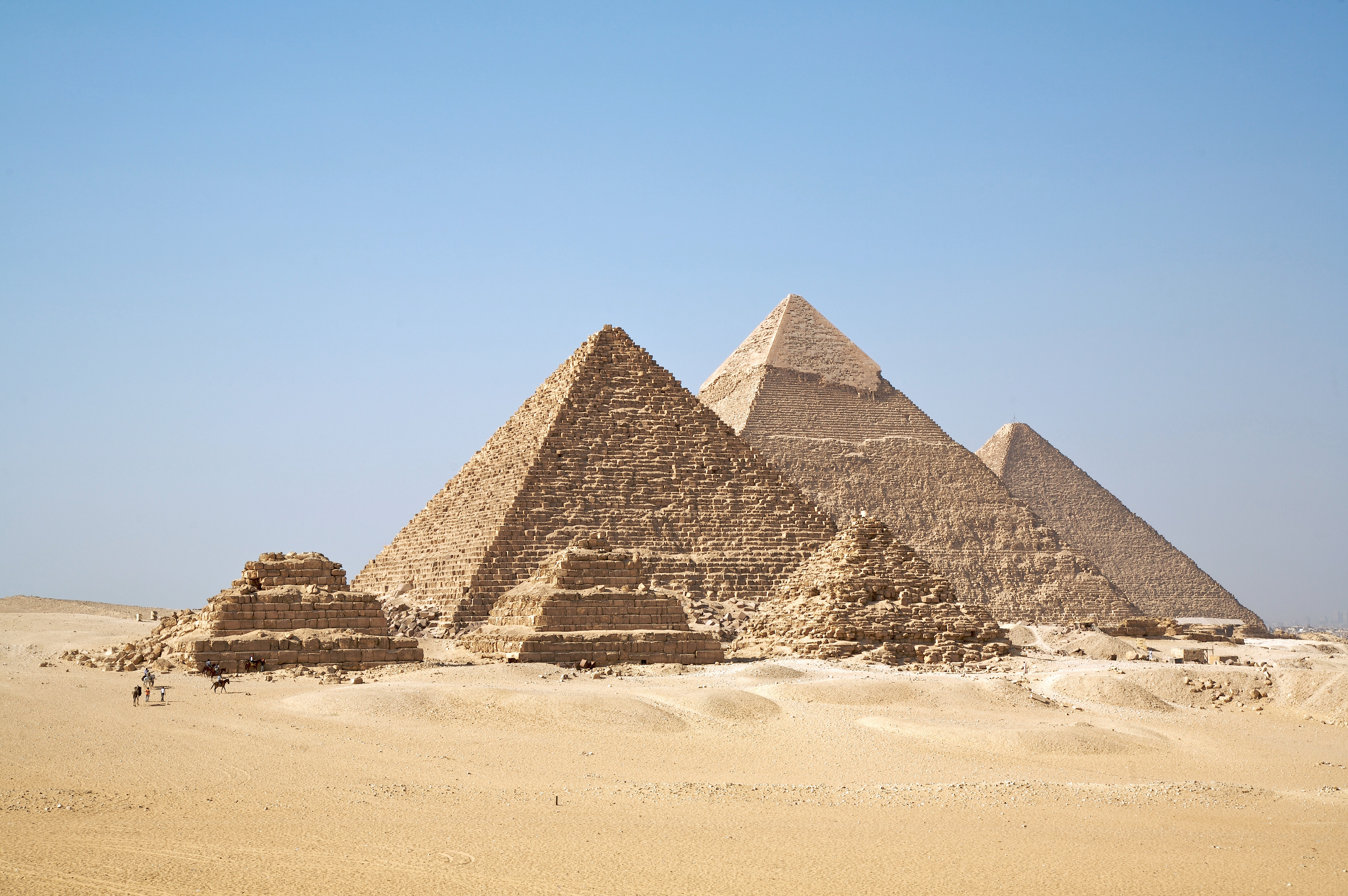
Necropola Giza este cea mai veche dintre minunile antice și singura care mai există.

Un regat unificat a fost fondat în jurul anului 3150 î.Hr. de regele Menes, conducând la o serie de dinastii care au condus Egiptul pentru următoarele trei milenii. Cultura egipteană a înflorit în această perioadă lungă și a rămas distinct egipteană în religia, arta, limba și obiceiurile sale. Primele două dinastii ale unui Egipt unificat au pregătit terenul pentru perioada Regatului Vechi, în jurul anilor 2700–2200 î.Hr., care a construit multe piramide, cele mai notabile fiind Piramida lui Djoser din a Treia Dinastie și Piramidele de la Giza din a Patra Dinastie.
Prima Perioadă Intermediară a marcat o perioadă de instabilitate politică timp de aproximativ 150 de ani. Însă inundații mai puternice ale Nilului și stabilizarea guvernului au readus prosperitatea țării în Regatul Mijlociu în jurul anului 2040 î.Hr., atingând un apogeu în timpul domniei faraonului Amenemhat III. O a doua perioadă de dezunire a marcat sosirea primei dinastii străine care a condus Egiptul, cea a hiksosilor semitici. Invadatorii hiksosi au preluat controlul unei părți mari a Egiptului de Jos în jurul anului 1650 î.Hr. și au fondat o nouă capitală la Avaris. Au fost alungați de o forță din Egiptul de Sus condusă de Ahmose I, care a fondat a XVIII-a Dinastie și a mutat capitala de la Memphis la Teba.
Regatul Nou (circa anii 1550–1070 î.Hr.) a început cu a XVIII-a Dinastie, marcând ascensiunea Egiptului ca o putere internațională care s-a extins în cel mai mare grad până la un imperiu care ajungea până la Tombos în Nubia și includea părți din Levant la est. Această perioadă este remarcată pentru unii dintre cei mai cunoscuți faraoni, inclusiv Hatshepsut, Tutmosis al III-lea, Akhenaton și soția sa Nefertiti, Tutankhamon și Ramses al II-lea. Prima exprimare istoric atestată a monoteismului a avut loc în această perioadă sub forma atonismului. Contactele frecvente cu alte națiuni au adus idei noi în Regatul Nou. Țara a fost ulterior invadată și cucerită de libieni, nubieni și asirieni, dar egiptenii autohtoni i-au alungat și și-au recâștigat controlul asupra țării.

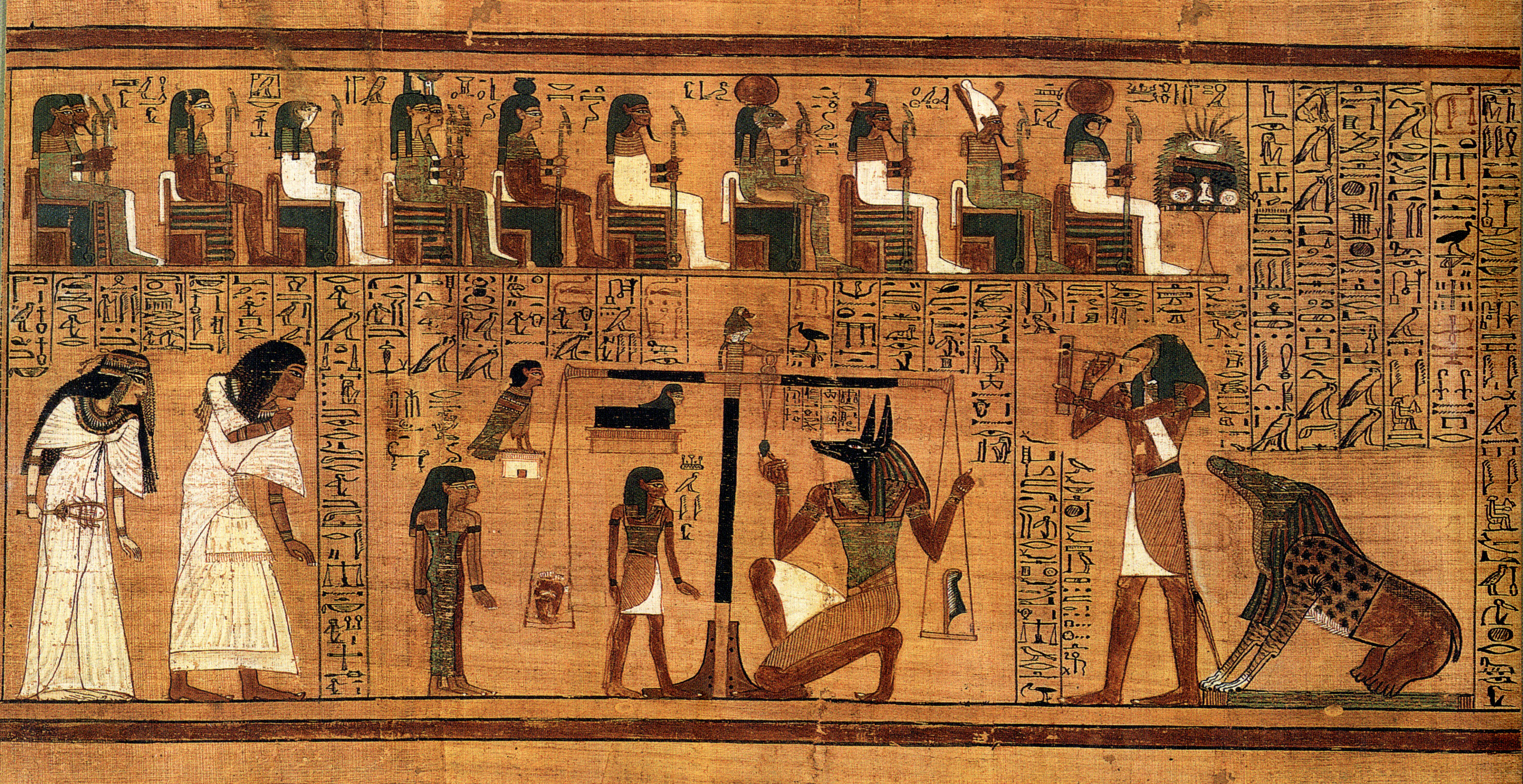
Cântărirea Inimii din Cartea Morților a lui Ani

În 525 î.Hr., Imperiul Ahemenid, condus de Cambyses al II-lea, a început cucerirea Egiptului, capturând în cele din urmă faraonul Psamtik al III-lea în bătălia de la Pelusium. Cambyses al II-lea a preluat apoi titlul formal de faraon, dar a condus Egiptul din casa sa din Susa în Persia (modernul Iran), lăsând Egiptul sub controlul unui satrap. Întreaga A XXVII-a Dinastie Egipteană, din anul 525 până în 402 î.Hr., cu excepția lui Petubastis al III-lea, a fost o perioadă complet condusă de ahemenizi, împărații ahemenizi primind toți titlul de faraon. Câteva revolte temporar reușite împotriva ahemenizilor au marcat secolul al V-lea î.Hr., dar Egiptul nu a reușit niciodată să-i înlăture definitiv pe ahemenizi.
A XXX-a Dinastie a fost ultima dinastie autohtonă care a condus în epoca faraonică. Aceasta a căzut din nou sub controlul ahemenizilor în 343 î.Hr., după ce ultimul faraon autohton, regele Nectanebo al II-lea, a fost învins în bătălie. Această A XXXI-a Dinastie Egipteană, însă, nu a durat mult, deoarece ahemenizii au fost răsturnați câteva decenii mai târziu de Alexandru cel Mare. Generalul macedonean al lui Alexandru, Ptolemeu I Soter, a fondat Dinastia Ptolemeică.

### Egiptul Ptolemeic și Roman

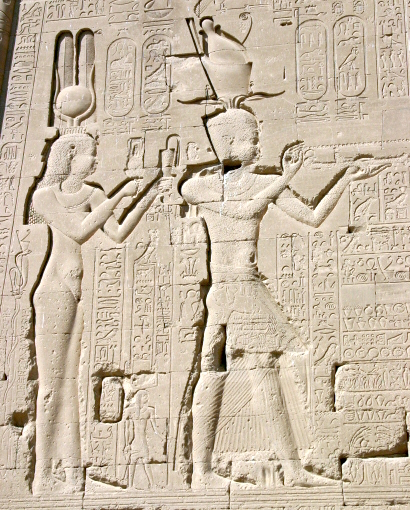
Regina Ptolemeică Cleopatra a VII-a și fiul ei cu Iulius Cezar, Cezarion, la Templul Dendera

Regatul Ptolemeic a fost un puternic stat elenistic, extinzându-se din sudul Siriei în est, până la Cirene în vest, și până la granița cu Nubia în sud. Alexandria a devenit orașul capitală și un centru al culturii și comerțului grecesc. Pentru a obține recunoașterea populației egiptene autohtone, ei s-au numit succesorii faraonilor. Ultimii Ptolemei au preluat tradițiile egiptene, s-au făcut reprezentați pe monumente publice în stil și îmbrăcăminte egipteană și au participat la viața religioasă egipteană.
Ultimul conducător din linia Ptolemeică a fost Cleopatra a VII-a, care s-a sinucis după înmormântarea iubitului ei Marc Antoniu, după ce Octavian a capturat Alexandria și forțele ei mercenare au fugit. Ptolemeii s-au confruntat cu rebeliuni ale egiptenilor autohtoni și au fost implicați în războaie civile și externe care au dus la declinul regatului și anexarea acestuia de către Roma.
Creștinismul a fost adus în Egipt de Sfântul Marcu Evanghelistul în secolul I. Domnia lui Dioclețian (anii 284–305 d.Hr.) a marcat tranziția de la Imperiul Roman la Imperiul Bizantin în Egipt, când un număr mare de creștini egipteni au fost persecutați. Noul Testament fusese deja tradus în egipteană. După Sinodul de la Calcedon din anul 451 d.Hr., o distinctă Biserică Coptă Egipteană a fost ferm stabilită.

### Evul Mediu (secolul al VII-lea – 1517)

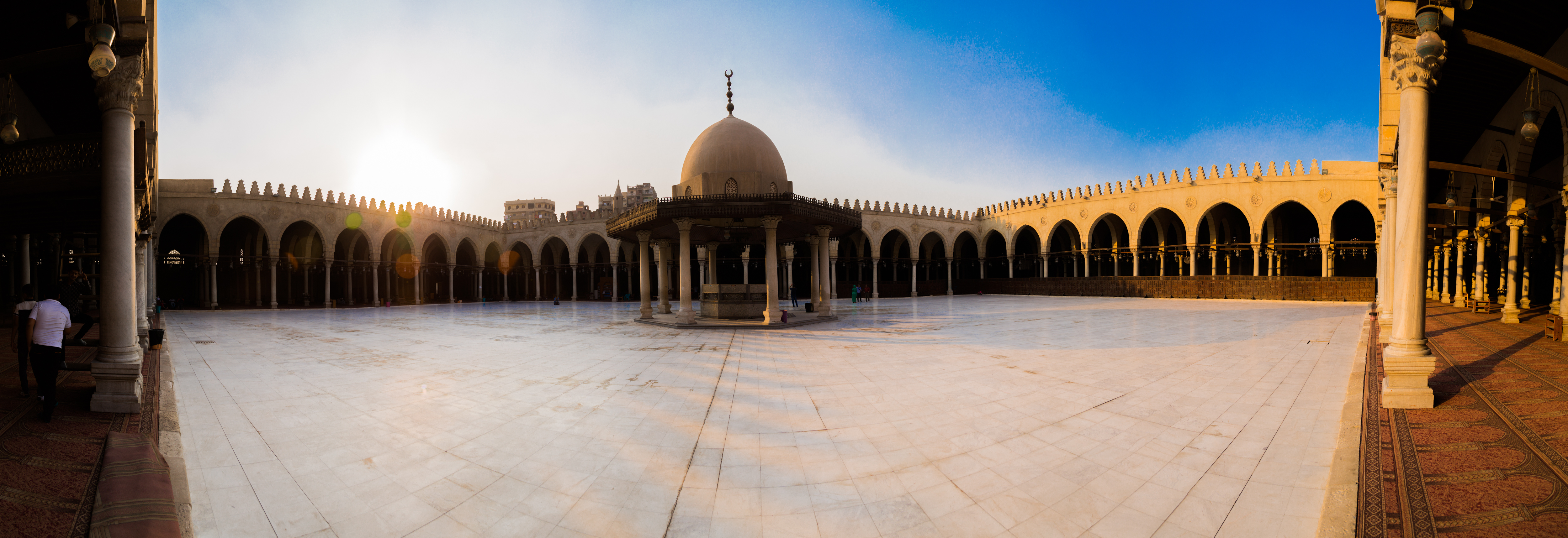
Moscheea Amr ibn al-As din Cairo, recunoscută ca cea mai veche din Africa

Bizantinii au reușit să recapete controlul asupra țării după o scurtă invazie persană sasanidă la începutul secolului al VII-lea, în timpul Războiului bizantino-sasanid din 602–628, în timpul căruia au stabilit o nouă provincie de scurtă durată cunoscută sub numele de Egiptul Sasanid, până în anii 639–642, când Egiptul a fost invadat și cucerit de califatul islamic de către arabii musulmani. După ce au învins armatele bizantine în Egipt, arabii au adus islamul în țară. În timpul acestei perioade, egiptenii au început să-și împletească noua credință cu credințele și practicile indigene, ducând la apariția diferitelor ordine sufiste care au înflorit până în zilele noastre. Aceste ritualuri anterioare au supraviețuit perioadei creștinismului copt.
În 639, un armata a fost trimisă în Egipt de cel de-al doilea calif, Umar, sub comanda lui Amr ibn al-As. Aceștia au învins o armată romană în bătălia de la Heliopolis. Amr a continuat apoi în direcția Alexandriei, care i-a capitulat printr-un tratat semnat pe data de 8 noiembrie 641. Alexandria a fost recucerită de Imperiul Bizantin în 645, dar a fost recapturată de Amr în anul 646. În 654, o flotă de invazie trimisă de Constans al II-lea a fost respinsă.
Arabii au fondat capitala Egiptului, numită Fustat, care a fost ulterior arsă în timpul Cruciadelor. Cairo a fost construit mai târziu în anul 986 și a crescut pentru a deveni cel mai mare și mai bogat oraș din califatul arab, al doilea după Bagdad.

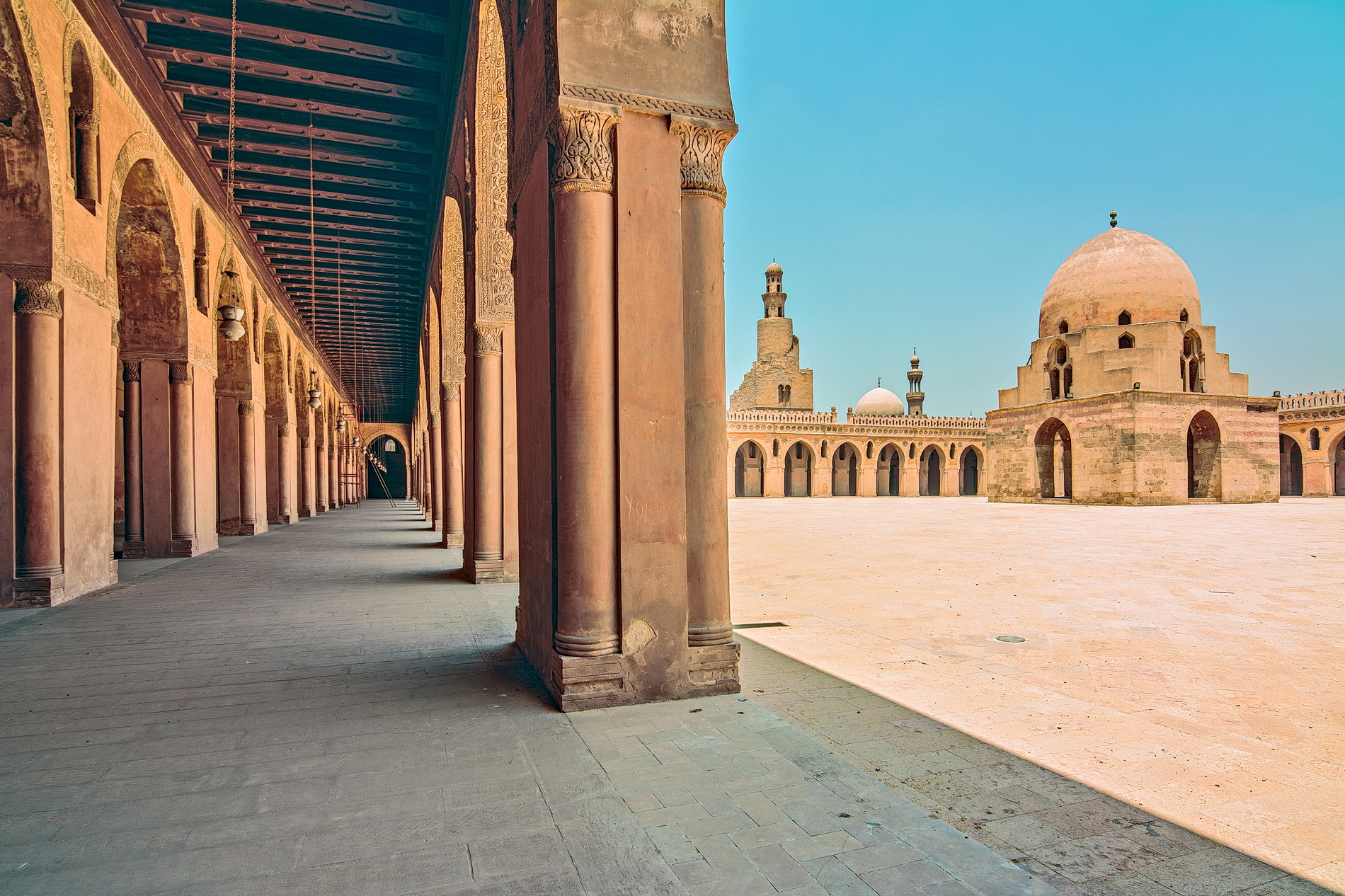
Moscheea Ibn Tulun din Cairo

Perioada Abbasidă a fost marcată de noi impozitări, iar copții s-au revoltat din nou în al patrulea an de domnie abbasiadă. La începutul secolului al IX-lea, practica de a conduce Egiptul prin intermediul unui guvernator a fost reluată sub Abdallah ibn Tahir, care a decis să rezide la Bagdad, trimițând un adjunct în Egipt să guverneze în locul său. În 828 a izbucnit o altă revoltă egipteană, iar în anul 831 copții s-au alăturat musulmanilor autohtoni împotriva guvernului. În cele din urmă, pierderea puterii abbasizilor la Bagdad a condus la preluarea controlului asupra Egiptului de către general după general, deși sub loialitatea abbasidă, Dinastia Tulunidă (868–905) și Dinastia Ikhshididă (935–969) au fost printre cele mai de succes în sfidarea califului abbasid.

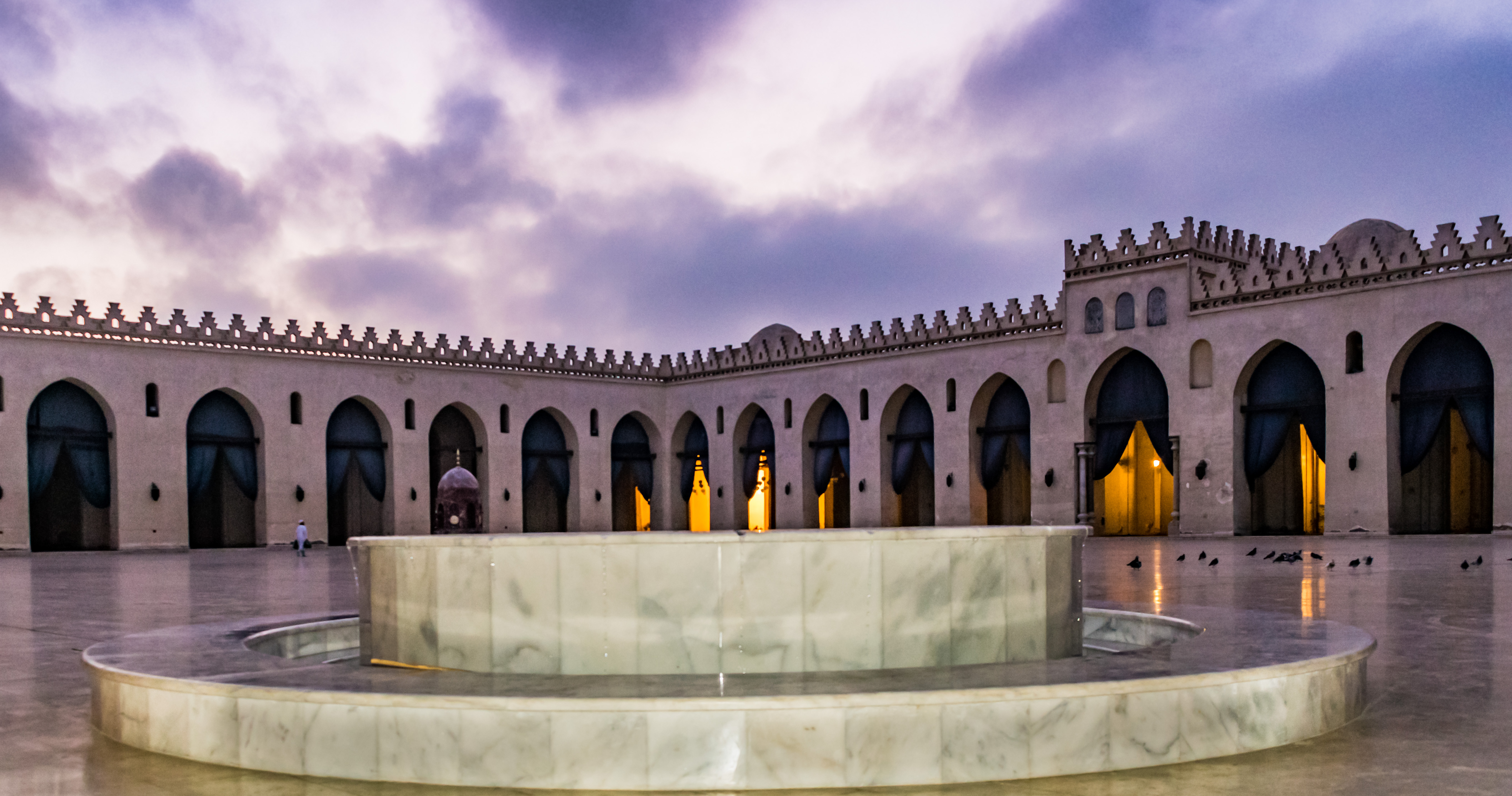
Moscheea Al-Hakim din Cairo, a lui Al-Hakim bi-Amr Allah, al șaselea calif, renovată de Dawoodi Bohra

Conducătorii musulmani au rămas la conducerea Egiptului pentru următoarele șase secole, cu Cairo ca sediu al Califatului Fatimid. Odată cu sfârșitul Dinastiei Ayyubide, Mamelucii, o castă militară turco-cercheză, au preluat controlul în jurul anului 1250. Până la sfârșitul secolului al XIII-lea, Egiptul a legat Marea Roșie, India, Malaezia și Indiile de Est. Marea Ciumă din mijlocul secolului al XIV-lea a ucis aproximativ 40% din populația țării.

### Perioada modernă timpurie: Egiptul Otoman (1517–1867)

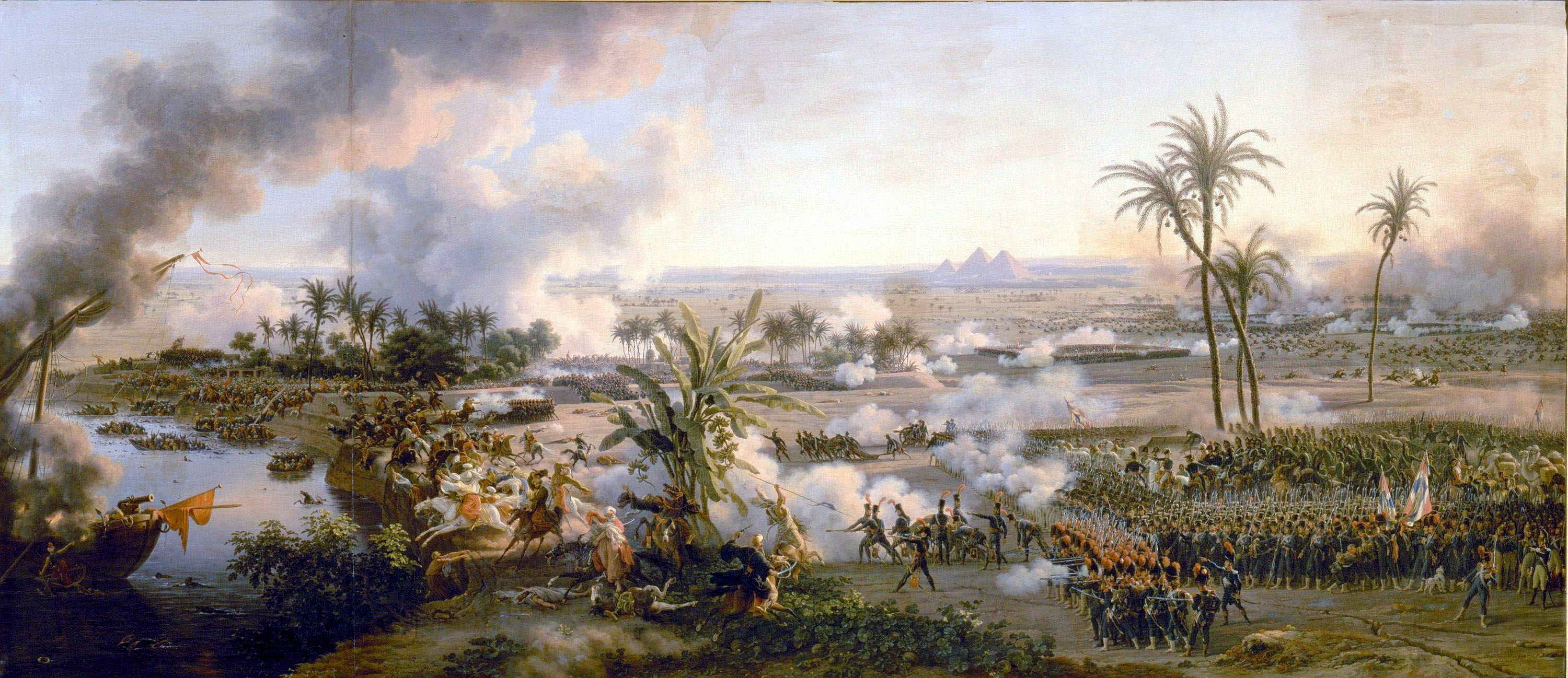
Napoleon a învins trupele Mameluci în Bătălia de la Piramide, 21 iulie 1798, pictat de Lejeune.

Egiptul a fost cucerit de Turcii otomani în anul 1517, după care a devenit o provincie a Imperiului Otoman. Militarizarea defensivă a afectat societatea civilă și instituțiile economice ale sale. Slăbirea sistemului economic, combinată cu efectele ciumei, a lăsat Egiptul vulnerabil la invazii străine. Comercianții portughezi au preluat comerțul lor. Între anii 1687 și 1731, Egiptul a experimentat șase foamete. Foametea din anul 1784 a costat aproximativ o șesime din populația sa. Egiptul a fost întotdeauna o provincie dificil de controlat pentru Sultanii otomani, în parte datorită puterii și influenței continue a Mamelucilor, casta militară egipteană care a condus țara timp de secole. Egiptul a rămas semi-autonom sub Mameluci până când a fost invadat de forțele franceze ale lui Napoleon Bonaparte în anul 1798. După ce francezii au fost învinși de britanici, a început o luptă pentru putere între trei părți: Turcii otomani, Mameluci egipteni care conduseseră Egiptul timp de secole și mercenari albanezi în serviciul otomanilor.

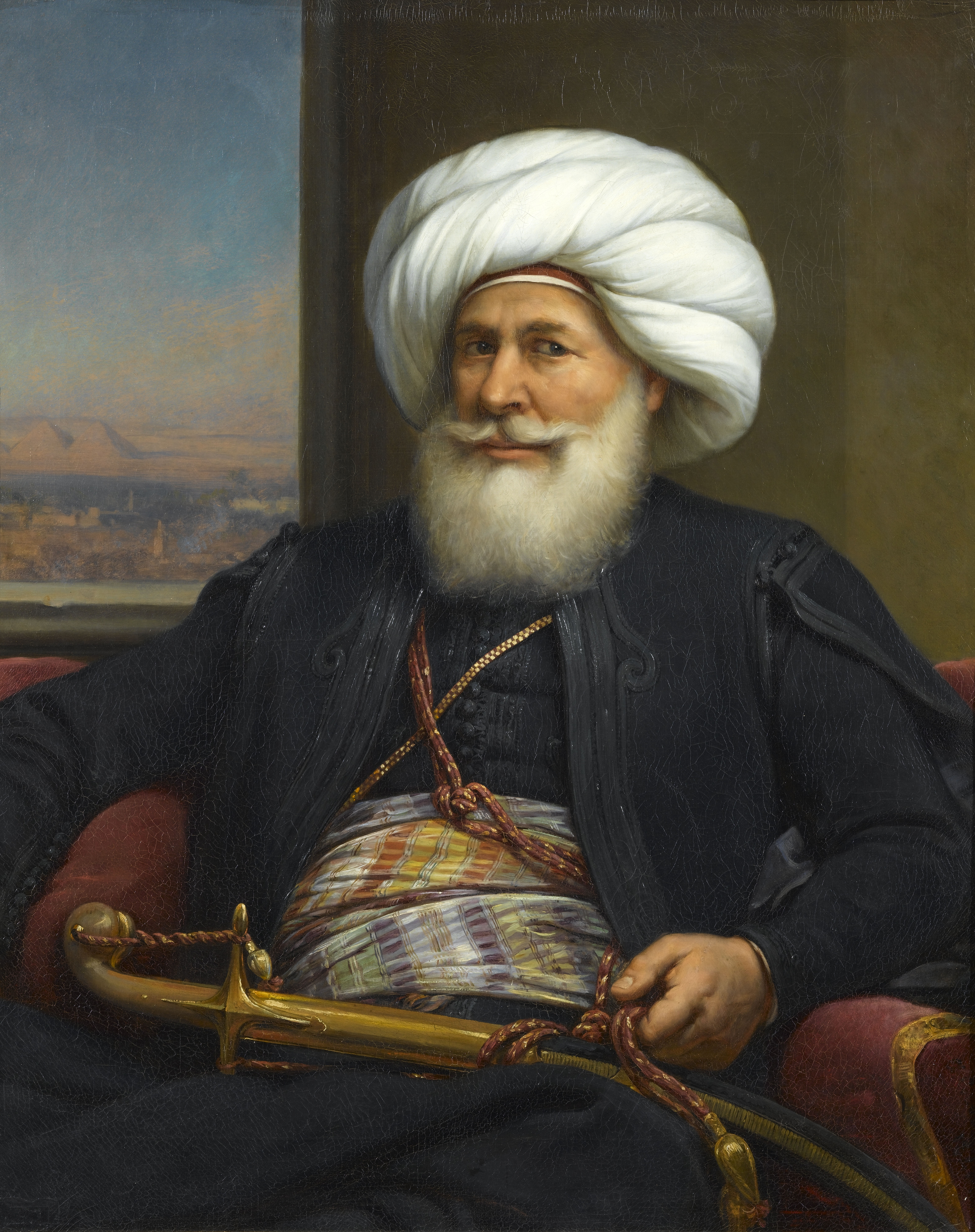
Muhammad Ali a fost fondatorul Dinastiei Muhammad Ali și primul Hediv al Egiptului și Sudanului.

După expulzarea francezilor, puterea a fost preluată în 1805 de Muhammad Ali Pașa, un comandant militar albanez al armatei otomane din Egipt. Muhammad Ali a masacrat Mamelucii și a stabilit o dinastie care urma să conducă Egiptul până la revoluția din anul 1952. Introducerea bumbacului cu fibra lungă în 1820 a transformat agricultura sa într-o monocultură de culturi comerciale până la sfârșitul secolului, concentrând proprietatea asupra terenurilor și orientând producția către piețele internaționale. Muhammad Ali a anexat Sudanul de Nord (1820–1824), Siria (1833) și părți din Arabia și Anatolia; dar în anul 1841 puterile europene, temându-se că ar putea să răstoarne chiar Imperiul Otoman, l-au forțat să returneze majoritatea cuceririlor sale otomanilor. Ambiția sa militară i-a impus să modernizeze țara: a construit industrii, un sistem de canale pentru irigații și transport și a reformat serviciul civil. A construit un stat militar în care aproximativ patru procente din populație servea în armată pentru a ridica Egiptul la o poziție puternică în Imperiul Otoman, într-un mod care prezintă diverse asemănări cu strategiile sovietice (fără comunism) desfășurate în secolul al XX-lea.

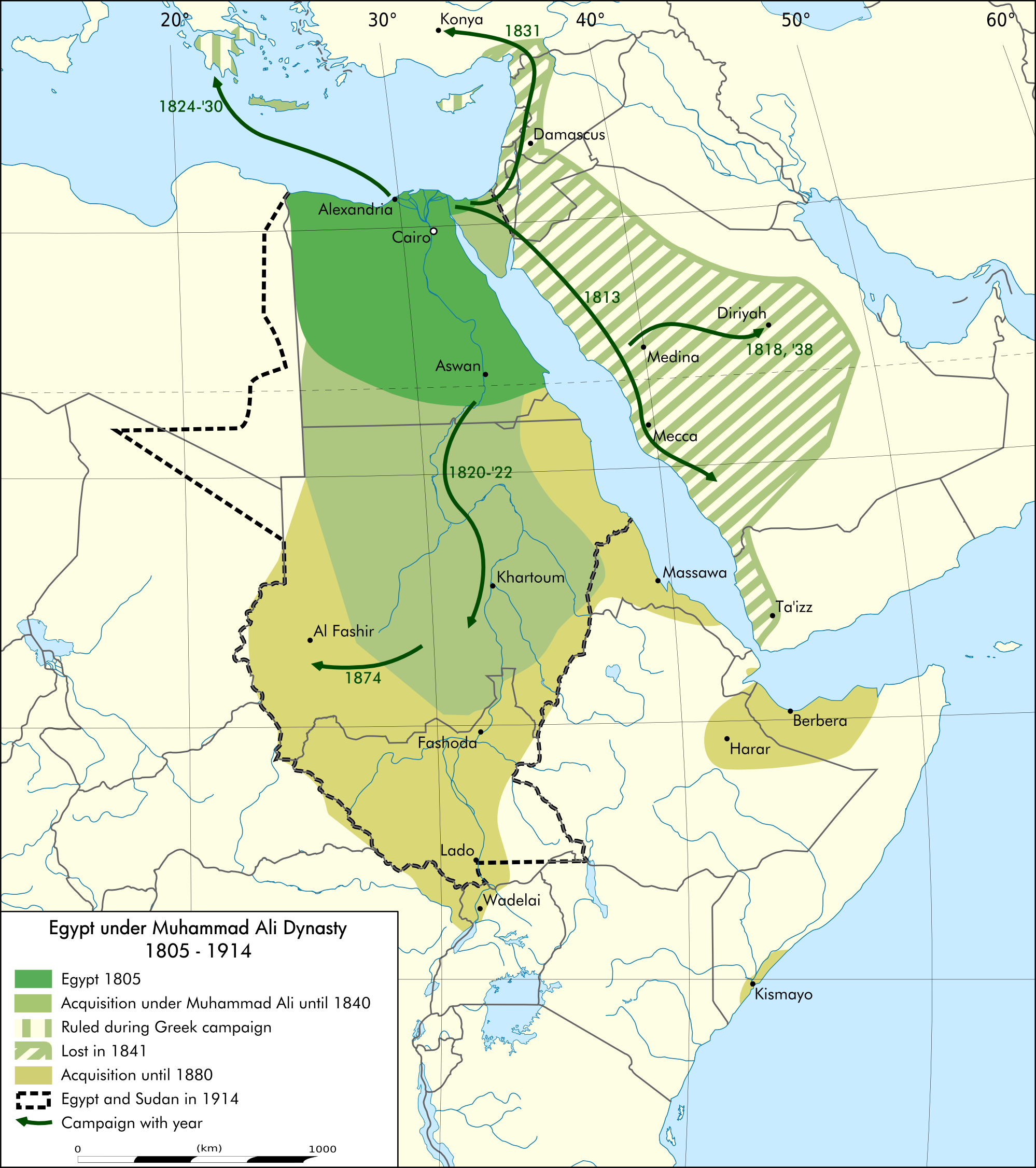
Egiptul sub Dinastia Muhammad Ali

Muhammad Ali Pașa a transformat armata dintr-una bazată pe tradiția corvée într-o armată modernizată și puternică. A introdus recrutarea obligatorie a țăranilor de sex masculin în Egiptul secolului al XIX-lea și a adoptat o abordare inovatoare pentru a-și crea marea armată, întărind-o atât numeric, cât și în ceea ce privește abilitățile. Educația și instruirea noilor soldați au devenit obligatorii; noile concepte au fost, de asemenea, întărite prin izolare. Bărbații erau ținuți în cazărmi pentru a evita distragerea atenției de la dezvoltarea lor ca unitate militară de temut. Resentimentul față de viața militară a dispărut în cele din urmă, iar o nouă ideologie a prins rădăcini, una de naționalism și mândrie. Cu ajutorul acestei unități militare reînviată, Muhammad Ali și-a impus domnia asupra Egiptului. Politica pe care Muhammad Ali Pașa a urmat-o în timpul domniei sale explică parțial de ce alfabetizarea în Egipt, comparativ cu alte țări din Africa de Nord și Orientul Mijlociu, a crescut doar într-un ritm remarcabil de mic, deoarece investițiile în educație suplimentară au avut loc doar în sectorul militar și industrial. Muhammad Ali a fost succedat pentru scurt timp de fiul său Ibrahim (în septembrie 1848), apoi de un nepot Abbas I (în noiembrie 1848), apoi de Said (în 1854) și Isma'il (în 1863), care au încurajat știința și agricultura și au interzis sclavia în Egipt.
Egiptul sub Dinastia Muhammad Ali a rămas nominal o provincie otomană. I s-a acordat statutul de stat vasal autonom sau Hedivat (1867–1914) în 1867. Canalul Suez, construit în parteneriat cu francezii, a fost finalizat în 1869. Construcția sa a fost finanțată de băncile europene. Sume mari au fost, de asemenea, alocate patronajului și corupției. Noi taxe au provocat nemulțumire populară. În 1875, Isma'il a evitat falimentul vânzând toate acțiunile Egiptului din canal guvernului britanic. În trei ani, acest lucru a dus la impunerea controlorilor britanici și francezi controlori care au stat în cabinetul egiptean și, „cu puterea financiară a deținătorilor de obligațiuni în spatele lor, erau adevărata putere în Guvern”, Alte circumstanțe, cum ar fi boli epidemice (boala vitelor în anii 1880), inundații și războaie au dus la scăderea economică și au crescut dependența Egiptului de datoria externă și mai mult.

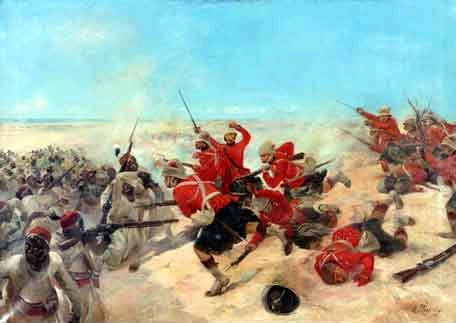
Bătălia de la Tel el-Kebir din 1882 în timpul războiului anglo-egiptean

Nemulțumirea locală față de Hediv și de intruziunea europeană a dus la formarea primelor grupări naționaliste în 1879, cu Ahmed ʻUrabi ca figură proeminentă. După creșterea tensiunilor și a revoltelor naționaliste, Regatul Unit a invadat Egiptul în 1882, zdrobind armata egipteană în Bătălia de la Tel el-Kebir și ocupând militar țara. După aceasta, Hedivatul a devenit un protectorat britanic de facto sub suveranitate otomană nominală. În 1899 a fost semnat Acordul de Condominiu Anglo-Egiptean: Acordul prevedea că Sudanul va fi condus în comun de Hedivatul Egiptului și Regatul Unit. Cu toate acestea, controlul efectiv al Sudanului era doar în mâinile britanicilor. În 1906, Incidentul Denshawai a determinat mulți egipteni neutri să se alăture mișcării naționaliste.

### Sultanatul și Regatul Egiptului

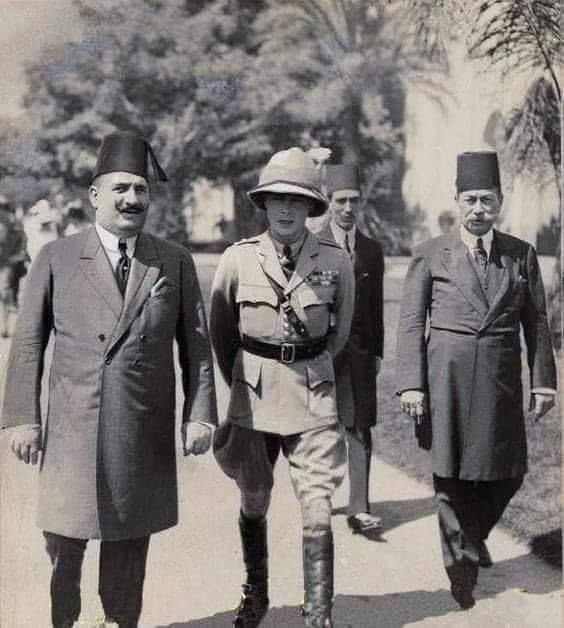
Fuad I al Egiptului cu Edward, Prințul de Wales, 1932

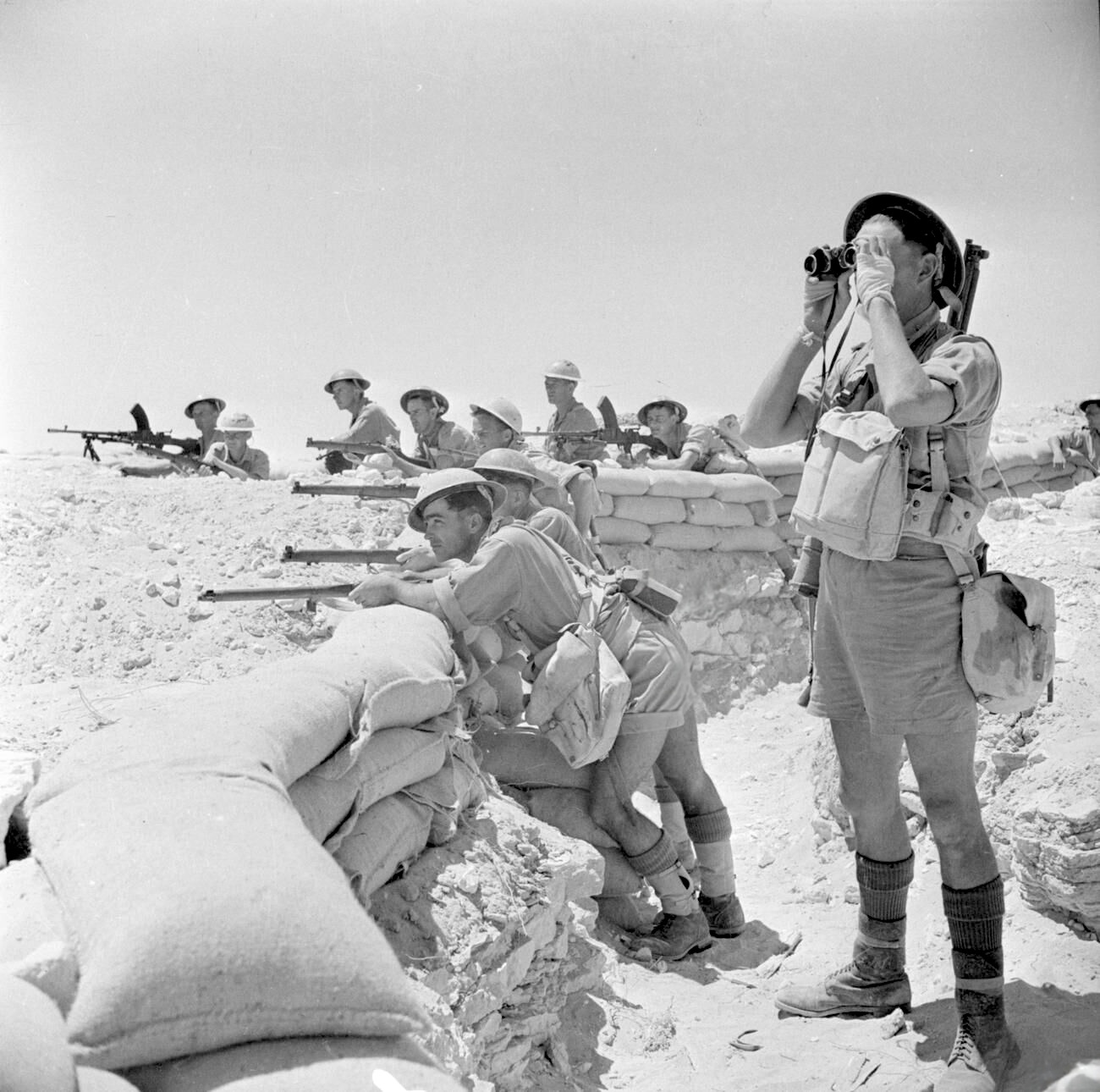
Infanteria britanică lângă El Alamein, 17 iulie 1942

În 1914, Imperiul Otoman a intrat în Primul Război Mondial în alianță cu Imperiile Centrale; Hedivul Abbas II (care devenise din ce în ce mai ostil britanicilor în anii precedenți) a decis să-și sprijine patria în război. În urma acestei decizii, britanicii l-au îndepărtat forțat de la putere și l-au înlocuit cu fratele său, Hussein Kamel. Hussein Kamel a declarat independența Egiptului față de Imperiul Otoman, preluând titlul de Sultan al Egiptului. La scurt timp după independență, Egiptul a fost declarat protectorat al Regatului Unit.

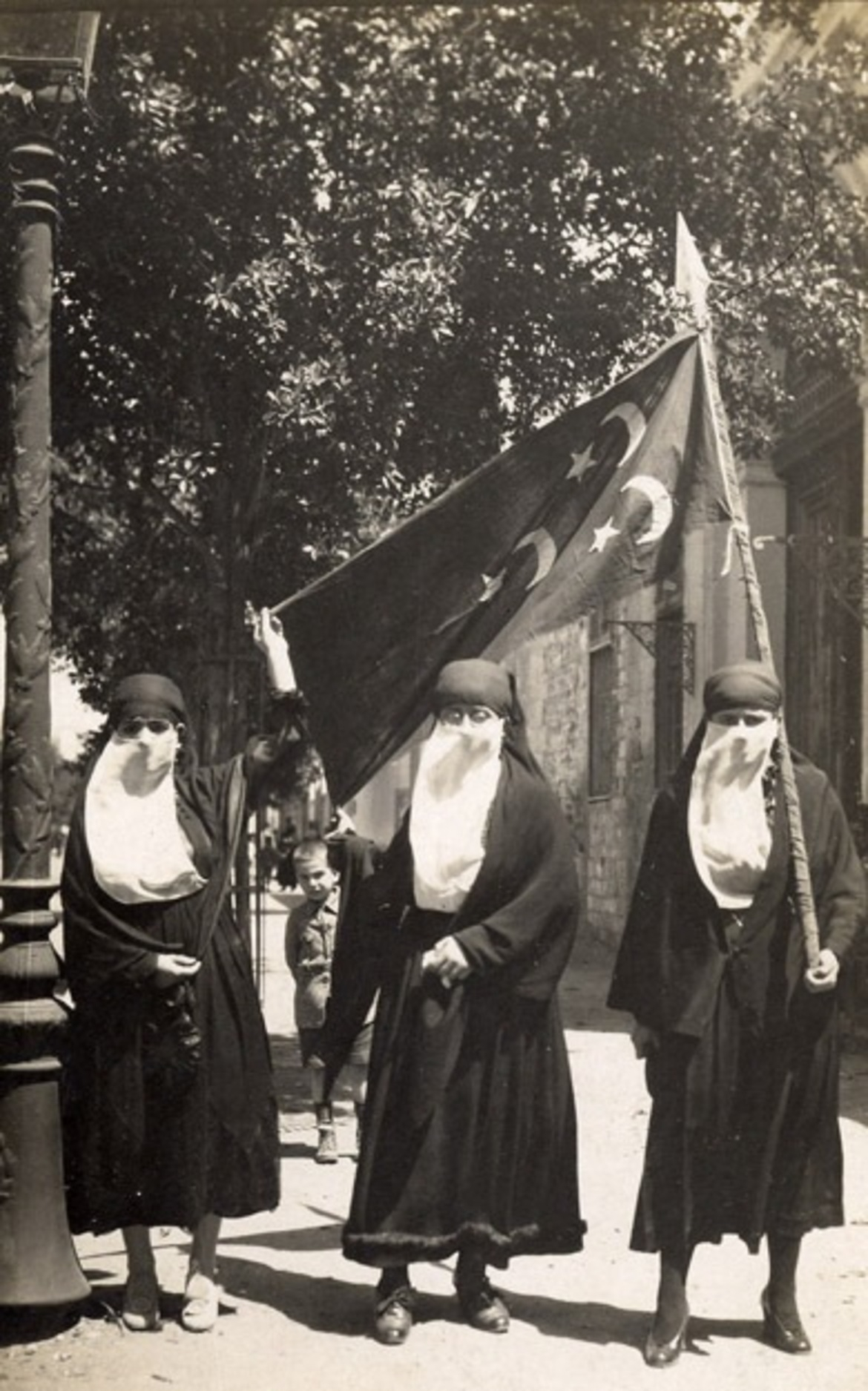
Femeile naționaliste care protestau în Cairo, anul 1919

După Primul Război Mondial, Saad Zaghlul și Partidul Wafd au condus mișcarea naționalistă egipteană către o majoritate în Adunarea Legislativă locală. Când britanicii i-au exilat pe Zaghlul și pe asociații săi în Malta pe 8 martie 1919, țara s-a ridicat în prima sa revoluție modernă. Revolta a determinat guvernul britanic să emită o declarație unilaterală de independență a Egiptului pe data de 22 februarie 1922. După independența față de Regatul Unit, Sultanul Fuad I a preluat titlul de Rege al Egiptului; în ciuda faptului că era nominal independent, Regatul era încă sub ocupație militară britanică, iar Marea Britanie avea încă o mare influență asupra statului. Noul guvern a elaborat și a implementat o constituție în anul 1923 bazată pe un sistem parlamentar. Partidul naționalist Wafd a obținut o victorie zdrobitoare în alegerile din 1923–1924, iar Saad Zaghloul a fost numit noul prim-ministru. În 1936, a fost încheiat Tratatul Anglo-Egiptean, iar trupele britanice s-au retras din Egipt, cu excepția zonei Canalului Suez. Tratatul nu a rezolvat problema Sudanului, care, conform termenilor Acordului de Condominiu Anglo-Egiptean din 1899, prevedea că Sudanul ar trebui să fie condus în comun de Egipt și Marea Britanie, dar cu puterea reală rămânând în mâinile britanicilor.
Marea Britanie a folosit Egiptul ca bază pentru operațiunile Aliate din întreaga regiune, în special pentru bătăliile din Africa de Nord împotriva Italiei și Germaniei. Prioritățile sale cele mai înalte erau controlul Mediteranei Orientale și, în special, menținerea Canalului Suez deschis pentru navele comerciale și pentru conexiunile militare cu India și Australia. Când războiul a început în luna septembrie a anului 1939, Egiptul a declarat legea marțială și a întrerupt relațiile diplomatice cu Germania. A întrerupt relațiile diplomatice cu Italia în anul 1940, dar nu a declarat niciodată război, chiar și atunci când armata italiană a invadat Egiptul. Armata egipteană nu a luptat. În iunie 1940, regele l-a demis pe prim-ministrul Aly Maher, care se înțelegea prost cu britanicii. Un nou guvern de coaliție a fost format cu independentul Hassan Pașa Sabri ca prim-ministru.
După o criză ministerială în februarie 1942, ambasadorul Sir Miles Lampson l-a presat pe Farouk să formeze un guvern Wafd sau de coaliție Wafd pentru a înlocui guvernul lui Hussein Sirri Pașa. În noaptea de 4 februarie 1942, trupele și tancurile britanice au înconjurat Palatul Abdeen din Cairo, iar Lampson i-a prezentat lui Farouk un ultimatum. Farouk a capitulat, iar Nahhas a format un guvern la scurt timp după aceea.
Majoritatea trupelor britanice au fost retrase în zona Canalului Suez în 1947 (deși armata britanică a menținut o bază militară în zonă), dar sentimentele naționaliste și anti-britanice au continuat să crească după război. Sentimentele anti-monarhice au crescut și mai mult după performanța dezastruoasă a Regatului în Primul Război Arab-Israelian. Alegerile din 1950 au văzut o victorie zdrobitoare a Partidului naționalist Wafd, iar regele a fost forțat să-l numească pe Mostafa El-Nahas ca noul prim-ministru. În 1951, Egiptul s-a retras unilateral din Tratatul Anglo-Egiptean din 1936 și a ordonat tuturor trupelor britanice rămase să părăsească Canalul Suez.
Deoarece britanicii au refuzat să părăsească baza lor din jurul Canalului Suez, guvernul egiptean a întrerupt alimentarea cu apă și a refuzat să permită intrarea alimentelor în baza Canalului Suez, a anunțat un boicot al mărfurilor britanice, a interzis muncitorilor egipteni să intre în bază și a sprijinit atacurile de gherilă. Pe 24 ianuarie 1952, gherilele egiptene au organizat un atac violent împotriva forțelor britanice din jurul Canalului Suez, în timpul căruia poliția auxiliară egipteană a fost observată ajutând gherilele. Ca răspuns, pe 25 ianuarie, generalul George Erskine a trimis tancuri și infanterie britanice să înconjoare stația de poliție auxiliară din Ismailia. Comandantul poliției a sunat la ministrul de interne, Fouad Serageddin, omul de dreapta al lui Nahas, pentru a întreba dacă ar trebui să se predea sau să lupte. Serageddin a ordonat poliției să lupte „până la ultimul om și ultimul glonț”. Bătălia care a urmat a dus la distrugerea stației de poliție și la uciderea a 43 de polițiști egipteni împreună cu 3 soldați britanici. Incidentul de la Ismailia a scandalizat Egiptul. A doua zi, 26 ianuarie 1952, a fost „Sâmbăta Neagră”, cum a fost cunoscută revolta anti-britanică, care a văzut mare parte din centrul Cairoului, reconstruit de Khedive Ismail cel Magnific în stilul Parisului, ars. Farouk a dat vina pe Wafd pentru revolta din Sâmbăta Neagră și l-a demis pe Nahas ca prim-ministru în ziua următoare. El a fost înlocuit cu Aly Maher Pașa.
Pe 22–23 iulie 1952, Mișcarea Oficialilor Liberi, condusă de Muhammad Naguib și Gamal Abdel Nasser, a lansat o lovitură de stat (Revoluția Egipteană din 1952) împotriva regelui. Farouk I a abdicat în favoarea fiului său, Fouad II, care, la acea vreme, era un bebeluș de șapte luni. Familia Regală a părăsit Egiptul câteva zile mai târziu, iar Consiliul de Regență, condus de Prințul Muhammad Abdel Moneim, a fost format. Consiliul, însă, deținea doar autoritate nominală, iar puterea reală era de fapt în mâinile Consiliului Revoluționar de Comandă, condus de Naguib și Nasser. Așteptările populare pentru reforme imediate au dus la revoltele muncitorilor din Kafr Dawar pe 12 august 1952. După un scurt experiment cu guvernarea civilă, Oficialii Liberi au abrogat monarhia și constituția din 1923 și au declarat Egiptul republică pe 18 iunie 1953. Naguib a fost proclamat președinte, iar Nasser a fost numit noul prim-ministru.

### Egiptul Republican sub Nasser (1952–1970)
După Revoluția din 1952 condusă de Mișcarea Oficialilor Liberi, conducerea Egiptului a trecut în mâinile militare și toate partidele politice au fost interzise. Pe 18 iunie 1953, a fost proclamată Republica Egipteană, cu generalul Muhammad Naguib ca primul președinte al republicii, care a deținut această funcție pentru puțin sub un an și jumătate. Republica Egipteană (1953–1958) a fost proclamată.

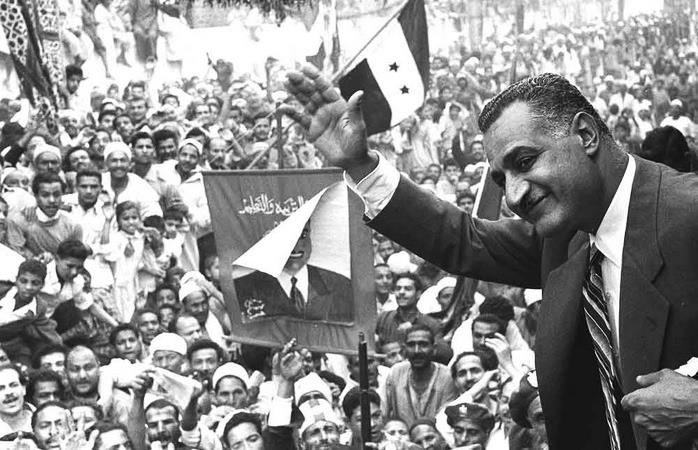
Președintele egiptean Gamal Abdel Nasser în Mansoura, 1960

Naguib a fost forțat să demisioneze în 1954 de către Gamal Abdel Nasser – un Pan-Arabist și adevăratul arhitect al mișcării din 1952 – și a fost ulterior plasat sub arest la domiciliu. După demisia lui Naguib, funcția de președinte a rămas vacantă până la alegerea lui Nasser în anul 1956. În luna octombrie a anului 1954, Egiptul și Regatul Unit au convenit să abroge Acordul de Condominiu Anglo-Egiptean din 1899 și să acorde Sudanului independența; acordul a intrat în vigoare pe data de 1 ianuarie 1956. Nasser a preluat puterea ca președinte în iunie 1956 și a început să domine istoria Egiptului modern. Forțele britanice și-au finalizat retragerea din zona ocupată a Canalului Suez pe data de 13 iunie 1956. El a naționalizat Canalul Suez pe data de  26 iulie 1956; abordarea sa ostilă față de Israel și naționalismul economic au declanșat începutul Războiului Arab-Israelian (Criza Suezului), în care Israel (cu sprijinul Franței și Regatului Unit) a ocupat peninsula Sinai și Canalul. Războiul s-a încheiat datorită intervenției diplomatice a SUA și URSS, iar status quo-ul a fost restaurat.

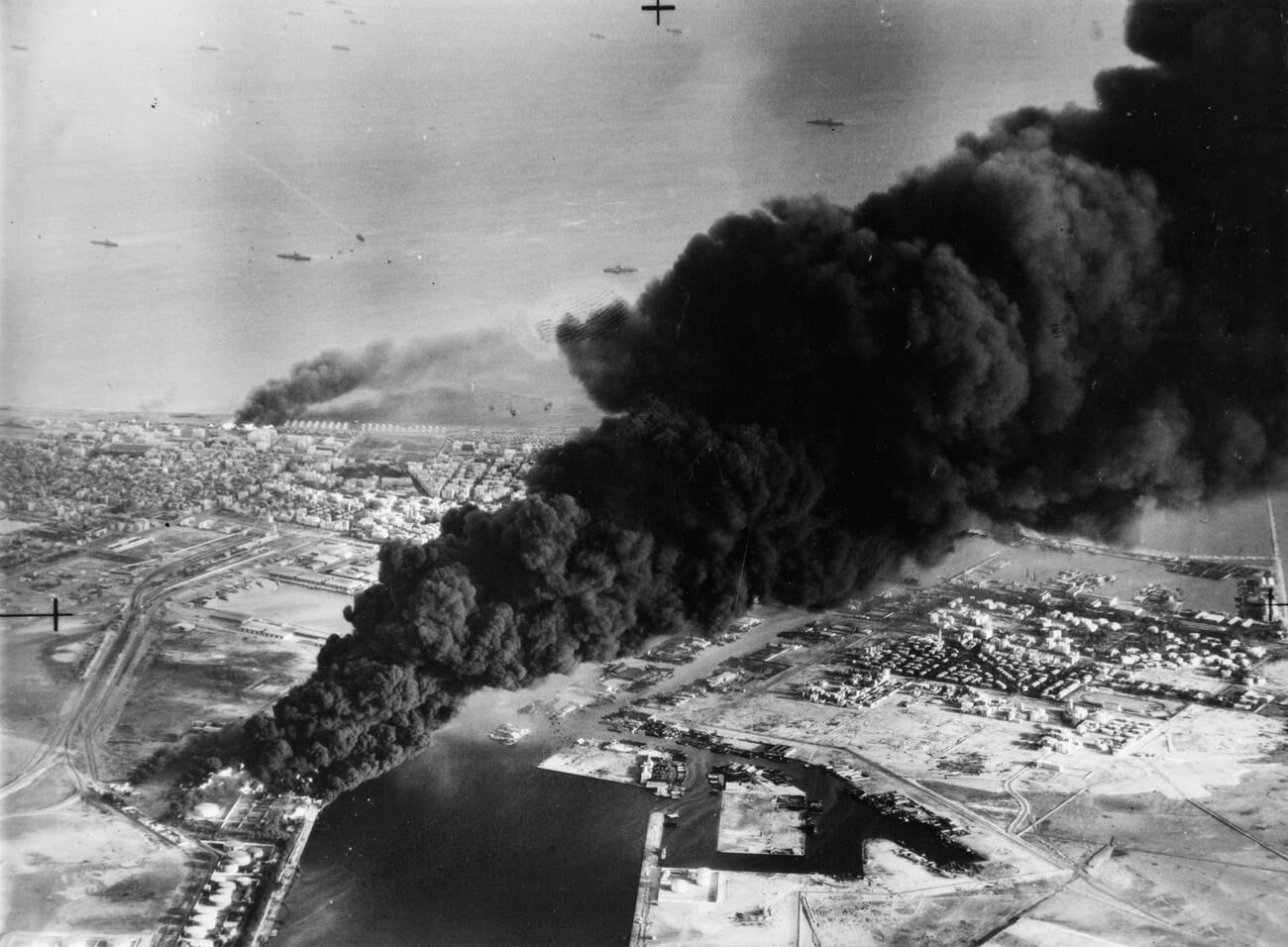
Fumul se ridică de la rezervoarele de petrol de lângă Canalul Suez lovite în timpul atacului anglo-francez inițial asupra Egiptului, 5 noiembrie 1956.

În 1958, Egiptul și Siria au format o uniune suverană cunoscută sub numele de Republica Arabă Unită. Uniunea a fost de scurtă durată, încheindu-se în 1961 când Siria s-a desprins. În cea mai mare parte a existenței sale, Republica Arabă Unită a fost, de asemenea, într-o confederație slabă cu Yemenul de Nord (sau Regatul Mutawakkilite al Yemenului), cunoscută sub numele de Statele Arabe Unite. La începutul anilor 1960, Egiptul a devenit pe deplin implicat în Războiul Civil din Yemenul de Nord. În ciuda mai multor mișcări militare și a conferințelor de pace, războiul a intrat într-un impas. La mijlocul lunii mai 1967, Uniunea Sovietică a emis avertismente către Nasser despre un atac iminent al Israelului asupra Siriei. Deși șeful statului major Mohamed Fawzi le-a verificat ca fiind „nefondate”, Nasser a făcut trei pași succesivi care au făcut războiul practic inevitabil: pe 14 mai a trimis trupele sale în Sinai, lângă granița cu Israel, pe 19 mai a expulzat forțele de menținere a păcii ale ONU staționate în Peninsula Sinai la granița cu Israel, iar pe 23 mai a închis Strâmtoarea Tiran pentru navigația israeliană. Pe 26 mai, Nasser a declarat: „Bătălia va fi una generală, iar obiectivul nostru de bază va fi distrugerea Israelului”.
Acest lucru a declanșat începutul Războiului Arab-Israelian (Războiul de Șase Zile) în care Israelul a atacat Egiptul și a ocupat Peninsula Sinai și Fâșia Gaza, pe care Egiptul o ocupase încă din Războiul Arab-Israelian din 1948. În timpul războiului din 1967, a fost adoptată o Lege de Urgență, care a rămas în vigoare până în 2012, cu excepția unei pauze de 18 luni în 1980/81. În conformitate cu această lege, puterile poliției au fost extinse, drepturile constituționale au fost suspendate și cenzura a fost legalizată. La momentul căderii monarhiei egiptene la începutul anilor 1950, mai puțin de jumătate de milion de egipteni erau considerați clasă superioară și bogată, patru milioane clasă mijlocie și 17 milioane clasă inferioară și săracă. Mai puțin de jumătate dintre toți copiii în vârstă de școală primară frecventau școala, majoritatea fiind băieți. Politicile lui Nasser au schimbat acest lucru. Reforma agrară și redistribuirea terenurilor, creșterea dramatică a educației universitare și sprijinul guvernamental pentru industriile naționale au îmbunătățit considerabil mobilitatea socială și au aplatizat curba socială. Din anul universitar 1953–54 până în 1965–66, înscrierile totale în școlile publice s-au dublat. Milioane de egipteni anterior săraci, prin educație și locuri de muncă în sectorul public, au intrat în clasa mijlocie. Medici, ingineri, profesori, avocați, jurnaliști, au constituit grosul clasei mijlocii în creștere din Egipt sub Nasser. În anii 1960, economia egipteană a trecut de la stagnare la pragul colapsului, societatea a devenit mai puțin liberă, iar atractivitatea lui Nasser a scăzut considerabil.

### Egipt sub Sadat și Mubarak (1971–2011)

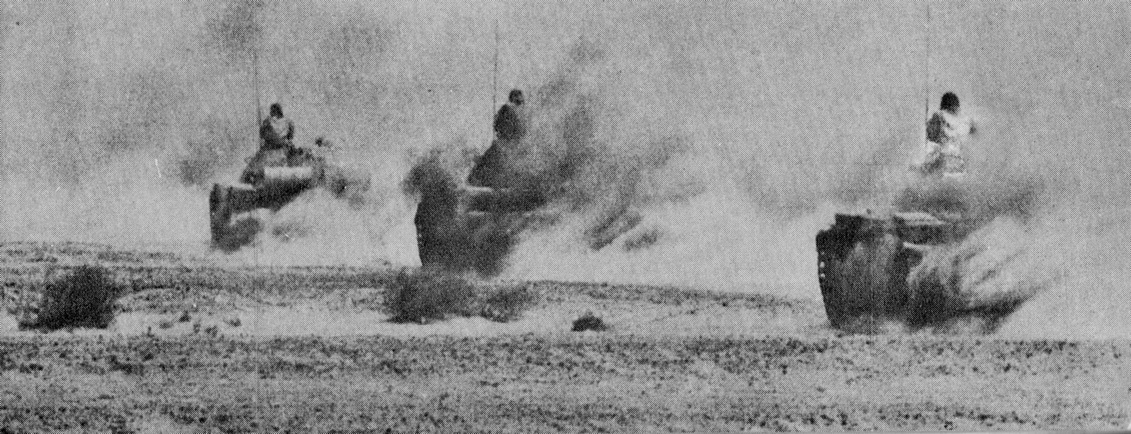
Tancuri egiptene înaintând în deșertul Sinai în timpul Războiului de Yom Kippur, 1973

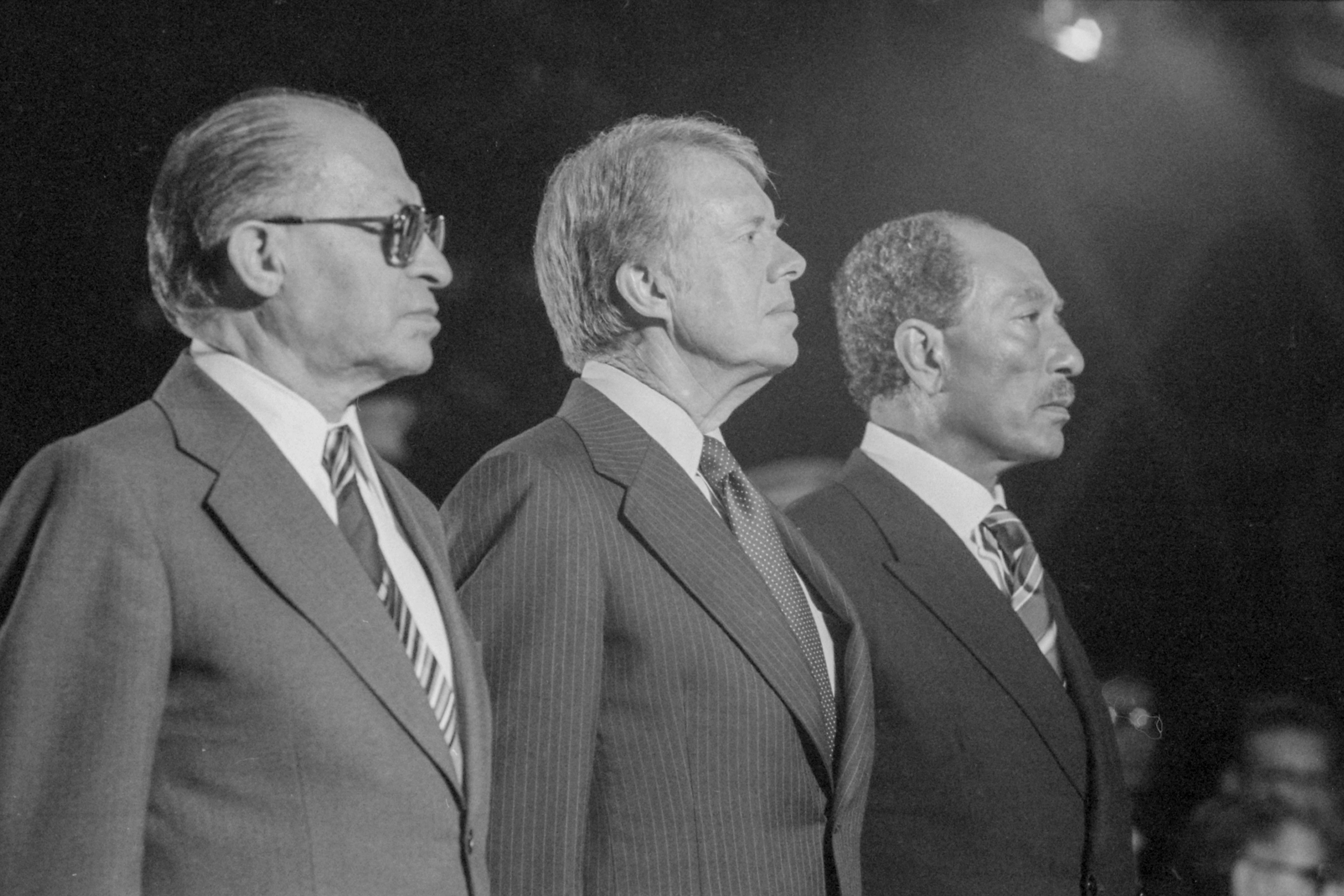
Sărbătorirea semnării Acordurilor de la Camp David din 1978: Menachem Begin, Jimmy Carter, Anwar Sadat

În 1970, președintele Nasser a murit și a fost succedat de Anwar Sadat. În timpul perioadei sale, Sadat a schimbat alinierea Egiptului din Războiul Rece de la Uniunea Sovietică la Statele Unite, expulzând consilierii sovietici în 1972. Egiptul a fost redenumit Republica Arabă Egipt în anul 1971. Sadat a lansat politica de reformă economică Infitah, în timp ce a reprimat opoziția religioasă și seculară. În anul 1973, Egiptul, împreună cu Siria, a lansat Al patrulea Război Arab-Israelian (Războiul de Yom Kippur), un atac surpriză pentru a recâștiga o parte din teritoriul Sinai pe care Israelul îl cucerise cu 6 ani înainte. În anul 1975, Sadat a schimbat politicile economice ale lui Nasser și a încercat să-și folosească popularitatea pentru a reduce reglementările guvernamentale și a încuraja investițiile străine prin programul său Infitah. Prin această politică, stimulente precum taxe reduse și tarife vamale au atras câțiva investitori, dar investițiile au fost direcționate în principal către afaceri cu risc scăzut și profitabile, cum ar fi turismul și construcțiile, abandonând industriile incipiente ale Egiptului. Datorită eliminării subvențiilor pentru alimentele de bază, aceasta a dus la revoltele pâinii din 1977. Sadat a făcut o vizită istorică în Israel în 1977, care a condus la tratatul de pace egiptano-israelian din 1979 în schimbul retragerii Israelului din Sinai. În schimb, Egiptul a recunoscut Israelul ca stat suveran legitim. Inițiativa lui Sadat a stârnit o controversă enormă în Lumea arabă și a condus la expulzarea Egiptului din Liga Arabă, dar a fost susținută de majoritatea egiptenilor. Sadat a fost asasinat de un extremist islamic în luna octombrie a anului 1981.

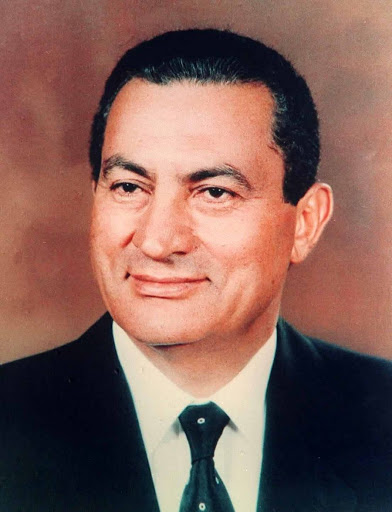
Hosni Mubarak — președinte al Egiptului din 1981 până în 2011

Hosni Mubarak a preluat puterea după asasinarea lui Sadat într-un referendum în care a fost singurul candidat. El a devenit un alt lider care a dominat istoria Egiptului. Hosni Mubarak a reafirmat relația Egiptului cu Israelul, dar a ușurat tensiunile cu vecinii arabi ai Egiptului. Pe plan intern, Mubarak s-a confruntat cu probleme serioase. Sărăcia masivă și șomajul au determinat familiile rurale să se îndrepte spre orașe precum Cairo, unde au ajuns în mahalale aglomerate, abia reușind să supraviețuiască. Pe 25 februarie 1986, Poliția de Securitate a început să se revolte, protestând împotriva rapoartelor conform cărora durata serviciului lor urma să fie prelungită de la 3 la 4 ani. Hoteluri, cluburi de noapte, restaurante și cazinouri au fost atacate în Cairo, iar în alte orașe au avut loc revolte. A fost impusă o interdicție de circulație pe timp de zi. Armata a avut nevoie de 3 zile pentru a restabili ordinea. 107 persoane au fost ucise.

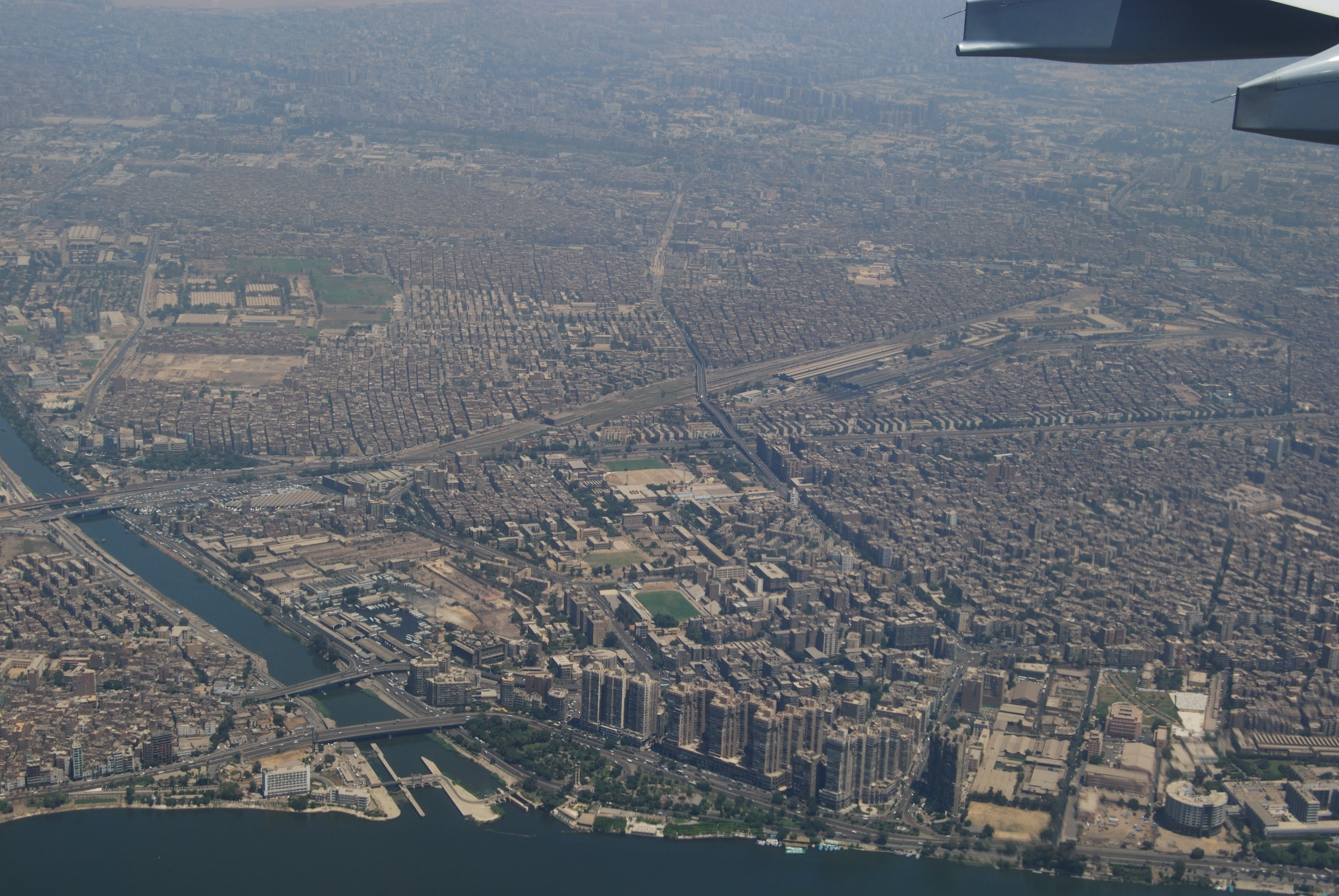
Cairo a crescut într-o zonă metropolitană cu o populație de peste 20 de milioane.

În anii 1980, 1990 și 2000, atacurile teroriste din Egipt au devenit numeroase și severe, vizând creștinii Copti, turiștii străini și oficialii guvernamentali. În anii 1990, un grup Islamist, Al-Gama'a al-Islamiyya, a desfășurat o campanie extinsă de violență, de la asasinate și tentative de asasinare a unor scriitori și intelectuali prominenți, până la atacuri repetate împotriva turiștilor și străinilor. Pagube grave au fost aduse celui mai mare sector al economiei Egiptului — turismul — și, la rândul său, guvernului, dar a devastat și mijloacele de trai ale multor oameni de care grupul depindea pentru sprijin. În timpul domniei lui Mubarak, scena politică a fost dominată de Partidul Național Democrat, creat de Sadat în anul 1978. Acesta a adoptat Legea Sindicatelor din 1993, Legea Presei din 1995 și Legea Asociațiilor Neguvernamentale din anul 1999, care au îngrădit libertățile de asociere și exprimare prin impunerea unor noi reglementări și pedepse draconice pentru încălcări. Ca urmare, până la sfârșitul anilor 1990, politica parlamentară a devenit practic irelevantă, iar căile alternative de exprimare politică au fost, de asemenea, limitate. Cairo a crescut într-o zonă metropolitană cu o populație de peste 20 de milioane.
Pe 17 noiembrie 1997, 62 de persoane, majoritatea turiști, au fost masacrate lângă Luxor. La sfârșitul lunii februarie 2005, Mubarak a anunțat o reformă a legii alegerilor prezidențiale, deschizând calea pentru alegeri cu mai mulți candidați pentru prima dată de la mișcarea din 1952. Cu toate acestea, noua lege a impus restricții candidaților și a condus la o victorie ușoară a lui Mubarak. Prezența la vot a fost mai mică de 25%. Observatorii electorali au acuzat, de asemenea, ingerințe guvernamentale în procesul electoral. După alegeri, Mubarak l-a închis pe Ayman Nour, cel care a ocupat locul doi.
Raportul din 2006 al Human Rights Watch despre Egipt a detaliat încălcări grave ale drepturilor omului sub domnia lui Mubarak, inclusiv tortura sistematică, arestări arbitrare și procese în fața tribunalelor militare și de securitate de stat. În anul 2007, Amnesty International a publicat un raport care susținea că Egiptul a devenit un centru internațional pentru tortură, unde alte națiuni trimit suspecți pentru interogare, adesea ca parte a Războiului împotriva terorismului. Ministerul de Externe al Egiptului a emis rapid o replică la acest raport. Schimbările constituționale votate pe 19 martie 2007 au interzis partidelor să folosească religia ca bază pentru activitatea politică, au permis elaborarea unei noi legi anti-terorism, au autorizat puteri extinse de arestare și supraveghere pentru poliție și au dat președintelui puterea de a dizolva parlamentul și de a încheia monitorizarea alegerilor de către justiție. În 2009, Dr. Ali El Deen Hilal Dessouki, secretarul de presă al Partidului Național Democrat (NDP), a descris Egiptul ca un sistem politic „faraonic”, iar democrația ca un „obiectiv pe termen lung”. Dessouki a mai afirmat că „adevăratul centru de putere din Egipt este armata”.

### Revoluție, criză politică și tranziție (2011–prezent)
Pe 25 ianuarie 2011, au început proteste la scară largă împotriva guvernului lui Mubarak. Pe 11 februarie 2011, Mubarak a demisionat și a părăsit Cairoul. Sărbători jubilante au izbucnit în Piața Tahrir din Cairo la aflarea veștii. Armata egipteană a preluat apoi puterea de a guverna. Mohamed Hussein Tantawi, președintele Consiliului Suprem al Forțelor Armate, a devenit interimarul de facto al șefului de stat. Pe 13 februarie 2011, armata a dizolvat parlamentul și a suspendat constituția.
Un referendum constituțional a avut loc pe 19 martie 2011. Pe 28 noiembrie 2011, Egiptul a organizat primele alegeri parlamentare de la căderea regimului anterior. Prezența la vot a fost mare și nu au existat rapoarte de irregularități majore sau violență.
Mohamed Morsi, afiliat la Frăția Musulmană, a fost ales președinte pe data de 24 iunie 2012. Pe 30 iunie 2012, Mohamed Morsi a depus jurământul ca președinte al Egiptului. Pe data de 2 august 2012, prim-ministrul Egiptului Hisham Qandil a anunțat noul său cabinet de 35 de membri, inclusiv patru din partea Frăției Musulmane. Grupurile liberale și seculariste au părăsit adunarea constituantă deoarece credeau că aceasta va impune practici islamiste stricte, în timp ce susținătorii Frăției Musulmane au sprijinit-o pe Morsi. Pe data de 22 noiembrie 2012, președintele Morsi a emis o declarație temporară care îi imuniza decretele de orice contestare și proteja activitatea adunării constituante.
Această mișcare a condus la proteste masive și acțiuni violente în întregul Egipt. Pe data de 5 decembrie 2012, zeci de mii de susținători și opozanți ai președintelui Morsi s-au confruntat, într-o bătălie violentă descrisă ca cea mai mare între islamiști și adversarii lor de la revoluție. Mohamed Morsi a oferit un „dialog național” cu liderii opoziției, dar a refuzat să anuleze referendumul constituțional din decembrie 2012. Pe 3 iulie 2013, după un val de nemulțumire publică față de excesele autoritare ale guvernului lui Morsi din partea Frăției Musulmane, armata l-a îndepărtat pe Morsi de la putere, a dizolvat Consiliul Shura și a instalat un guvern interimar temporar.
Pe 4 iulie 2013, Adly Mansour, în vârstă de 68 de ani, președintele Curții Supreme Constituționale a Egiptului, a depus jurământul ca președinte interimar al noului guvern după îndepărtarea lui Morsi. Noile autorități egiptene au reprimat Frăția Musulmană și susținătorii acesteia, închizând mii de persoane și dispersând cu forța protestele pro-Morsi și pro-Frăție. Mulți dintre liderii și activiștii Frăției Musulmane au fost condamnați la moarte sau la închisoare pe viață într-o serie de procese în masă. Pe data de 18 ianuarie 2014, guvernul interimar a instituit o nouă constituție după un referendum aprobat de o majoritate covârșitoare a alegătorilor (98,1%). 38,6% dintre alegătorii înregistrați au participat la referendum, un număr mai mare decât cei 33% care au votat într-un referendum în timpul mandatului lui Morsi.
La alegerile din iunie 2014, Abdel Fattah el-Sisi a câștigat cu un procent de 96,1%. Pe 8 iunie 2014, Abdel Fatah el-Sisi a depus oficial jurământul ca noul președinte al Egiptului. Sub președintele el-Sisi, Egiptul a implementat o politică riguroasă de control al graniței cu Fâșia Gaza, inclusiv demontarea tunelurilor dintre Fâșia Gaza și Sinai. În data de aprilie 2018, El-Sisi a fost reales cu un rezultat zdrobitor la alegeri fără o opoziție reală. În aprilie 2019, parlamentul Egiptului a extins mandatul prezidențial de la patru la șase ani. Președintele Abdel Fattah al-Sisi a fost, de asemenea, autorizat să candideze pentru un al treilea mandat la următoarele alegeri din anul 2024.
Sub El-Sisi, Egiptul este considerat a fi revenit la autoritarism. Noi reforme constituționale au fost implementate, consolidând rolul armatei și limitând opoziția politică. Schimbările constituționale au fost acceptate într-un referendum din aprilie 2019. În decembrie 2020, rezultatele finale ale alegerilor parlamentare din 2020 au confirmat o majoritate clară a locurilor pentru Partidul Mostaqbal Watan (Viitorul Națiunii) din Egipt, care îl sprijină puternic pe președintele El-Sisi. Partidul și-a mărit chiar majoritatea, parțial datorită noilor reguli electorale.

## Geografie

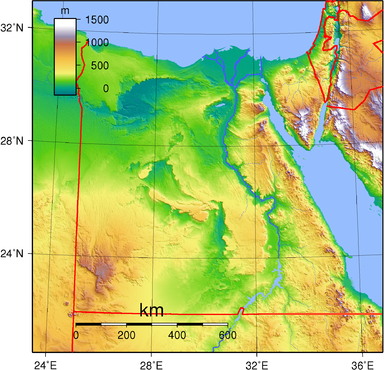
Topografia Egiptului

Egiptul este situat în principal între latitudinile 22° și 32°N și longitudinile 25° și 35°E. Cu o suprafață de 1.001.450 kilometri pătrați (386.660 mi2), este a 30-a țară ca mărime din lume. Datorită climatului extrem de arid al Egiptului, centrele de populație sunt concentrate de-a lungul Văii înguste a Nilului și a Deltei, ceea ce înseamnă că aproximativ 99% din populație utilizează aproximativ 5,5% din suprafața totală a terenului. 98% dintre egipteni trăiesc pe 3% din teritoriu.
Egiptul este mărginit de Libia la vest, Sudanul la sud și Fâșia Gaza și Israelul la est. Ca țară transcontinentală, deține un pod terestru (Istmul Suez) între Africa și Asia, traversat de o cale navigabilă (Canalul Suez) care leagă Marea Mediterană de Oceanul Indian prin Marea Roșie.

Egiptul este a opta țară din lume ca stres hidric.

În afară de Valea Nilului, majoritatea peisajului Egiptului este deșertic, cu câteva oaze împrăștiate. Vânturile creează dune abundente de nisip care ating înălțimi de peste 30 metri (100 ft). Egiptul include părți ale deșertului Sahara și ale Deșertului Libian.
Peninsula Sinai găzduiește cel mai înalt munte din Egipt, Muntele Catherine, la 2.642 de metri. Riviera Mării Roșii, la est de peninsula Sinai, este renumită pentru bogăția recifurilor de corali și a vieții marine.
Orașele și localitățile includ Alexandria, al doilea cel mai mare oraș; Aswan; Asyut; Cairo, capitala modernă a Egiptului și cel mai mare oraș; El Mahalla El Kubra; Giza, locul unde se află Piramida lui Keops; Hurghada; Luxor; Kom Ombo; Port Safaga; Port Said; Sharm El Sheikh; Suez, unde se află capătul sudic al Canalului Suez; Zagazig; și Minya. Oazele includ Bahariya, Dakhla, Farafra, Kharga și Siwa. Arii protejate includ Parcul Național Ras Mohamed, Rezervația Zaranik și Siwa.
Pe 13 martie 2015, au fost anunțate planuri pentru o capitală nouă propusă a Egiptului.

### Climă

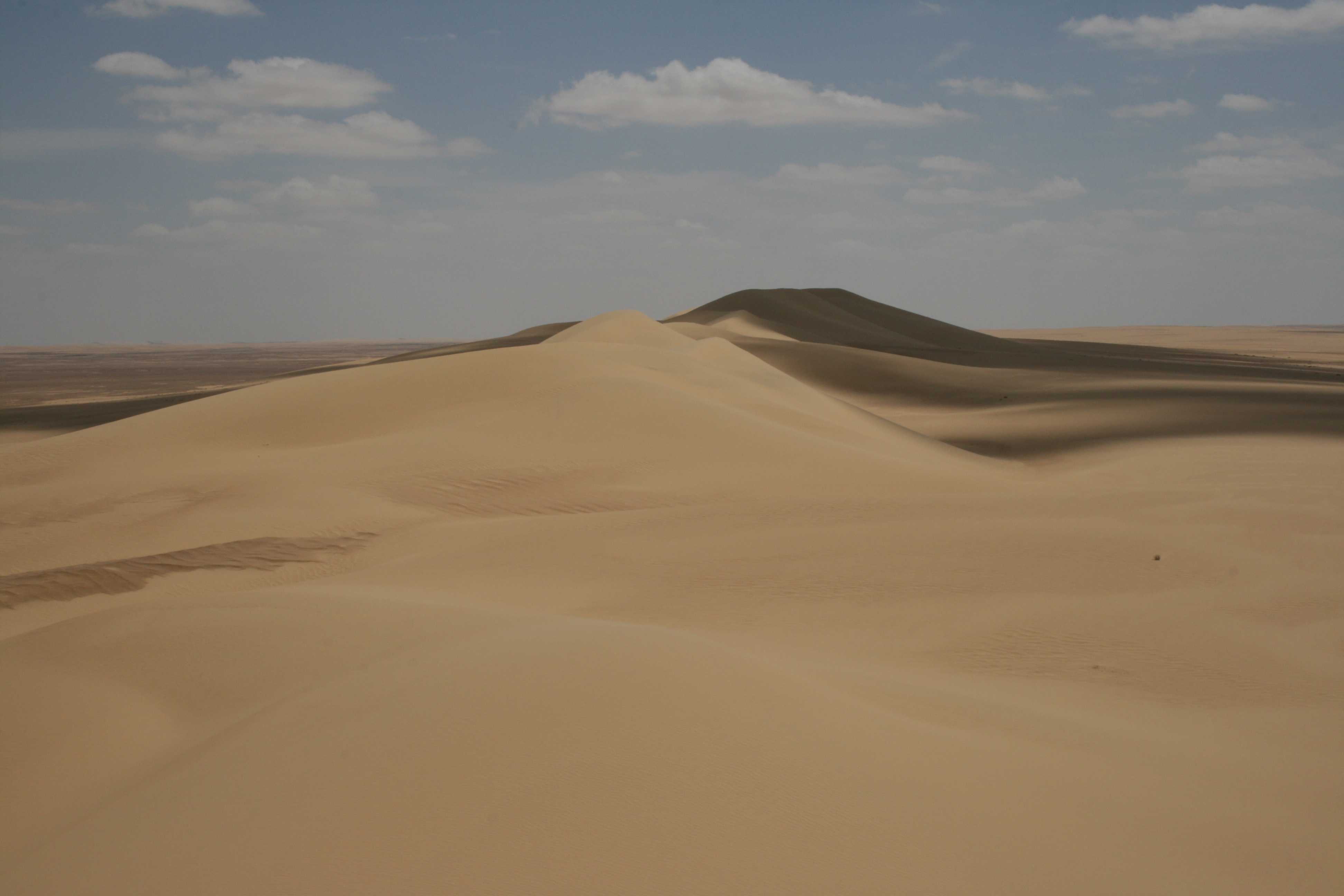
Depresiunea Qattara din nord-vestul Egiptului

Cea mai mare parte a precipitațiilor din Egipt cade în lunile de iarnă. La sud de Cairo, precipitațiile medii sunt de doar aproximativ 2 la 5 mm (0,1 la 0,2 in) pe an și la intervale de mulți ani. Pe o fâșie foarte îngustă a coastei nordice, precipitațiile pot ajunge până la 410 mm (16,1 in), în principal între octombrie și martie. Zăpada cade pe munții Sinai și în unele orașe de pe coasta de nord, cum ar fi Damietta, Baltim și Sidi Barrani, și rar în Alexandria. O cantitate foarte mică de zăpadă a căzut în Cairo pe 13 decembrie 2013, prima dată după multe decenii. Înghețul este, de asemenea, cunoscut în centrul Sinaiului și în centrul Egiptului.
Egiptul are un climat neobișnuit de cald, însorit și uscat. Temperaturile medii maxime sunt ridicate în nord, dar foarte până la extrem de ridicate în restul țării în timpul verii. Vânturile mai reci ale Mării Mediterane suflă constant de-a lungul coastei nordice, ceea ce ajută la obținerea unor temperaturi mai moderate, în special în apogeul verii. Khamaseen este un vânt cald și uscat care își are originea în deșerturile vaste din sud și suflă primăvara sau la începutul verii. Aduce nisip arzător și particule de praf și, de obicei, aduce temperaturi zilnice peste 40 °C (104 °F) și uneori peste 50 °C (122 °F) în interior, în timp ce umiditatea relativă poate scădea la 5% sau chiar mai puțin.
Înainte de construcția Barajului de la Aswan, Nilul inunda anual, reîmprospătând solul Egiptului. Acest lucru a oferit Egiptului o recoltă consistentă de-a lungul anilor.

### Biodiversitate

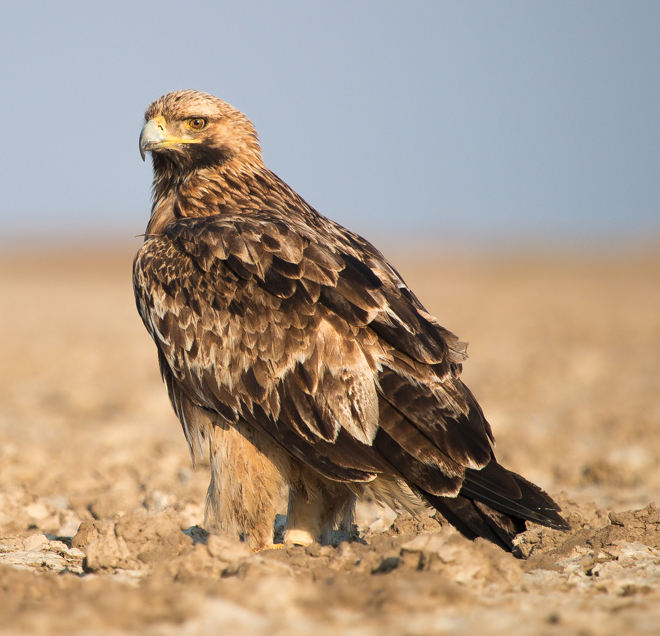
Acvila imperială orientală este animalul național al Egiptului.

Egiptul a semnat Convenția asupra Diversității Biologice de la Rio pe data de  9 iunie 1992 și a devenit parte a convenției pe data de 2 iunie 1994. Ulterior, a elaborat un Plan Național de Strategie și Acțiune pentru Biodiversitate, care a fost primit de convenție pe data de 31 iulie 1998. În timp ce multe Planuri Naționale de Strategie și Acțiune pentru Biodiversitate neglijează regnurile biologice în afară de animale și plante,
Planul a menționat că următoarele numere de specii din diferite grupuri au fost înregistrate în Egipt: alge (1483 de specii), animale (aproximativ 15.000 de specii, dintre care peste 10.000 erau insecte), ciuperci (peste 627 de specii), monere (319 specii), plante (2426 de specii), protozoare (371 de specii). Pentru unele grupuri majore, cum ar fi ciupercile lichenizante și viermii nematode, numărul nu era cunoscut. În afară de grupurile mici și bine studiate, cum ar fi amfibienii, păsările, peștii, mamiferele și reptilele, multe dintre aceste numere sunt susceptibile să crească pe măsură ce sunt înregistrate noi specii în Egipt. Pentru ciuperci, inclusiv speciile lichenizante, de exemplu, lucrările ulterioare au arătat că peste 2200 de specii au fost înregistrate în Egipt, iar cifra finală a tuturor ciupercilor care există de fapt în țară este de așteptat să fie mult mai mare. Pentru ierburile graminee, 284 de specii native și naturalizate au fost identificate și înregistrate în Egipt.

## Guvern

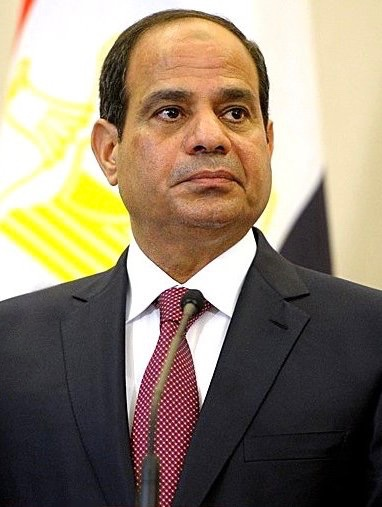
Abdel Fattah el-Sisi este actualul Președinte al Egiptului.

Camera Reprezentanților, ai cărei membri sunt aleși pentru a servi mandate de cinci ani, se specializează în legislație. Alegerile au avut loc între noiembrie 2011 și ianuarie 2012, dar au fost ulterior dizolvate.
După un val de nemulțumire publică față de excesele autoritare ale guvernului Frăția Musulmană al președintelui Mohamed Morsi, pe data de 3 iulie 2013, generalul Abdel Fattah el-Sisi a anunțat îndepărtarea lui Morsi de la funcție și suspendarea Constituției. Un comitet constituțional de 50 de membri a fost format pentru modificarea Constituției, care a fost ulterior publicată pentru votul public și a fost adoptată pe data de 18 ianuarie 2014.
Următoarele alegeri parlamentare au fost anunțate să aibă loc în termen de 6 luni de la ratificarea Constituției pe 18 ianuarie 2014 și au avut loc în două faze, între 17 octombrie și 2 decembrie 2015. Inițial, parlamentul urma să fie format înainte de alegerea președintelui, dar președintele interimar Adly Mansour a amânat data. Alegerile prezidențiale egiptene din 2014 au avut loc între 26–28 mai. Cifrele oficiale au arătat o prezență la vot de 25.578.233 sau 47,5%, cu Abdel Fattah el-Sisi câștigând cu 23,78 milioane de voturi, sau 96,9%, față de 757.511 (3,1%) pentru Hamdeen Sabahi.
În 2024, ca parte a raportului său Libertatea în Lume, Freedom House a evaluat drepturile politice în Egipt la 6 (cu 40 reprezentând cel mai liber și 0 cel mai puțin liber), iar libertățile civile la 12 (cu 60 fiind cel mai mare scor și 0 cel mai mic), ceea ce i-a oferit ratingul de libertate „Nu este liber”. Conform indicelui Indicii Democrației V-Dem din 2023, Egiptul este a opta țară cel mai puțin democratică din Africa. Ediția din anul 2023 a Indicelui Democrației publicat de The Economist clasifică Egiptul ca un „regim autoritar”, cu un scor de 2,93.
Naționalismul egiptean precede omologul său arab cu multe decenii, având rădăcini în secolul al XIX-lea și devenind modul dominant de exprimare al activistilor și intelectualilor egipteni anticoloniali până la începutul secolului al XX-lea. Ideologia susținută de islamiști precum Frăția Musulmană este în mare parte sprijinită de straturile inferioare ale societății egiptene.
Egiptul are cea mai veche tradiție parlamentară continuă din lumea arabă. Prima adunare populară a fost înființată în anul 1866. A fost desființată ca urmare a ocupației britanice din 1882, iar britanicii au permis doar un corp consultativ să funcționeze. În anul 1923, însă, după declararea independenței țării, o nouă constituție a prevăzut o monarhie parlamentară.

### Armata și relațiile externe

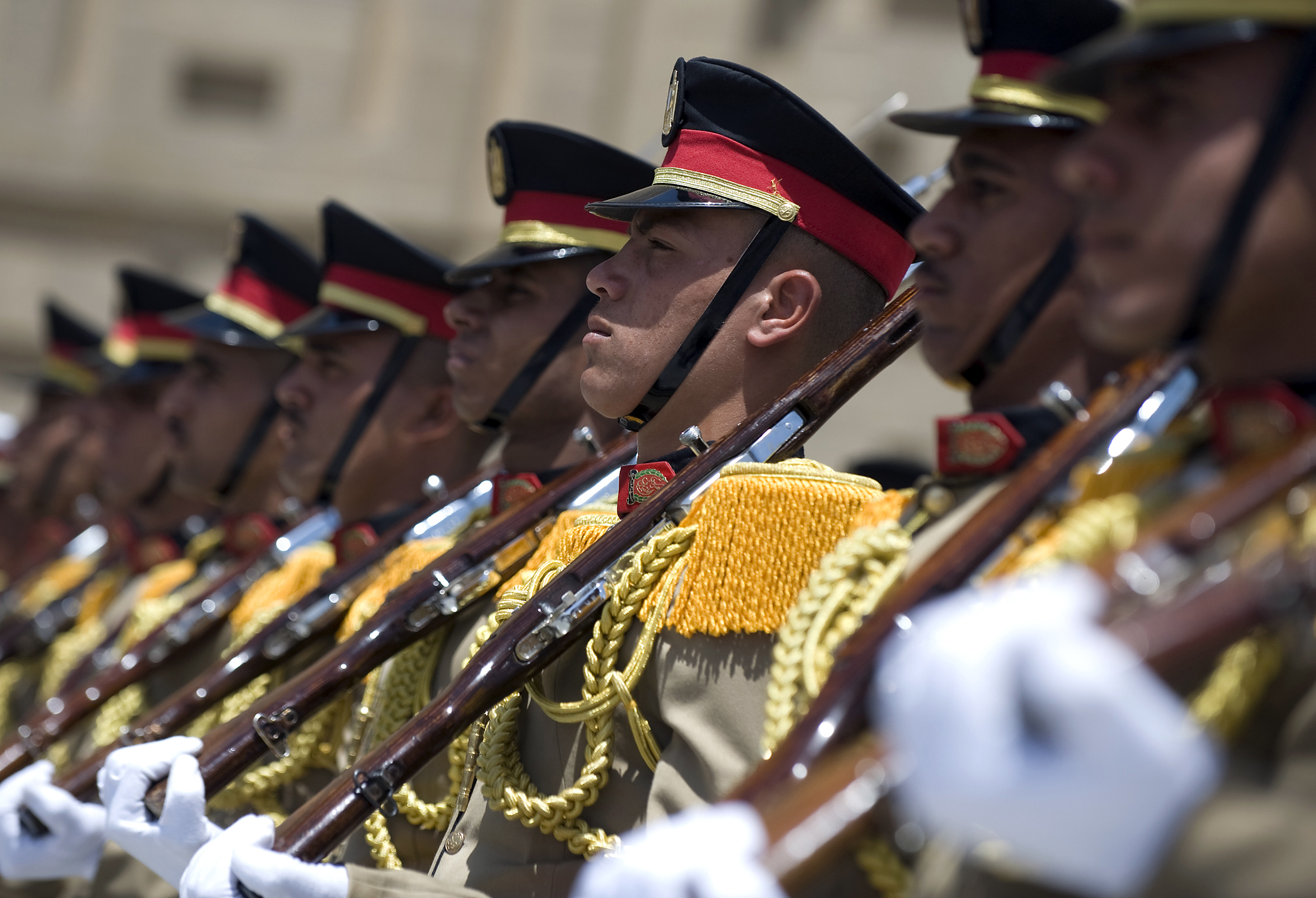
Soldați ai gărzii de onoare egiptene în timpul unei vizite a amiralului american Mike Mullen

Armata are o influență semnificativă asupra vieții politice și economice a Egiptului și se scutește de legile care se aplică altor sectoare. Se bucură de o putere, prestigiu și independență considerabile în cadrul statului și este considerată pe scară largă ca parte a „statului profund” egiptean.
Egiptul este considerat de Israel a fi a doua țară din regiune care deține un satelit de spionaj, EgyptSat 1, în plus față de EgyptSat 2, lansat pe data de 16 aprilie 2014.
Statele Unite oferă Egiptului asistență militară anuală, care în anul 2015 a fost de 1,3 miliarde de dolari. În 1989, Egiptul a fost desemnat ca un aliat major non-NATO al Statelor Unite. Cu toate acestea, relațiile dintre cele două țări s-au deteriorat parțial după îndepărtarea din iulie 2013 a președintelui islamist Mohamed Morsi, cu administrația Obama denunțând Egiptul pentru reprimarea Frăției Musulmane și anulând exercițiile militare viitoare care implică cele două țări. Au existat, totuși, încercări recente de normalizare a relațiilor dintre cele două, ambele guverne solicitând sprijin reciproc în lupta împotriva terorismului regional și internațional. Cu toate acestea, după alegerile din 2016, când republicanul Donald Trump a devenit președintele Statelor Unite, cele două țări au căutat să îmbunătățească relațiile egipteno-americane. Pe 3 aprilie 2017, al-Sisi s-a întâlnit cu Trump la Casa Albă, marcând prima vizită a unui președinte egiptean la Washington în ultimii 8 ani. Trump l-a lăudat pe al-Sisi, într-un moment considerat o victorie de relații publice pentru președintele egiptean, și a semnalat că este timpul pentru o normalizare a relațiilor dintre Egipt și SUA.
Relațiile cu Rusia s-au îmbunătățit semnificativ după îndepărtarea lui Mohamed Morsi, iar ambele țări au lucrat de atunci pentru a consolida legăturile militare și comerciale, printre alte aspecte ale cooperării bilaterale. Relațiile cu China s-au îmbunătățit, de asemenea, considerabil. În anul 2014, Egiptul și China au stabilit un „parteneriat strategic cuprinzător” bilateral.
Sediul permanent al Ligii Arabe este situat în Cairo, iar secretarul general al organizației a fost tradițional egiptean. Această funcție este deținută în prezent de fostul ministru de externe Ahmed Aboul Gheit. Liga Arabă s-a mutat temporar din Egipt în Tunis în anul 1978 pentru a protesta împotriva tratatului de pace egiptano-israelian, dar s-a întors în Cairo în anul 1989. Monarhiile din Golful Persic, inclusiv Emiratele Arabe Unite și Arabia Saudită, au promis miliarde de dolari pentru a ajuta Egiptul să-și depășească dificultățile economice de după înlăturarea lui Morsi.

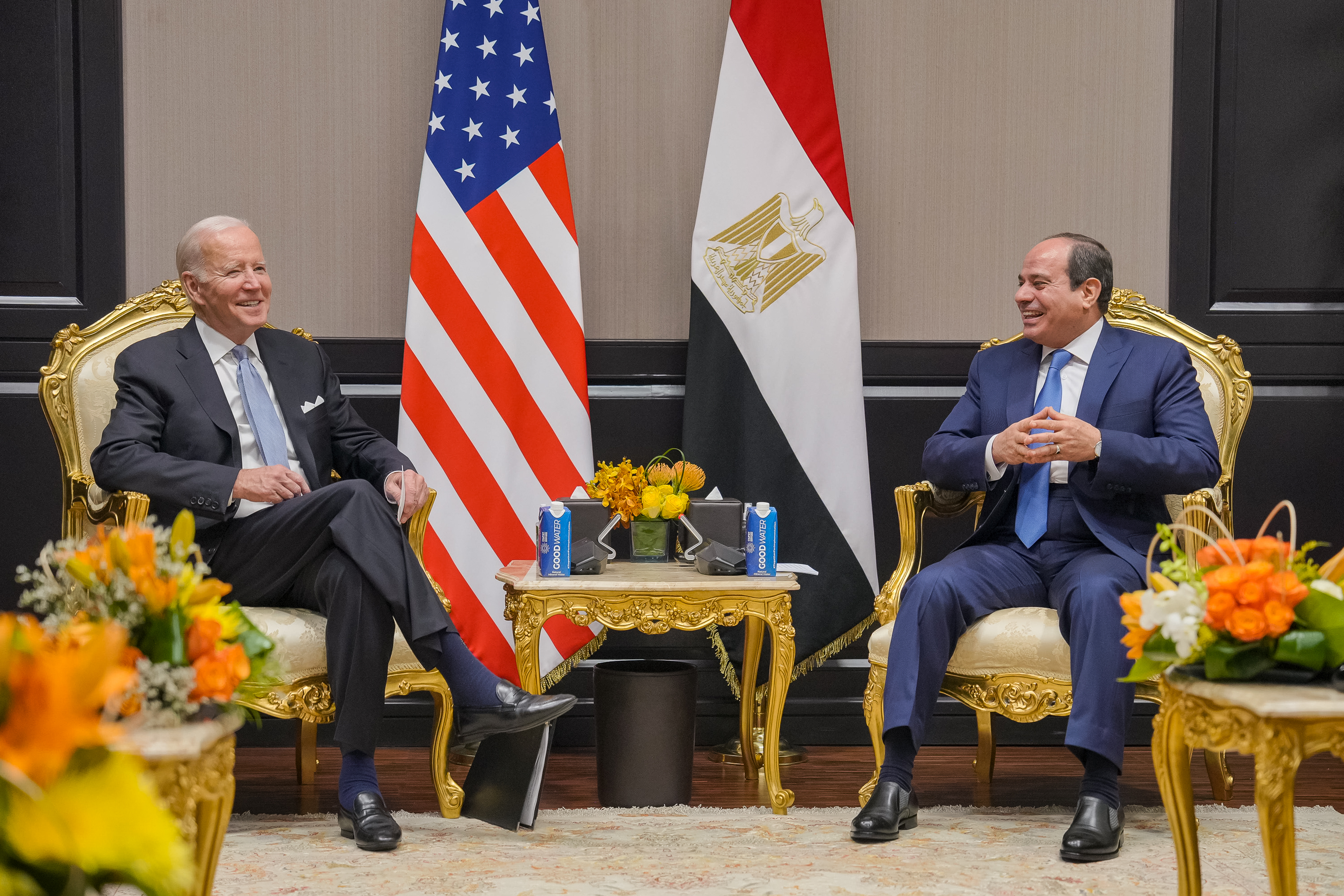
Președintele el-Sisi cu președintele american Joe Biden, 11 noiembrie 2022

După războiul din 1973 și tratatul de pace ulterior, Egiptul a devenit prima națiune arabă care a stabilit relații diplomatice cu Israel. Cu toate acestea, Israelul este încă considerat pe scară largă ca o țară ostilă de majoritatea egiptenilor. Egiptul a jucat un rol istoric ca mediator în rezolvarea diferitelor dispute din Orientul Mijlociu, cel mai notabil fiind gestionarea conflictului israeliano-palestinian și a procesului de pace. Eforturile Egiptului de mediere a încetării focului și a armistițiilor în Gaza au fost greu contestate după evacuarea așezărilor israeliene din fâșie în 2005, în ciuda animozității crescânde față de Guvernul Hamas din Gaza după înlăturarea lui Mohamed Morsi, și în ciuda încercărilor recente ale unor țări precum Turcia și Qatar de a prelua acest rol.
Relațiile dintre Egipt și alte națiuni din Orientul Mijlociu non-arabe, inclusiv Iran și Turcia, au fost adesea tensionate. Tensiunile cu Iranul se datorează în principal tratatului de pace al Egiptului cu Israel și rivalității Iranului cu aliații tradiționali ai Egiptului din Golful Persic. Sprijinul recent al Turciei pentru Frăția Musulmană, acum interzisă în Egipt, și implicarea sa presupusă în Libia au făcut, de asemenea, ca cele două țări să devină rivali regionali.
Egiptul este un membru fondator al Mișcării Non-Alinate și al Națiunilor Unite. Este, de asemenea, membru al Organisation internationale de la francophonie din 1983. Fostul prim-ministru egiptean Boutros Boutros-Ghali a servit ca Secretar General al Națiunilor Unite între anii 1991 și 1996.
În 2008, Egiptul era estimat a avea două milioane de refugiați africani, inclusiv peste 20.000 de sudanezi înregistrați la UNHCR ca refugiați care fugeau de conflicte armate sau solicitanți de azil. Egiptul a adoptat metode „dure, uneori letale” de control al frontierelor.

### Justiție
Sistemul juridic se bazează pe dreptul islamic și dreptul civil (în special pe Codul lui Napoleon); și pe controlul jurisdicțional al unei Curți Supreme, care acceptă jurisdicția obligatorie a Curții Internaționale de Justiție doar cu rezerve.
Jurisprudența islamică este principala sursă de legislație. Curțile Sharia și qadi sunt administrate și licențiate de Ministerul Justiției. Legea statutului personal care reglementează chestiuni precum căsătoria, divorțul și custodia copiilor este guvernată de Sharia. Într-o instanță de familie, mărturia unei femei valorează jumătate din mărturia unui bărbat.
Pe data de 26 decembrie 2012, Frăția Musulmană a încercat să instituționalizeze o nouă constituție controversată. Aceasta a fost aprobată de public într-un referendum organizat între 15–22 decembrie 2012, cu un sprijin de 64%, dar cu o participare a electoratului de doar 33%. Aceasta a înlocuit Constituția Provizorie a Egiptului din 2011, adoptată în urma revoluției.
Codul penal este unic prin faptul că conține o „Lege a Blasfemiei”. Sistemul actual de judecată permite pedeapsa cu moartea, inclusiv împotriva unei persoane absente judecate în absență. Mai mulți americani și canadieni au fost condamnați la moarte în anul 2012.
Pe 18 ianuarie 2014, guvernul interimar a reușit să instituționalizeze o constituție mai laică. Președintele este ales pentru un mandat de patru ani și poate servi două mandate. Parlamentul poate demite președintele. Conform constituției, există o garanție a egalității de gen și a libertății absolute de gândire. Armata își păstrează capacitatea de a numi ministrul apărării naționale pentru următoarele două mandate prezidențiale complete de la intrarea în vigoare a constituției. Conform constituției, partidele politice nu pot fi bazate pe „religie, rasă, gen sau geografie”.

#### Drepturile omului
În anul 2003, guvernul a înființat Consiliul Național pentru Drepturile Omului. La scurt timp după înființare, consiliul a fost puternic criticat de activiștii locali, care susțineau că este un instrument de propagandă al guvernului pentru a-și justifica propriile încălcări și pentru a da legitimitate unor legi represive, cum ar fi Legea de Urgență.

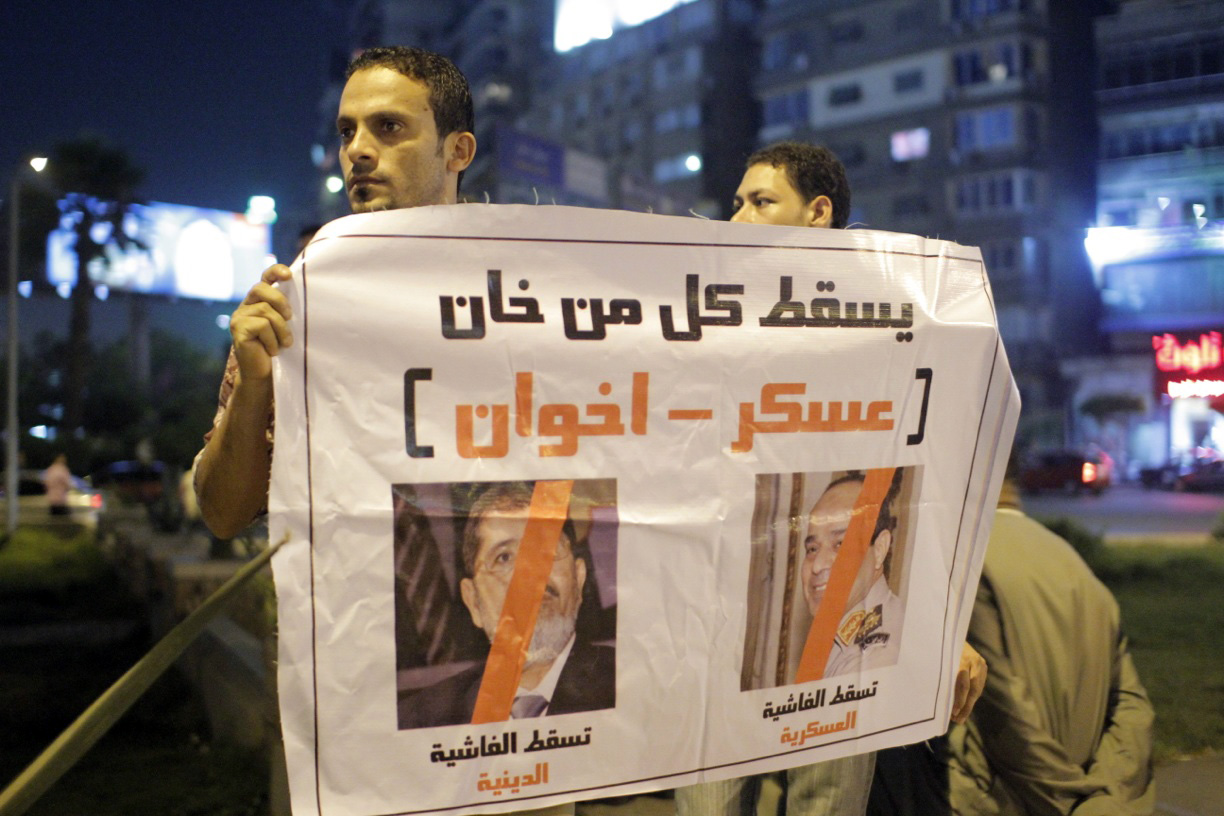
Protestatari din mișcarea Third Square, care nu sprijineau nici guvernul fostului președinte Morsi, nici Forțele Armate, 31 iulie 2013

Pew Forum on Religion & Public Life clasifică Egiptul ca al cincilea cel mai rău stat din lume în ceea ce privește libertatea religioasă. United States Commission on International Religious Freedom, o agenție bipartisană independentă a guvernului SUA, a plasat Egiptul pe lista sa de țări care necesită monitorizare atentă datorită naturii și amplorii încălcărilor libertății religioase angajate sau tolerate de guvern. Conform unui sondaj Pew Global Attitudes din 2010, 84% dintre egiptenii chestionați sprijineau pedeapsa cu moartea pentru cei care părăsesc Islamul; 77% sprijineau biciuirea și tăierea mâinilor pentru furt și jaf; și 82% sprijineau lapidarea unei persoane care comite adulter.
Coptii creștini se confruntă cu discriminare la multiple niveluri ale guvernului, de la subreprezentare în ministere până la legi care le limitează capacitatea de a construi sau repara biserici. Intoleranța față de adepții Credinței Baháʼí, precum și față de cei din sectele musulmane neortodoxe, cum ar fi Sufi, Șiit și Ahmadi, rămâne, de asemenea, o problemă. Când guvernul a început să informatizeze cărțile de identitate, membrii minorităților religioase, cum ar fi Baháʼí, nu au putut obține documente de identitate. O instanță egipteană a decis la începutul anului 2008 că membrii altor credințe pot obține cărți de identitate fără a-și menționa religia și fără a deveni recunoscuți oficial.
Conflictele au continuat între poliție și susținătorii fostului președinte Mohamed Morsi. În timpul confruntărilor violente care au avut loc ca parte a dispersării protestelor din august 2013, 595 de protestatari au fost uciși, iar data de 14 august 2013 a devenit cea mai sângeroasă zi din istoria modernă a Egiptului.
Egiptul practică în mod activ pedeapsa cu moartea. Autoritățile egiptene nu eliberează cifre privind condamnările la moarte și execuțiile, în ciuda solicitărilor repetate de-a lungul anilor din partea organizațiilor de drepturile omului. Oficiul drepturilor omului al Națiunilor Unite și diverse ONG-uri au exprimat „o alarmă profundă” după ce o instanță penală din Minya a condamnat 529 de persoane la moarte într-o singură ședință pe 25 martie 2014. Susținătorii condamnați ai fostului președinte Mohamed Morsi urmau să fie executați pentru rolul lor presupus în violențele care au urmat înlăturării sale din iulie 2013. Judecata a fost condamnată ca o încălcare a dreptului internațional. Până în mai 2014, aproximativ 16.000 de persoane (și până la peste 40.000 conform unui număr independent, conform The Economist), majoritatea membri sau susținători ai Frăției Musulmane, au fost închiși după înlăturarea lui Morsi după ce Frăția Musulmană a fost etichetată ca organizație teroristă de guvernul interimar egiptean post-Morsi. Conform grupurilor de drepturile omului, există aproximativ 60.000 de prizonieri politici în Egipt.

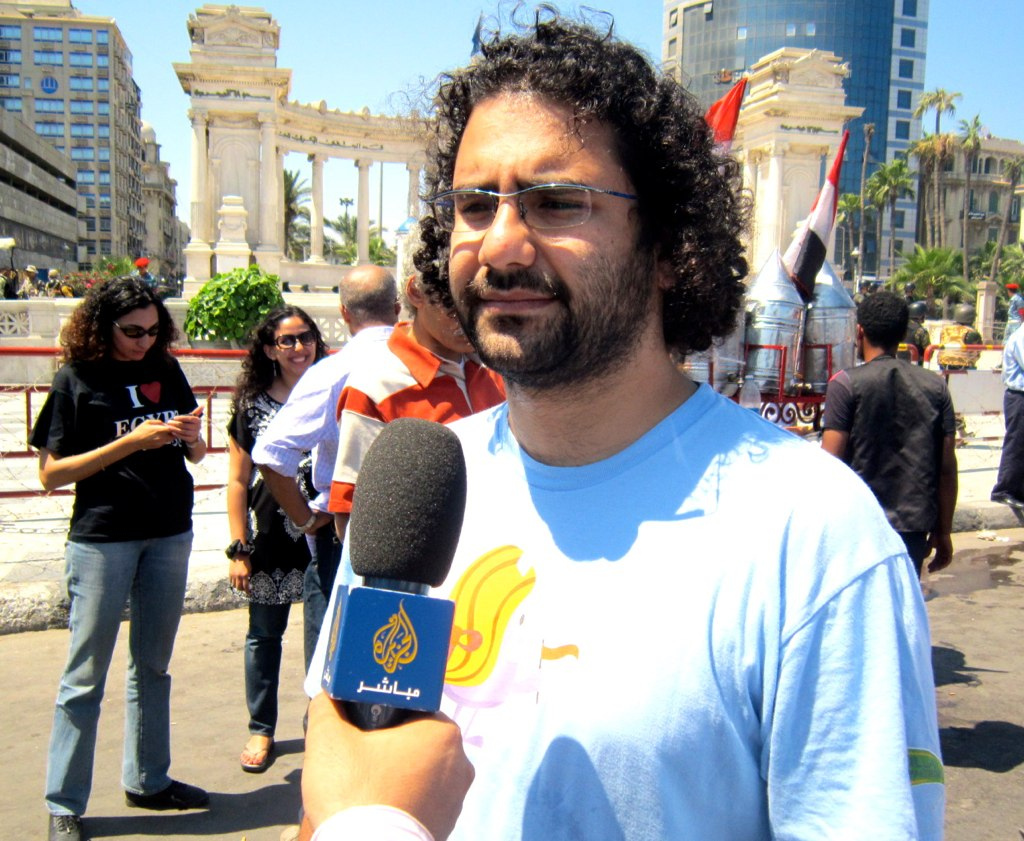
Disidentul egiptean proeminent Alaa Abd El-Fattah a fost condamnat la cinci ani de închisoare în decembrie 2021.

Homosexualitatea este ilegală în Egipt. Conform unui sondaj din 2013 realizat de Centrul Pew de Cercetare, 95% dintre egipteni consideră că homosexualitatea nu ar trebui acceptată de societate.
În 2017, Cairo a fost votat cel mai periculos oraș-megapol pentru femei cu peste 10 milioane de locuitori într-un sondaj realizat de Thomson Reuters Foundation. Hărțuirea sexuală a fost descrisă ca având loc zilnic.

#### Libertatea presei
Reporteri fără Frontiere au clasat Egiptul pe locul 160 din 180 de țări în Indicele Mondial al Libertății Presei din 2017. Cel puțin 18 jurnaliști erau închiși în Egipt, latină 2015. O nouă lege anti-terorism a fost promulgată în august 2015, care amenință membrii mass-media cu amenzi cuprinse între aproximativ 25.000 și 60.000 de dolari pentru distribuirea de informații greșite despre acte de terorism din interiorul țării „care diferă de declarațiile oficiale ale Departamentului de Apărare al Egiptului”.
Unii critici ai guvernului au fost arestați pentru că ar fi difuzat informații false despre pandemia de COVID-19 în Egipt.

### Diviziuni administrative

Harta administrativă a Egiptului

Egiptul este împărțit în 27 de regiuni. Acestea sunt subdivizate în regiuni, care includ orașe și sate. Fiecare regiune are o capitală, uneori având același nume ca guvernoratul.
1. Matruh
2. Al Iskandariyah Alexandria
3. Al Buhayrah
4. Kafr ash Shaykh
5. Ad Daqahliyah
6. Dumyat
7. Bur Sa'id
8. Shamal Sina'
9. Al Gharbiyah
10. Al Minufiyah
11. Al Qalyubiyah
12. Ash Sharqiyah
13. Al Isma'iliyah
14. Al Jizah
15. Al Fayyum
16. Al Qahirah
17. As Suways
18. Janub Sina'
19. Bani Suwayf
20. Al Minya
21. Al Wadi al Jadid
22. Asyut
23. Al Bahr al Ahmar
24. Suhaj
25. Qina
26. Luxor
27. Aswan

## Economie

Schimbarea PIB-ului pe cap de locuitor în Egipt, 1820–2018. Cifrele sunt ajustate pentru inflație la dolari internaționali din 2011.

Economia Egiptului depinde în principal de agricultură, media, exporturile de petrol, gaze naturale și turism. Există, de asemenea, peste trei milioane de egipteni care lucrează în străinătate, în principal în Libia, Arabia Saudită, Golful Persic și Europa. Finalizarea Barajului de la Aswan în 1970 și Lacul Nasser rezultat au modificat locul de mult timp venerat al râului Nil în agricultura și ecologia Egiptului. O populație în creștere rapidă, terenuri arabile limitate și dependența de Nil continuă să supraîncărce resursele și să streseze economia. O economie diversificată, care este a doua ca mărime din Africa, a 42-a economie după PIB nominal și a 132-a după PIB nominal pe cap de locuitor.
Guvernul a investit în comunicații și infrastructură fizică. Egiptul a primit ajutor extern din partea Statelor Unite din 1979 (în medie 2,2 miliarde de dolari pe an) și este al treilea cel mai mare beneficiar al unor astfel de fonduri din partea Statelor Unite după războiul din Irak. Economia Egiptului se bazează în principal pe aceste surse de venit: turism, remitențe de la egiptenii care lucrează în străinătate și venituri din Canalul Suez.
În ultimii ani, armata egipteană și-a extins influența economică, dominând sectoare precum stațiile de benzină, piscicultura, producția de mașini, media, infrastructura, inclusiv drumuri și poduri, și producția de ciment. Această influență asupra diferitelor industrii a dus la o suprimație a competiției, descurajând investițiile private și având efecte negative asupra egiptenilor obișnuiți, inclusiv creștere economică mai lentă, prețuri mai mari și oportunități limitate. Organizația de Produse pentru Serviciul Național (NSPO), deținută de armată, continuă să se extindă prin înființarea de noi fabrici dedicate producției de îngrășăminte, echipamente de irigații și vaccinuri veterinare. Afacerile operate de armată, cum ar fi Wataniya și Safi, care gestionează stații de benzină și apă îmbuteliată, respectiv, rămân în proprietatea guvernului. În anul 2022, economia egipteană a intrat într-o criză continuă, lira egipteană a fost una dintre cele mai slabe valute, inflația a ajuns la 32,6%, iar inflația de bază a atins aproape 40% în martie.
Condițiile economice au început să se îmbunătățească considerabil, după o perioadă de stagnare, datorită adoptării unor politici economice mai liberale de către guvern, precum și creșterii veniturilor din turism și a unei piețe bursiere în creștere. În raportul său anual, Fondul Monetar Internațional (FMI) a evaluat Egiptul ca una dintre cele mai bune țări din lume care implementează reforme economice. Unele reforme economice majore întreprinse de guvern din 2003 includ o reducere dramatică a taxelor vamale și a tarifelor. O nouă lege fiscală implementată în anul 2005 a redus impozitele pe corporații de la 40% la 20% actuale, rezultând o creștere declarată de 100% a veniturilor fiscale până în anul 2006.

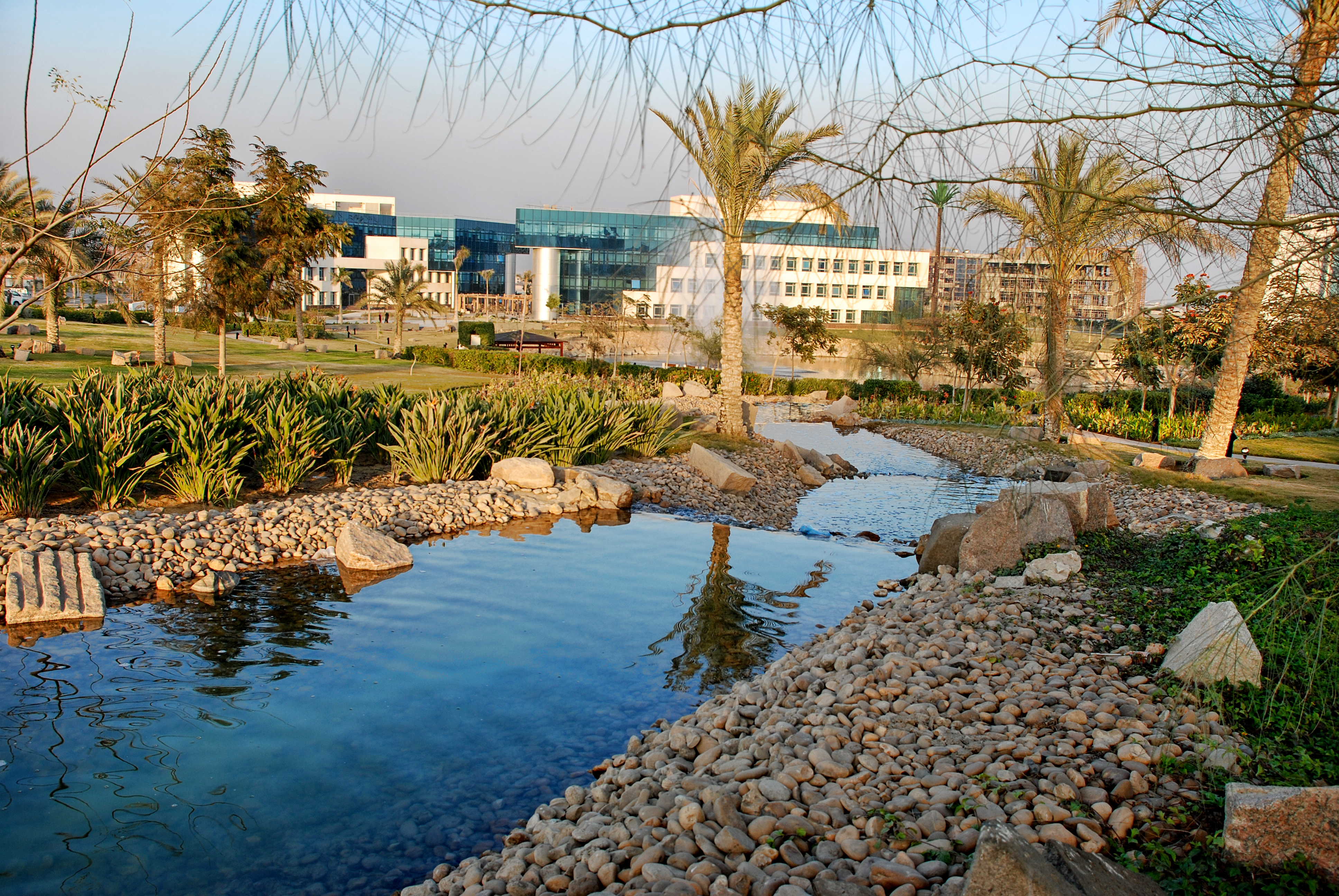
Smart Village, un district de afaceri înființat în 2001 pentru a facilita creșterea afacerilor high-tech

Deși unul dintre principalele obstacole cu care se confruntă în continuare economia egipteană este distribuția limitată a bogăției către populația medie, mulți egipteni își critică guvernul pentru prețurile mai mari ale bunurilor de bază, în timp ce nivelul lor de trai sau puterea de cumpărare rămâne relativ stagnată. Corupția este adesea menționată de egipteni ca principalul obstacol în calea creșterii economice ulterioare. Guvernul a promis o reconstrucție majoră a infrastructurii țării, folosind banii plătiți pentru cel de-al treilea licențiat de telefonie mobilă (3 miliarde de dolari) de către Etisalat în 2006. În Indicele Percepției Corupției 2013, Egiptul a fost clasat pe locul 114 din 177.

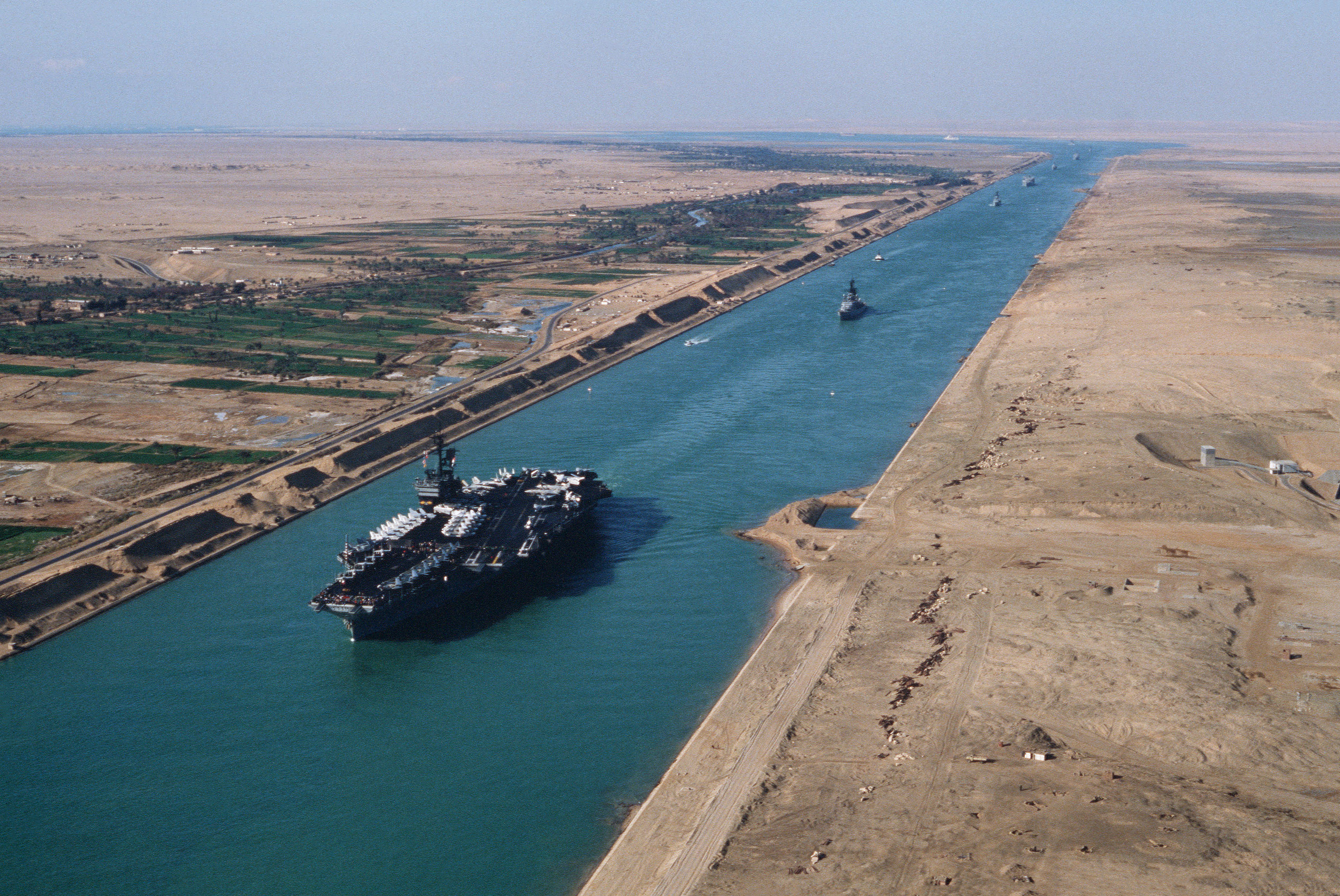
Canalul Suez

Un estimat de 2,7 milioane de egipteni din străinătate contribuie activ la dezvoltarea țării lor prin remitențe (7,8 miliarde de dolari în 2009), precum și prin circulația capitalului uman și social și investiții. Remitențele, banii câștigați de egiptenii care locuiesc în străinătate și trimiși acasă, au atins un record de 21 miliarde de dolari în 2012, conform Băncii Mondiale.
Societatea egipteană este moderat inegală în ceea ce privește distribuția veniturilor, cu un estimat de 35–40% din populația Egiptului câștigând mai puțin de echivalentul a 2 dolari pe zi, în timp ce doar aproximativ 2–3% pot fi considerați bogați.

### Turism

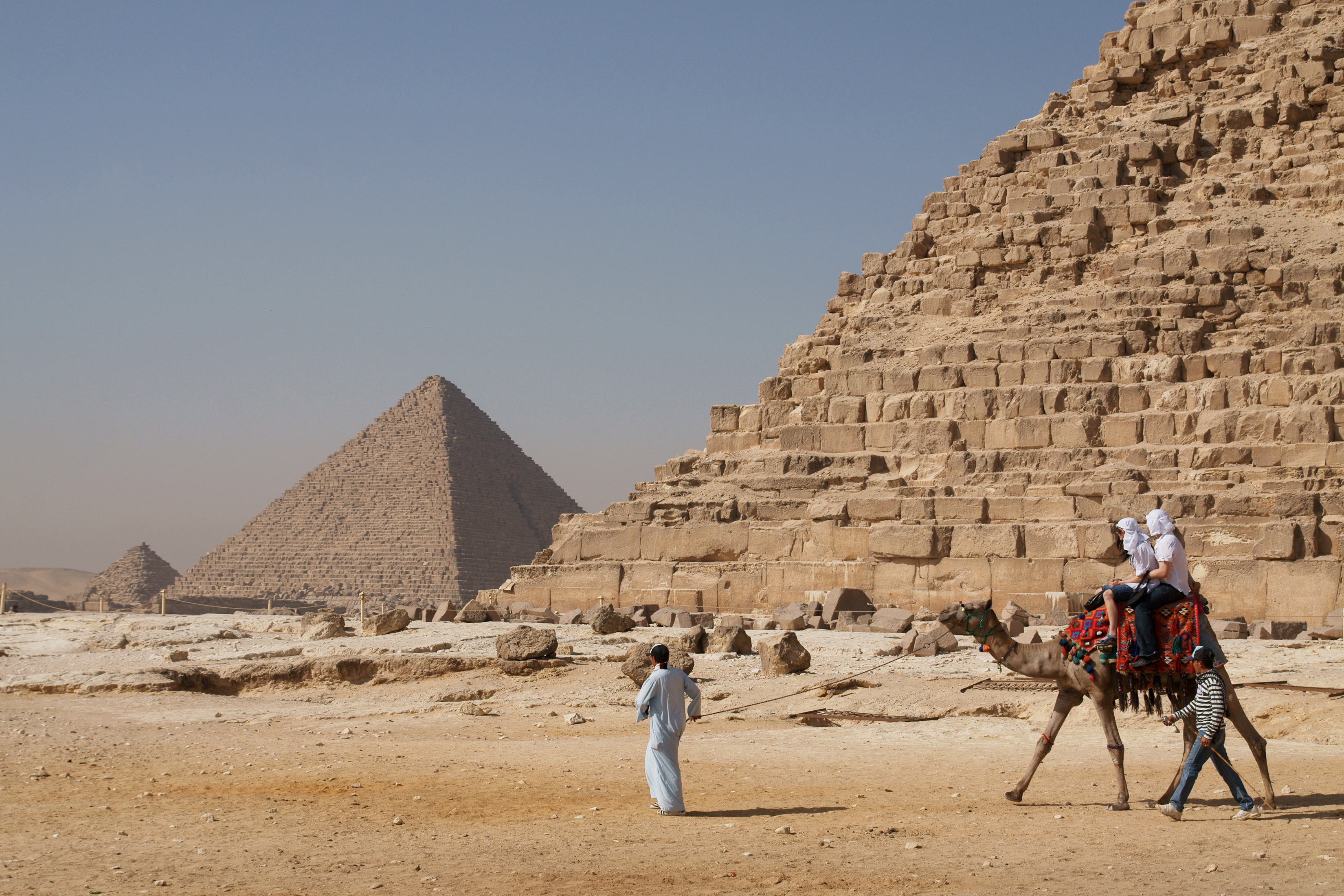
Turisti călări pe un cămilă arabă în fața Piramidei lui Kefren. Necropola de la Giza este una dintre principalele atracții turistice ale Egiptului.

Turismul este unul dintre cele mai importante sectoare ale economiei Egiptului. Peste 12,8 milioane de turiști au vizitat Egiptul în anul 2008, generând venituri de aproape 11 miliarde de dolari. Sectorul turistic angajează aproximativ 12% din forța de muncă a Egiptului. Ministrul Turismului, Hisham Zaazou, a declarat pentru profesioniștii din industrie și jurnaliști că turismul a generat aproximativ 9,4 miliarde de dolari în 2012, o ușoară creștere față de cei 9 miliarde de dolari din anul 2011.
Necropola de la Giza este una dintre cele mai cunoscute atracții turistice ale Egiptului; este singura dintre Cele șapte minuni ale lumii antice care mai există.
Plajele Egiptului de pe Marea Mediterană și Marea Roșie, care se întind pe peste 3.000 kilometri (1.900 mile), sunt, de asemenea, destinații turistice populare; plajele din Golful Aqaba, Safaga, Sharm el-Sheikh, Hurghada, Luxor, Dahab, Ras Sidr și Marsa Alam sunt locuri populare.

### Energie

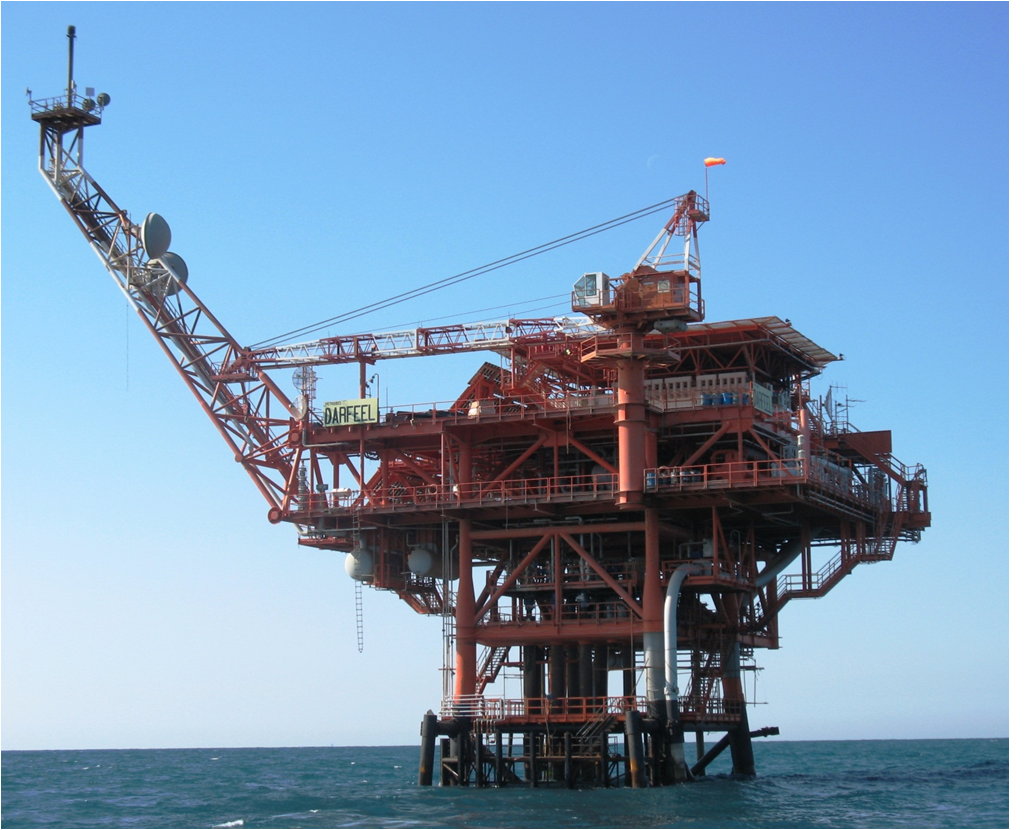
O platformă offshore din câmpul de gaze Darfeel

Egiptul are o piață energetică dezvoltată bazată pe cărbune, petrol, gaze naturale și energie hidroelectrică. Depozitele substanțiale de cărbune din nord-estul Sinai sunt exploatate la o rată de aproximativ 600.000 tonnei (590.000 long toni; 660.000 short toni) pe an. Petrolul și gazele naturale sunt produse în regiunile deșertice vestice, Golful Suez și Delta Nilului. Egiptul are rezerve uriașe de gaze naturale, estimate la 2.180 kilometru cubi (520 cu mi), și GNL exportat până în 2012 către mai multe țări. În 2013, Egyptian General Petroleum Co (EGPC) a declarat că țara va reduce exporturile de gaze naturale și va cere marilor industrii să reducă producția în această vară pentru a evita o criză energetică și a preveni neliniști politice, conform Reuters. Egiptul se bazează pe cel mai mare exportator de gaz natural lichefiat (GNL), Qatar, pentru a obține volume suplimentare de gaz în vară, în timp ce încurajează fabricile să-și planifice întreținerea anuală pentru acele luni de cerere maximă, a declarat președintele EGPC, Tarek El Barkatawy. Egiptul își produce propria energie, dar a fost un importator net de petrol din 2008 și devine rapid un importator net de gaze naturale.
Egiptul a produs 691.000 barili pe zi de petrol și 2.141,05 Tcf de gaze naturale în anul 2013, făcând țara cel mai mare producător de petrol non-OPEC și al doilea cel mai mare producător de gaze naturale uscate din Africa. În anul 2013, Egiptul a fost cel mai mare consumator de petrol și gaze naturale din Africa, reprezentând peste 20% din consumul total de petrol și peste 40% din consumul total de gaze naturale uscate din Africa. De asemenea, Egiptul deține cea mai mare capacitate de rafinare a petrolului din Africa, de 726.000 barili pe zi (în 2012).
Egiptul construiește în prezent prima sa centrală nucleară la El Dabaa, în partea de nord a țării, cu o finanțare rusă de 25 de miliarde de dolari.

### Sistemul de Transport
Transportul în Egipt este centrat în jurul Cairo-ului și urmează în mare parte modelul de așezare de-a lungul Nilului. Linia principală a rețelei feroviare a țării, de 40.800-kilometru (25.400 mi), se întinde de la Alexandria până la Aswan și este operată de Căile Ferate Naționale Egiptene. Rețeaua rutieră a crescut rapid la peste 34.000 km (21.000 mi), fiind formată din 28 de linii, 796 de stații și 1800 de trenuri care acoperă Valea Nilului și Delta Nilului, coastele Mării Mediterane și Mării Roșii, Sinai și oazele din vest.

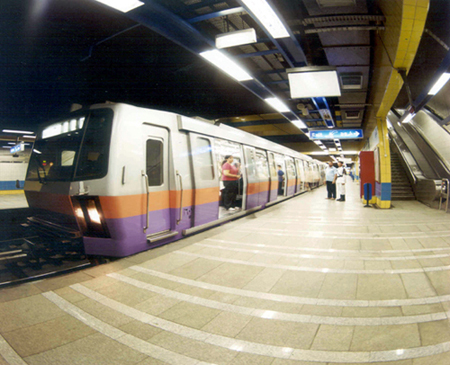
Metroul din Cairo (linia 2)

Metroul din Cairo este format din trei linii operaționale, cu o a patra linie planificată pentru viitor.
EgyptAir, care este acum compania aeriană de bandieră și cea mai mare companie aeriană din țară, a fost fondată în 1932 de industriașul egiptean Talaat Harb, fiind astăzi deținută de guvernul egiptean. Compania are sediul la Aeroportul Internațional din Cairo, hub-ul său principal, operând zboruri regulate de pasageri și marfă către peste 75 de destinații din Orientul Mijlociu, Europa, Africa, Asia și Americi. Flota actuală a EgyptAir include 80 de aeronave.

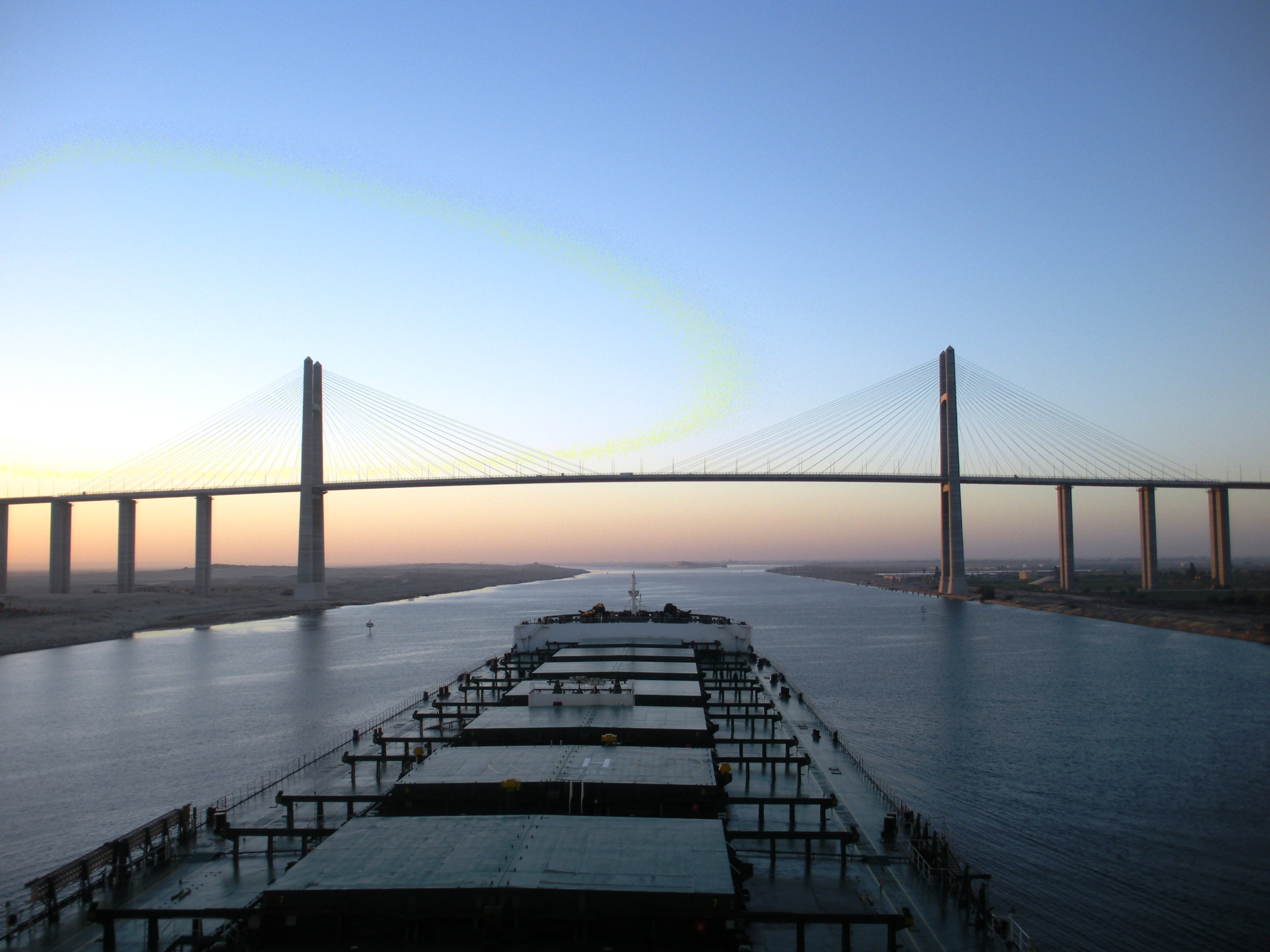
Podul Canalului Suez

Canalul Suez este un canal artificial la nivelul mării, situat în Egipt, care leagă Marea Mediterană de Marea Roșie. Deschis în noiembrie 1869 după 10 ani de construcție, permite transportul naval între Europa și Asia fără a fi necesară navigarea în jurul Africii. Terminusul nordic este Port Said, iar cel sudic este Port Tawfiq în orașul Suez. Ismailia se află pe malul său vestic, la 3 kilometri (1,9 mile) de punctul de mijloc.
Canalul are o lungime de 193,30 km (120,11 mi), o adâncime de 24 metri (79 picioare) și o lățime de 205 m (673 ft) la data de 2010. Este format din canalul de acces nordic de 22 km (14 mi), canalul propriu-zis de 162,25 km (100,82 mi) și canalul de acces sudic de 9 km (5,6 mi). Canalul are o singură cale, cu locuri de depășire în zona Ballah By-Pass și Lacul Mare Amar. Nu conține ecluze; apa mării curge liber prin canal. La 26 august 2014, a fost făcută o propunere pentru deschiderea unui Canal Suez Nou. Lucrările la Canalul Suez Nou au fost finalizate în iulie 2015. Canalul a fost inaugurat oficial într-o ceremonie la care au participat lideri străini și care a inclus parade aeriene militare pe 6 august 2015, conform bugetelor stabilite pentru proiect.

### Alimentarea cu apă și canalizare

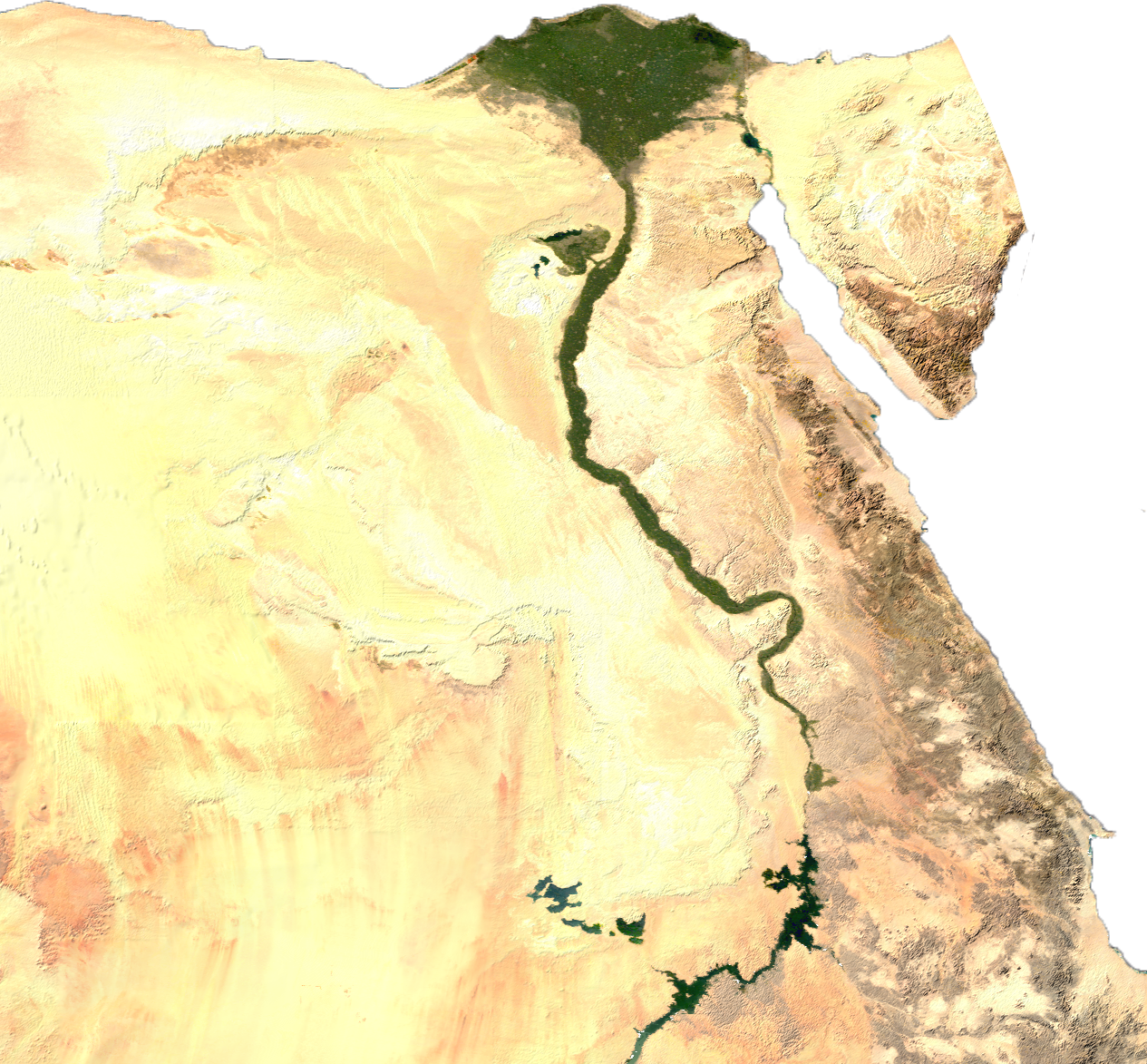
Terenuri irrigate verzi de-a lungul Nilului, înconjurate de deșert și în delta

Alimentarea cu apă prin conducte în Egipt a crescut între anii 1990 și 2010 de la 89% la 100% în zonele urbane și de la 39% la 93% în zonele rurale, în ciuda creșterii rapide a populației. În această perioadă, Egipt a reușit să elimine defecarea în aer liber în zonele rurale și a investit în infrastructură. Accesul la o sursă de apă îmbunătățită este acum practic universal, cu o rată de 99%. Aproximativ jumătate din populație este conectată la rețele de canalizare.
Parțial din cauza acoperirii reduse a canalizării, aproximativ 17.000 de copii mor anual din cauza diareei. O altă provocare este recuperarea scăzută a costurilor din cauza tarifelor pentru apă care sunt printre cele mai mici din lume. Acest lucru necesită subvenții guvernamentale chiar și pentru costurile de operare, o situație agravată de creșterile salariale fără creșteri tarifare după Primăvara Arabă. Funcționarea deficitară a instalațiilor, cum ar fi stațiile de tratare a apei și apelor uzate, precum și responsabilitatea și transparența limitate ale guvernului, sunt, de asemenea, probleme.
Datorită absenței precipitațiilor semnificative, agricultura Egiptului depinde în întregime de irigație. Sursa principală de apă pentru irigație este fluviul Nil, al cărui debit este controlat de marele baraj de la Aswan. Acesta eliberează, în medie, 55 de kilometri cubi (45.000.000 acre·ft) de apă pe an, dintre care aproximativ 46 de kilometri cubi (37.000.000 acre·ft) sunt deviați în canalele de irigație.
În valea și delta Nilului, aproximativ 33.600 de kilometri pătrați (13.000 mile pătrate) de teren beneficiază de aceste ape de irigație, producând în medie 1,8 recolte pe an.

## Demografie

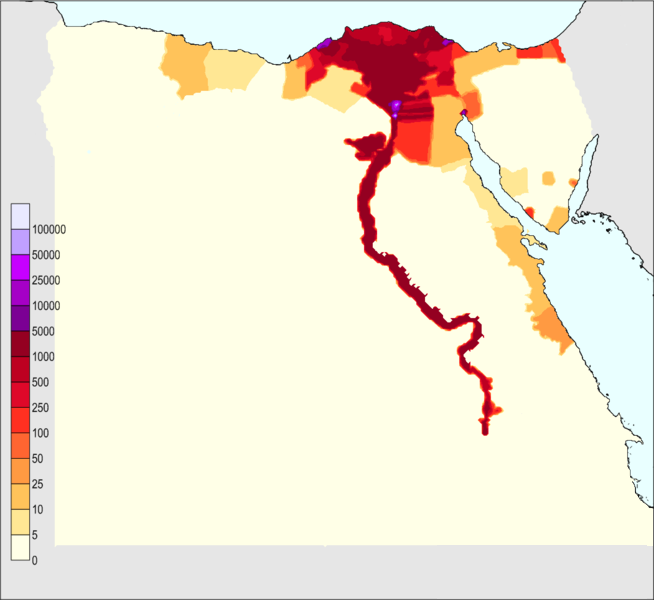
Densitatea populației Egiptului (locuitori pe km^{2})

Egiptul este cea mai populată țară din lumea arabă și a treia ca populație pe continentul african, cu aproximativ 95 de milioane de locuitori la data de 2017. Populația sa a crescut rapid între anii 1970 și 2010 datorită avanselor medicale și creșterii productivității agricole facilitate de Revoluția Verde. Populația Egiptului era estimată la 3 milioane când Napoleon a invadat țara în 1798. Marea majoritate a populației trăiește lângă malurile fluviului Nil, o zonă de aproximativ 40.000 kilometri pătrați (15.000 mi2), unde se găsește singurul teren arabil. Regiunile vaste ale deșertului Sahara, care constituie cea mai mare parte a teritoriului Egiptului, sunt slab populate. Aproximativ 43% din locuitorii Egiptului trăiesc în zonele urbane ale țării, majoritatea fiind concentrate în centrele dens populate ale zonei metropolitane Cairo, Alexandria și alte orașe importante din Delta Nilului.
Populația Egiptului este puternic urbanizată, fiind concentrată de-a lungul Nilului (în special Cairo și Alexandria), în Delta și în apropierea Canalului Suez. Egiptenii sunt împărțiți demografic între cei care trăiesc în marile centre urbane și fellahin, sau fermierii, care locuiesc în satele rurale. Suprafața totală locuită constituie doar 77.041 km², ceea ce plasează densitatea fiziologică la peste 1.200 de locuitori pe km2, similar cu Bangladesh.
În timp ce emigrarea era restricționată sub Nasser, mii de profesioniști egipteni au fost trimiși în străinătate în contextul Războiului Rece Arab. Emigrarea din Egipt a fost liberalizată în anul 1971, sub președintele Sadat, atingând cifre record după criza petrolului din 1973. Se estimează că 2,7 milioane de egipteni trăiesc în străinătate. Aproximativ 70% dintre migranții egipteni trăiesc în țări arabe (923.600 în Arabia Saudită, 332.600 în Libia, 226.850 în Iordania, 190.550 în Kuweit, iar restul în alte părți ale regiunii), iar restul de 30% locuiesc în principal în Europa și America de Nord (318.000 în Statele Unite, 110.000 în Canada și 90.000 în Italia). Procesul de emigrare către state non-arabe a continuat încă din anii 1950.

### Grupuri etnice
Egiptenii etnici sunt de departe cel mai mare grup etnic din țară, reprezentând 99,7% din populația totală. Minoritățile etnice includ abazini, turci, greci, triburile arabe beduine care trăiesc în deșerturile estice și în Peninsula Sinai, Siwi (amazigh) care vorbesc berbera din Oaza Siwa și comunitățile nubiene de-a lungul Nilului. Există, de asemenea, comunități tribale beja concentrate în colțul de sud-est al țării și un număr de clanuri dom, în principal în Delta Nilului și Faiyum, care sunt progresiv asimilate pe măsură ce urbanizarea crește.
Aproximativ 5 milioane de imigranți trăiesc în Egipt, majoritatea sudanezi, „unii dintre ei trăind în Egipt de generații”. Numere mai mici de imigranți provin din Irak, Etiopia, Somalia, Sudanul de Sud și Eritreea.
Biroul Înaltului Comisariat al Națiunilor Unite pentru Refugiați a estimat că numărul total de „persoane de interes” (refugiați, solicitanți de azil și persoane apatride) este de aproximativ 250.000. În 2015, numărul de refugiați sirieni înregistrați în Egipt era de 117.000, o scădere față de anul precedent. Guvernul egiptean susține că jumătate de milion de refugiați sirieni trăiesc în Egipt, dar aceste cifre sunt considerate exagerate. Există 28.000 de refugiați sudanezi înregistrați în Egipt.
Comunitățile evreiești din Egipt aproape au dispărut. Mai multe situri arheologice și istorice evreiești importante se găsesc în Cairo, Alexandria și alte orașe.

### Limbi
Limba oficială a Egiptului este Araba Literară. Limbile vorbite sunt: Araba egipteană (68%), Araba sa'idi (29%), Araba bedawi estică (1,6%), Araba sudaneză (0,6%), Domari (0,3%), Nobiin (0,3%), Beja (0,1%), Siwi și altele. În plus, greaca, armena și italiana, precum și, mai recent, limbi africane precum amharic și tigrinya sunt principalele limbi ale imigranților.
Principalele limbi străine predate în școli, în ordinea popularității, sunt engleza, franceza, germana și italiana.
Istoric, egipteana a fost vorbită, cea mai recentă etapă a acesteia fiind egipteana coptă. Coptul vorbit a fost aproape dispărut până în secolul al XVII-lea, dar ar fi putut supraviețui în buzunare izolate în Egiptul de Sus până în secolul al XIX-lea. Rămâne în uz ca limbă liturgică a Biserica Ortodoxă Coptă din Alexandria. Ea formează o ramură separată în cadrul familiei de limbi afro-asiatice.

### Religie

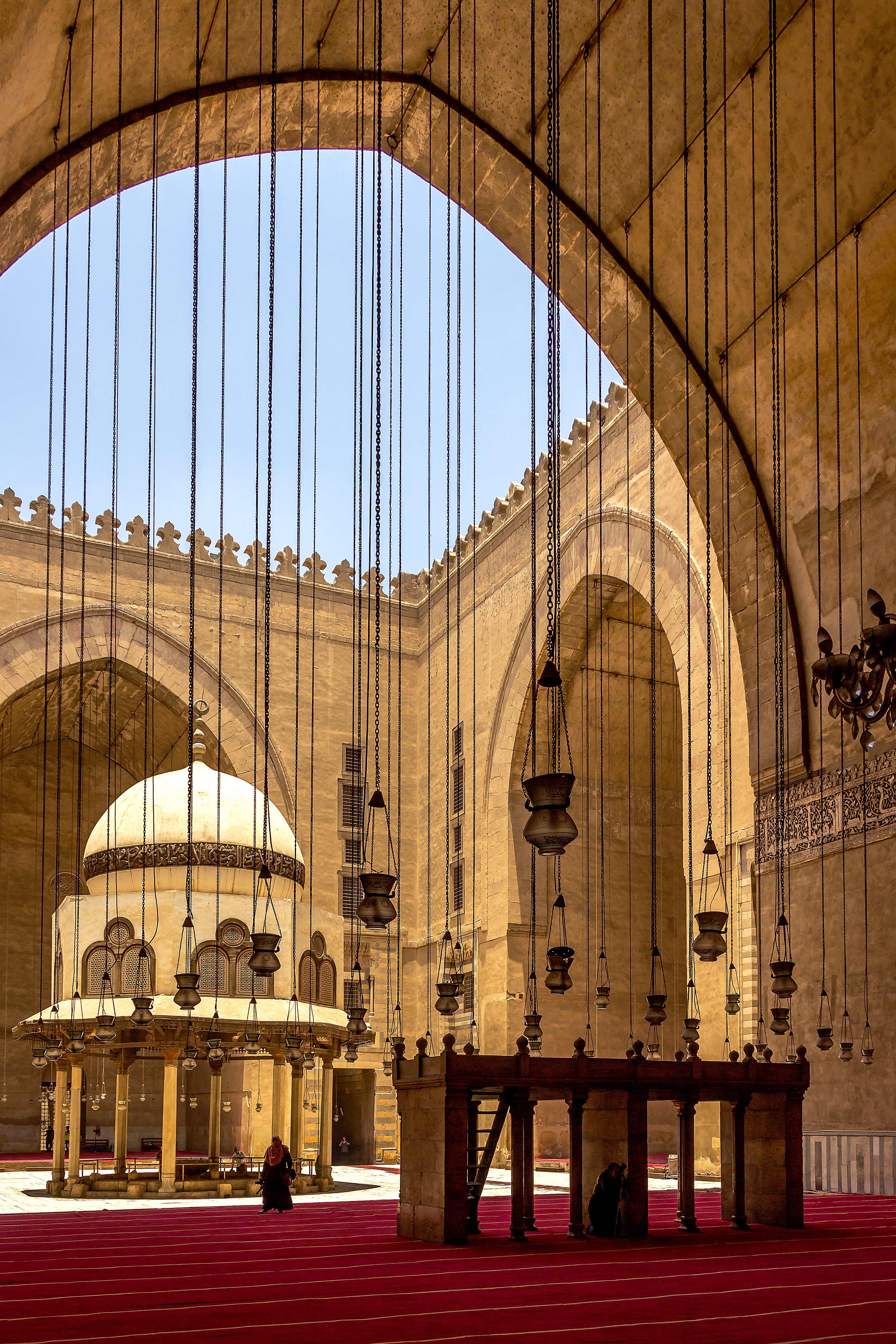
Madrasa-Moscheea a Sultanului Hassan

Islamul este religia de stat a Egiptului, iar țara are cea mai mare populație musulmană din lumea arabă și a șasea cea mai mare populație musulmană din lume, reprezentând cinci procente din toți musulmanii din întreaga lume. Egiptul are, de asemenea, cea mai mare populație creștină din Orientul Mijlociu și Africa de Nord. Date oficiale despre religie lipsesc din cauza sensibilităților sociale și politice. Se estimează că 85–90% sunt identificați ca musulmani, 10–15% ca creștini copti, și 1% ca aparținând altor denominații creștine; alte estimări plasează populația creștină la 15–20%.
Egiptul a fost un centru timpuriu și de frunte al creștinismului în antichitatea târzie; Biserica Ortodoxă Coptă din Alexandria a fost fondată în primul secol și rămâne cea mai mare biserică din țară. Odată cu sosirea islamului în secolul al VII-lea, țara a fost treptat islamizată, devenind o țară cu majoritate musulmană. Nu se știe exact când musulmanii au devenit majoritari, estimările variind de la c. 1000 d.Hr. până în secolul al XIV-lea. Egiptul a devenit un centru al politicii și culturii în lumea musulmană. Sub Anwar Sadat, islamul a devenit religia oficială de stat, iar Sharia principala sursă de drept.

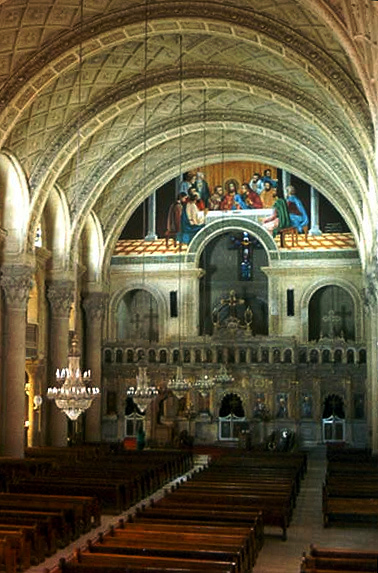
Catedrala Ortodoxă Coptă Sfântul Marcu din Alexandria

Majoritatea musulmanilor egipteni aderă la ramura sunită a islamului. Musulmanii non-denominaționali formează aproximativ 12% din populație. Există, de asemenea, o minoritate șiită. Centrul Ierusalim pentru Afaceri Publice estimează populația șiită la 1–2,2 milioane și ar putea ajunge la 3 milioane. Populația Ahmadiyya este estimată la mai puțin de 50.000, în timp ce populația Salafi (suniți ultra-conservatori) este estimată la cinci până la șase milioane. Cairo este faimos pentru numeroasele sale minarete de moschee și a fost supranumit „Orașul celor 1.000 de minarete”. Orașul găzduiește, de asemenea, Universitatea Al-Azhar, considerată cea mai importantă instituție de învățământ superior și jurisprudență islamică; fondată la sfârșitul secolului al X-lea, este, după unele măsuri, a doua cea mai veche universitate în continuă funcționare din lume. Se estimează că 15 milioane de egipteni urmează ordine sufi native, liderii sufi afirmând că cifrele sunt mult mai mari, deoarece mulți sufi egipteni nu sunt înregistrați oficial într-o ordine sufi. Cel puțin 305 persoane au fost ucise în timpul unui atac din noiembrie 2017 asupra unei moschei sufi din Sinai.
Dintre populația creștină din Egipt, peste 90% aparțin Bisericii Ortodoxe Copti din Alexandria, o biserică creștină Ortodoxă Orientală. Alți creștini autohtoni egipteni sunt adepți ai Bisericii Catolice Copti, Bisericii Evanghelice din Egipt și ale altor denominații protestante. Comunitățile creștine non-autohtone se găsesc în principal în zonele urbane ale Cairo-ului și Alexandriei, cum ar fi sirienii și libanezii, care aparțin bisericilor Greco-Catolică, Ortodoxă Greacă și Maronită Catolică.
Guvernul egiptean recunoaște doar trei religii: islamul, creștinismul și iudaismul. Alte credințe și secte musulmane minoritare, cum ar fi comunitățile mici ale Baháʼí și Ahmadiyya, nu sunt recunoscute de stat și se confruntă cu persecuții din partea guvernului, care le etichetează ca o amenințare la adresa securității naționale a Egiptului. Persoanele, în special baháʼí și atei, care doresc să își includă religia (sau absența acesteia) pe cărțile de identitate obligatorii emise de stat sunt împiedicate să facă acest lucru și au fost puse în situația de a nu obține actele de identitate necesare sau de a minți cu privire la credința lor. O decizie judecătorească din 2008 a permis membrilor unor credințe nerecunoscute să obțină acte de identitate și să lase câmpul religiei necompletat.

### Sistemul Educațional

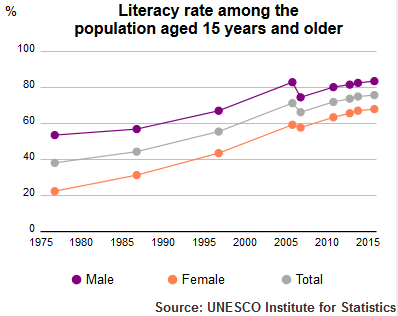
Rata alfabetizării în Egipt pentru populația cu vârsta de 15 ani și peste, conform Institutului de Statistică al UNESCO

În anul 2022, rata alfabetizării adulților din Egipt era de 74,5%, față de 71,1% în anul 2017. Alfabetizarea este cea mai scăzută în rândul persoanelor cu vârsta peste 60 de ani, la 35,1%, și cea mai mare în rândul tinerilor cu vârsta între 15 și 24 de ani, la 92,2%.

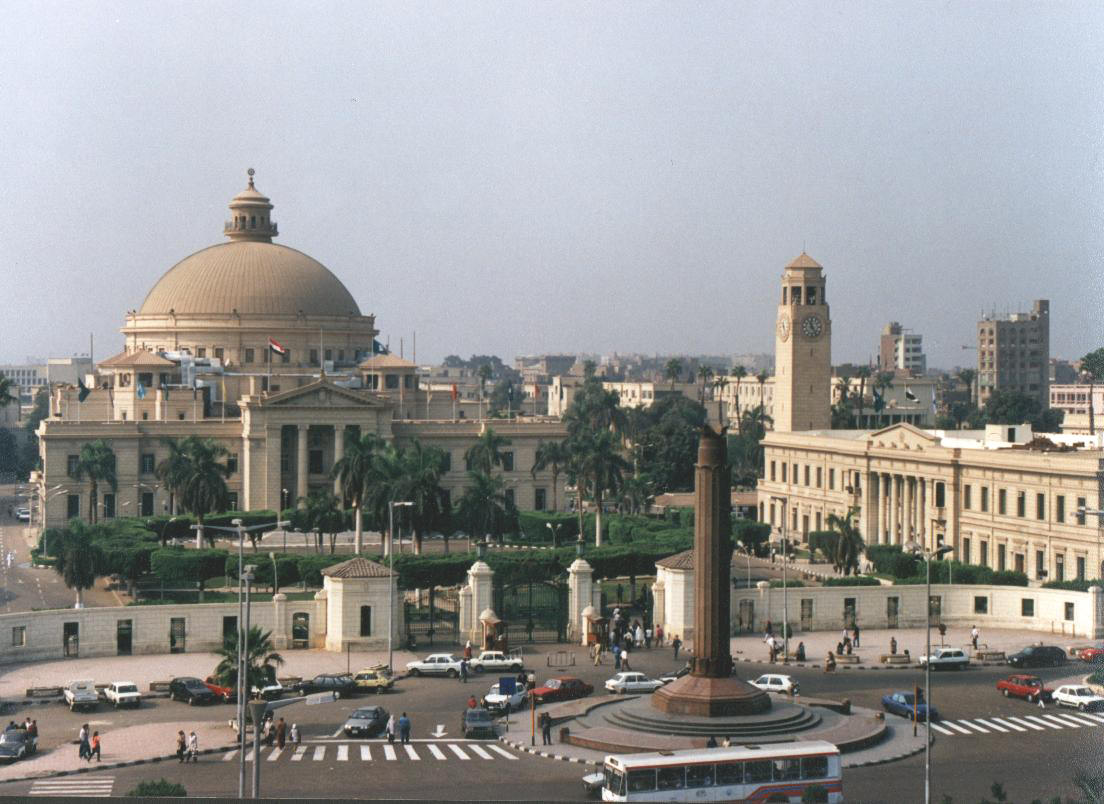
Universitatea din Cairo

Un sistem de educație de tip european a fost introdus pentru prima dată în Egipt de otomani la începutul secolului al XIX-lea pentru a cultiva o clasă de birocrați și ofițeri loiali. Sub ocupația britanică, investițiile în educație au fost reduse drastic, iar școlile publice laice, care anterior erau gratuite, au început să perceapă taxe.
În anii 1950, președintele Nasser a introdus treptat educația gratuită pentru toți egiptenii. Curriculumul egiptean a influențat alte sisteme educaționale arabe, care adesea angajau profesori instruiți în Egipt. Cererea a depășit rapid nivelul resurselor de stat disponibile, ceea ce a dus la o scădere a calității educației publice. Astăzi, această tendință a culminat cu raporturi slabe între profesori și elevi (adesea în jur de unu la cincizeci) și inegalități persistente între sexe.
Educația de bază, care include șase ani de școală primară și trei ani de școală pregătitoare, este un drept al copiilor egipteni începând de la vârsta de șase ani. După clasa a IX-a, elevii sunt direcționați către una dintre cele două ramuri ale învățământului secundar: școli generale sau tehnice. Învățământul secundar general pregătește elevii pentru educația superioară, iar absolvenții acestei ramuri se înscriu de obicei în institute de învățământ superior pe baza rezultatelor de la Thanaweya Amma, examenul de absolvire.
Învățământul secundar tehnic are două ramuri, una dintre ele durând trei ani și o educație mai avansată durând cinci ani. Absolvenții acestor școli pot avea acces la învățământul superior pe baza rezultatelor de la examenul final, dar acest lucru este în general neobișnuit.
Universitatea din Cairo este cea mai importantă universitate publică din Egipt. Țara deschide în prezent noi institute de cercetare cu scopul de a moderniza cercetarea și dezvoltarea științifică; cel mai recent exemplu este Zewail City of Science and Technology. Egiptul a fost clasat pe locul 86 în Indicele Global de Inovație în 2024.

### Sistemul de Sănătate

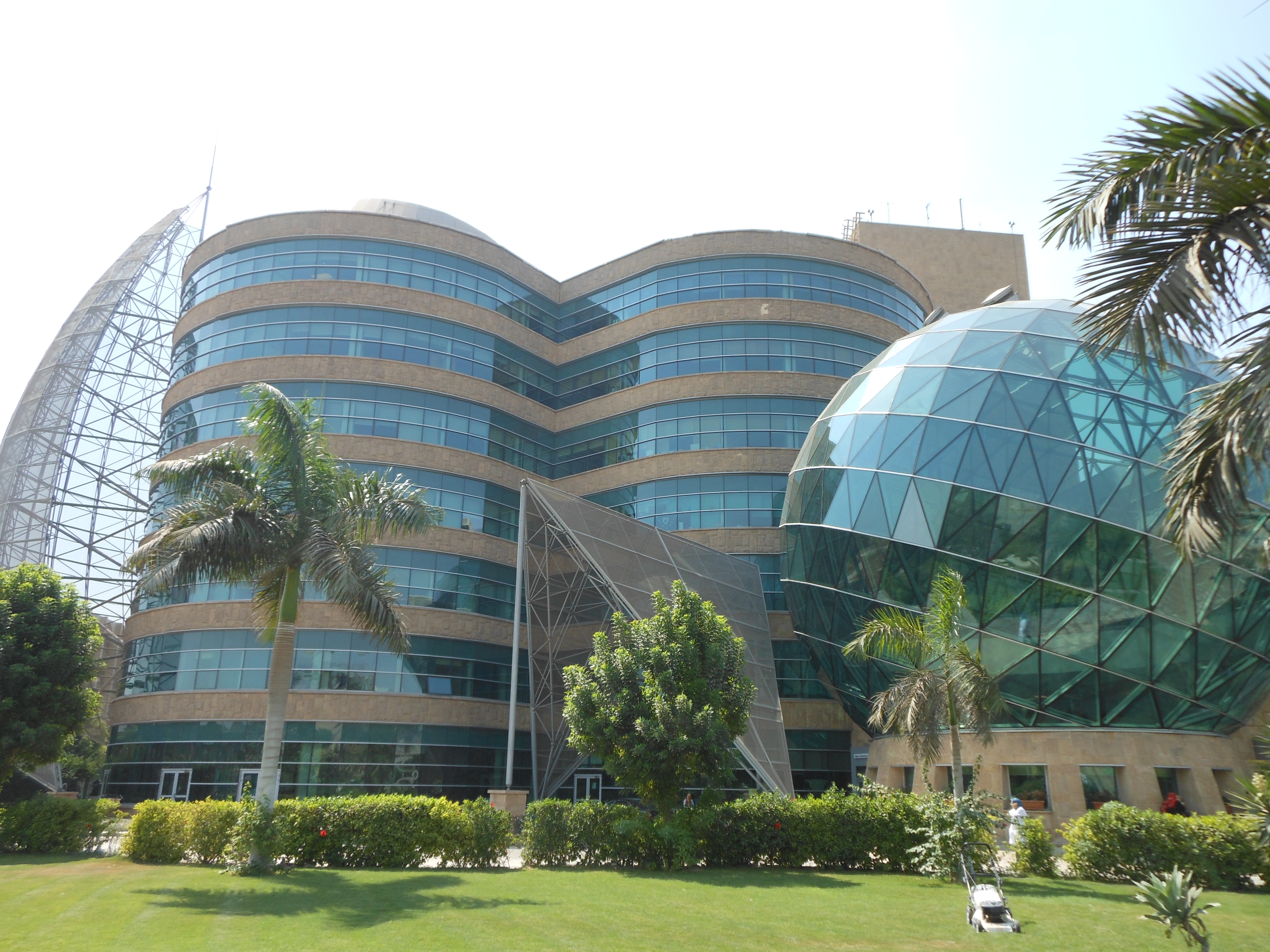
Spitalul de Cancer pentru Copii din Egipt 57357

Speranța de viață la naștere în Egipt era de 73,20 de ani în anul 2011, respectiv 71,30 de ani pentru bărbați și 75,20 de ani pentru femei. Egiptul alocă 3,7% din produsul său intern brut pentru sănătate, inclusiv costurile de tratament, 22% fiind suportate de cetățeni, iar restul de stat. În 2010, cheltuielile pentru sănătate reprezentau 4,66% din PIB-ul țării. În 2009, existau 16,04 medici și 33,80 asistente la 10.000 de locuitori.
Ca urmare a eforturilor de modernizare de-a lungul anilor, sistemul de sănătate din Egipt a înregistrat progrese semnificative. Accesul la servicii medicale atât în zonele urbane, cât și în cele rurale s-a îmbunătățit considerabil, iar programele de imunizare acoperă acum 98% din populație. Speranța de viață a crescut de la 44,8 de ani în anii 1960 la 72,12 ani în 2009. S-a înregistrat o scădere semnificativă a ratei mortalității infantile (în anii 1970–1980 rata mortalității infantile era de 101–132 la 1.000 de nașteri vii, în 2000 rata era de 50–60 la 1.000, iar în 2008 a scăzut la 28–30 la 1.000).
Conform Organizației Mondiale a Sănătății din 2008, aproximativ 91,1% dintre fetele și femeile egiptene cu vârste între 15 și 49 de ani au fost supuse mutilației genitale, deși această practică este ilegală în țară. În anul 2016, legea a fost modificată pentru a impune pedepse mai severe celor condamnați pentru efectuarea acestei proceduri, stabilind pedeapsa maximă la 15 ani de închisoare. Cei care escorteză victimele la procedură pot fi, de asemenea, pedepsiți cu până la 3 ani de închisoare.
Numărul total de egipteni cu asigurare de sănătate a ajuns la 37 de milioane în anul 2009, dintre care 11 milioane sunt minori, oferind o acoperire de asigurare de aproximativ 52% din populația Egiptului.

## Cultură
Egiptul este un trendsetter cultural recunoscut în lumea vorbitoare de limbă arabă. Cultura contemporană arabă și din Orientul Mijlociu este puternic influențată de literatura, muzica, filmul și televiziunea egipteană. Egiptul a dobândit un rol de lider regional în anii 1950 și 1960, oferind un impuls durabil poziției culturii egiptene în lumea arabă.

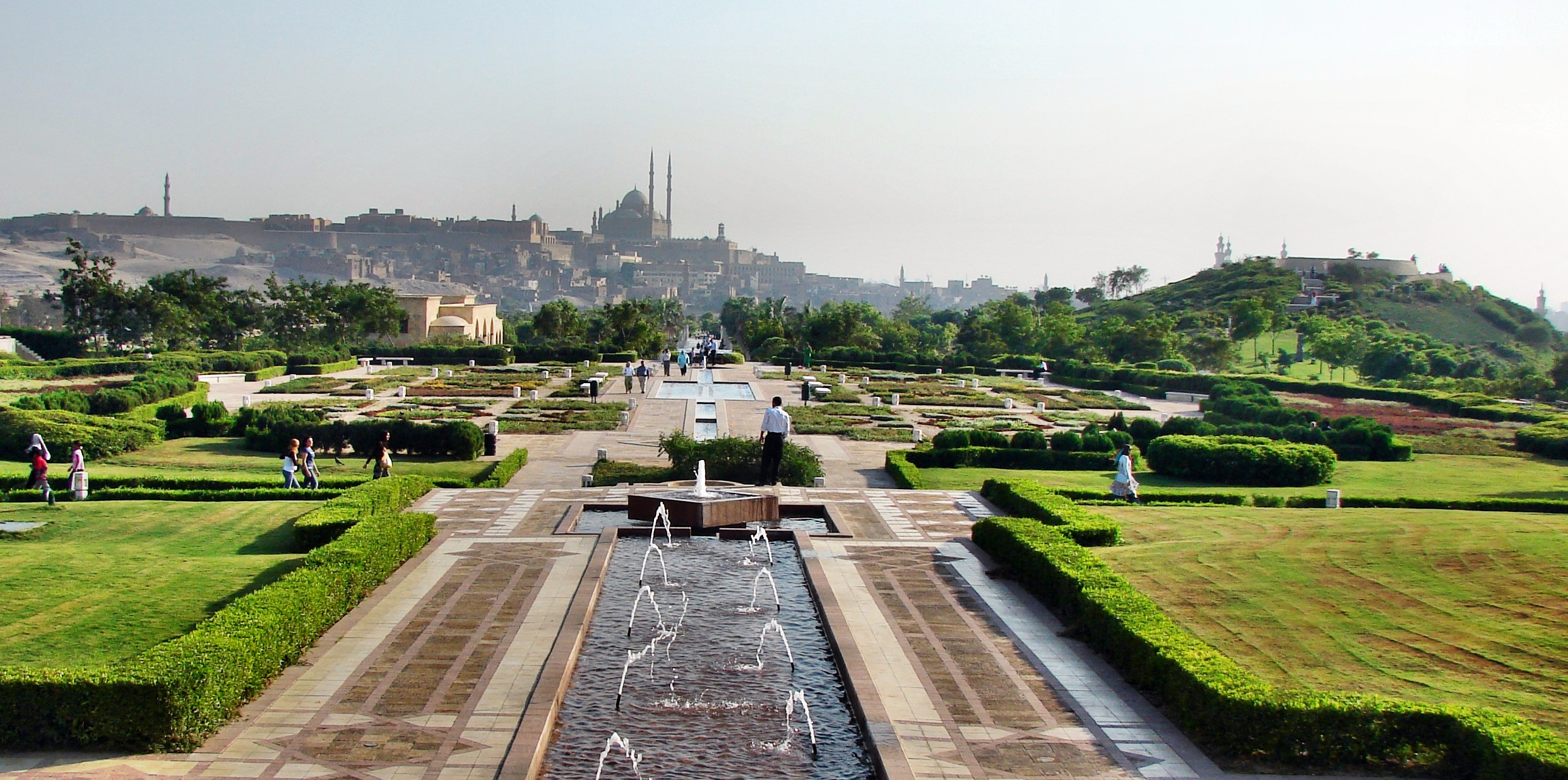
Parcul Al-Azhar este listat ca unul dintre cele șaizeci de mari spații publice ale lumii de către Proiectul pentru Spații Publice.

Identitatea egipteană a evoluat pe parcursul unei lungi perioade de ocupație pentru a integra Islamul, creștinismul și iudaismul; și o nouă limbă, araba, și descendentul ei vorbit, Araba egipteană, care se bazează și pe multe cuvinte din limba egipteană veche.
Lucrările savantului de la începutul secolului al XIX-lea, Rifa'a al-Tahtawi, au reînnoit interesul pentru antichitatea egipteană și au expus societatea egipteană principiilor Iluminismului. Tahtawi a fondat împreună cu reformatorul educațional Ali Mubarak o școală de Egiptologie autohtonă care a căutat inspirație la savanții egipteni medievali, precum Suyuti și Maqrizi, care au studiat istoria, limba și antichitățile Egiptului.
Renașterea Egiptului a atins apogeul la sfârșitul secolului al XIX-lea și începutul secolului al XX-lea prin lucrările unor personalități precum Muhammad Abduh, Ahmed Lutfi el-Sayed, Muhammad Loutfi Goumah, Tawfiq el-Hakim, Louis Awad, Qasim Amin, Salama Moussa, Taha Hussein și Mahmoud Mokhtar. Aceștia au pus bazele unei căi liberale pentru Egipt, exprimată printr-un angajament față de libertatea personală, secularism și credința în știință pentru a aduce progres.

### Artă

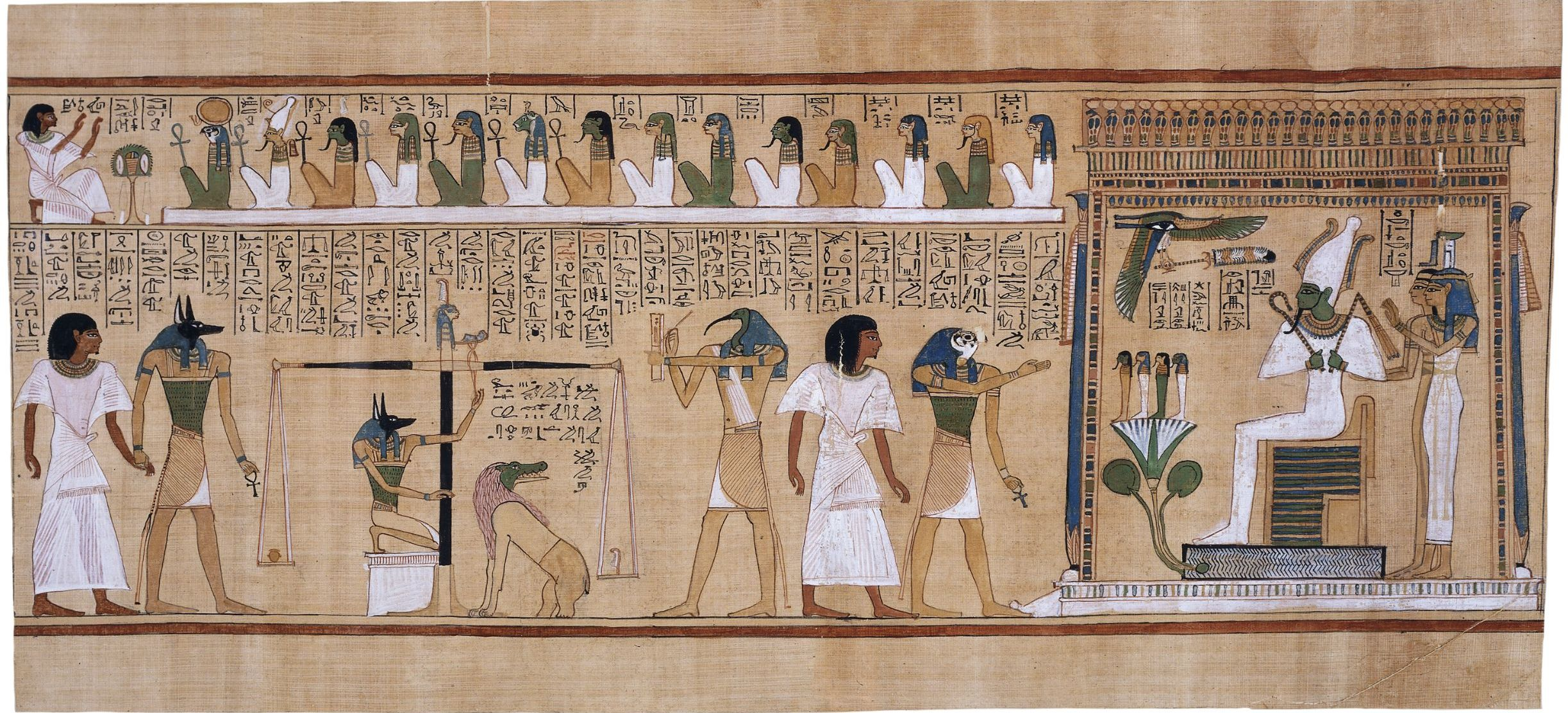
Scena „cântăririi inimii” din Cartea Morților

Egiptenii au fost una dintre primele mari civilizații care au codificat elementele de design în artă și arhitectură. Albastrul egiptean, cunoscut și sub numele de silicat de calciu și cupru, este un pigment folosit de egipteni timp de mii de ani. Este considerat primul pigment sintetic. Picturile murale realizate în serviciul faraonilor urmau un cod rigid de reguli și semnificații vizuale. Civilizația egipteană este renumită pentru piramidele sale colosale, templele și mormintele monumentale.
Exemple bine cunoscute sunt Piramida lui Djoser, proiectată de arhitectul și inginerul antic Imhotep, Sfinxul și templul de la Abu Simbel. Arta modernă și contemporană egipteană poate fi la fel de diversă ca orice lucrări din scena artistică mondială, de la arhitectura vernaculară a lui Hassan Fathy și Ramses Wissa Wassef, la sculpturile lui Mahmoud Mokhtar, până la iconografia distinctă coptă a lui Isaac Fanous. Opera din Cairo servește ca principală sală de spectacole din capitala Egiptului.

### Literatură

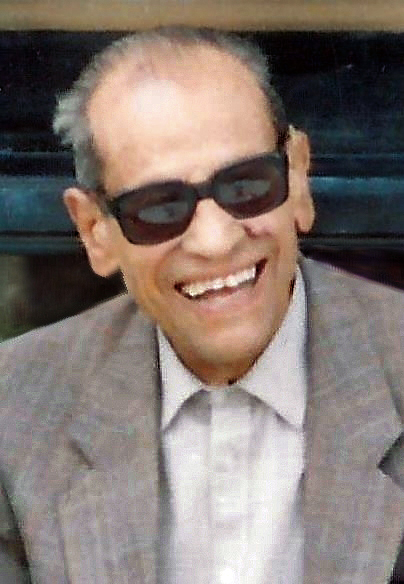
Naguib Mahfouz, primul scriitor de limbă arabă care a câștigat Premiul Nobel pentru Literatură

Literatura egipteană își are originile în Egiptul Antic și este una dintre cele mai vechi literaturi cunoscute. Într-adevăr, egiptenii au fost prima cultură care a dezvoltat literatura așa cum o cunoaștem astăzi, adică cartea. Este un element cultural important în viața Egiptului. Romancierii și poeții egipteni au fost printre primii care au experimentat stiluri moderne ale literaturii arabe, iar formele pe care le-au dezvoltat au fost imitate pe scară largă în întreaga lume arabă. Primul roman modern egiptean, Zaynab de Muhammad Husayn Haykal, a fost publicat în 1913 în graiul egiptean. Romancierul egiptean Naguib Mahfouz a fost primul scriitor de limbă arabă care a câștigat Premiul Nobel pentru Literatură. Printre scriitoarele egiptene se numără Nawal El Saadawi, cunoscută pentru activismul său feminist, și Alifa Rifaat, care scrie, de asemenea, despre femei și tradiție.
Poezia vernaculară este, probabil, cel mai popular gen literar în rândul egiptenilor, fiind reprezentată de lucrările lui Ahmed Fouad Negm (Fagumi), Salah Jaheen și Abdel Rahman el-Abnudi.

### Media
Media egipteană este foarte influentă în întreaga Lumea Arabă, datorită publicului larg și libertății tot mai mari față de controlul guvernamental. Libertatea presei este garantată de constituție; totuși, multe legi încă restricționează acest drept.

### Cinematografie

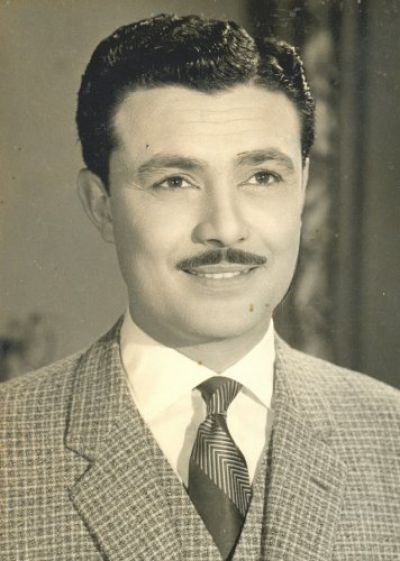
Salah Zulfikar, star de film

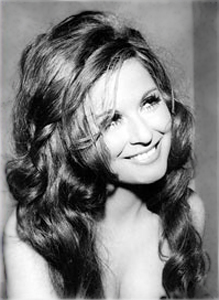
Soad Hosny, star de film

Cinematografia Egiptului a devenit o forță regională odată cu apariția filmelor sonore. În anul 1936, Studio Misr, finanțat de industriașul Talaat Harb, a devenit cel mai important studio egiptean, un rol pe care compania l-a menținut timp de trei decenii. Timp de peste 100 de ani, au fost produse în Egipt peste 4000 de filme, reprezentând trei sferturi din totalul producției arabe. Egiptul este considerat țara lider în domeniul cinematografiei din Lumea Arabă. Actori din întreaga lume arabă caută să apară în filmele egiptene pentru a deveni faimoși. Festivalul Internațional de Film de la Cairo a fost clasat ca unul dintre cele 11 festivaluri de top la nivel mondial de către Federația Internațională a Asociațiilor Producătorilor de Film.
Numărul cinematografelor a crescut odată cu apariția filmelor sonore, atingând 395 în 1958. Acest număr a început să scadă după înființarea televiziunii în 1960 și a sectorului public în cinematografe în 1962, ajungând la 297 în 1965, apoi la 141 în 1995 din cauza difuzării filmelor prin echipamente video, în ciuda boom-ului industriei cinematografice din această perioadă. Datorită legilor și procedurilor care au încurajat investițiile în înființarea de cinematografe private, numărul acestora a crescut din nou, în special în centrele comerciale, ajungând la 200 în 2001 și 400 în 2009. Pe o perioadă de peste o sută de ani, cinematografia egipteană a prezentat peste patru mii de filme.

### Muzică

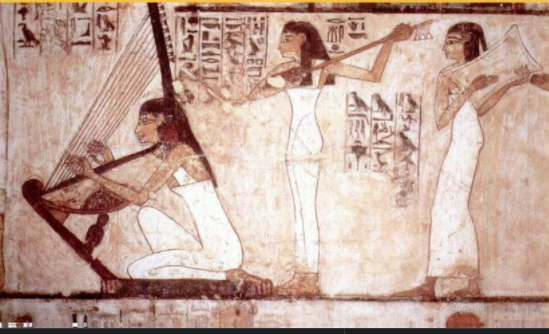
Egipteni antici cântând muzică

Muzica egipteană este un amestec bogat de elemente indigene, mediteraneene, africane și occidentale. A fost o parte integrantă a culturii egiptene încă din antichitate. Egiptenii antici au atribuit uneia dintre zeii lor, Hathor, invenția muzicii, pe care Osiris a folosit-o, la rândul său, ca parte a efortului său de a civiliza lumea. Egiptenii au folosit instrumente muzicale încă de atunci.
Muzica contemporană egipteană își are originile în munca creativă a unor personalități precum Abdu al-Hamuli, Almaz și Mahmoud Osman, care au influențat opera ulterioară a lui Sayed Darwish, Umm Kulthum, Mohammed Abdel Wahab și Abdel Halim Hafez. Printre cântăreții populari contemporani de muzică pop egipteană se numără Amr Diab și Mohamed Mounir.

### Dans

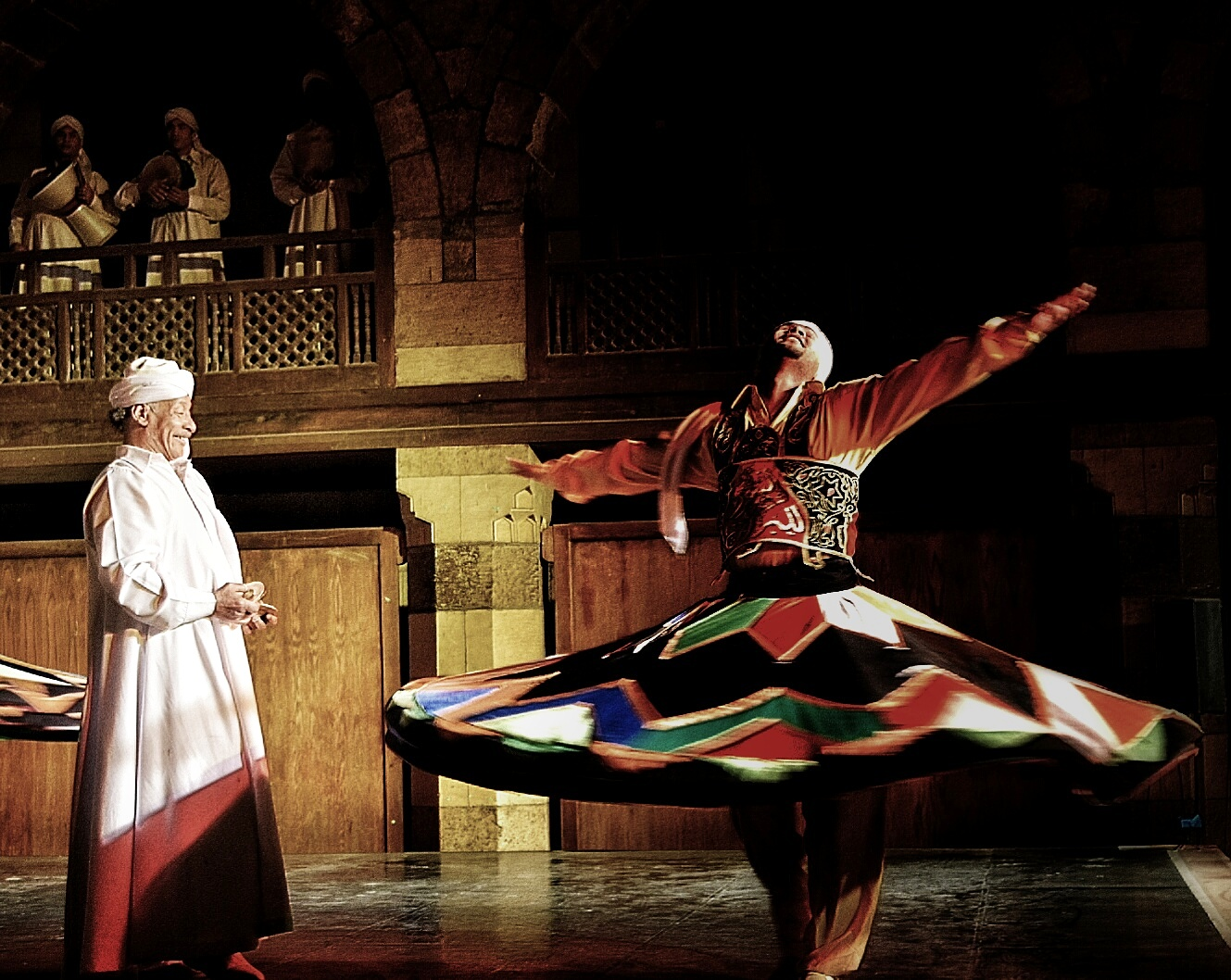
Dansatori de Tanoura care interpretează la Wekalet El Ghoury, Cairo

Astăzi, Egiptul este adesea considerat locul de naștere al dansului oriental. Dansul oriental egiptean are două stiluri principale – raqs baladi și raqs sharqi. Există, de asemenea, numeroase dansuri folclorice și de caracter care pot face parte din repertoriul unui dansator oriental de stil egiptean, precum și dansul modern shaabi de stradă, care împărtășite unele elemente cu raqs baladi.

### Muzee

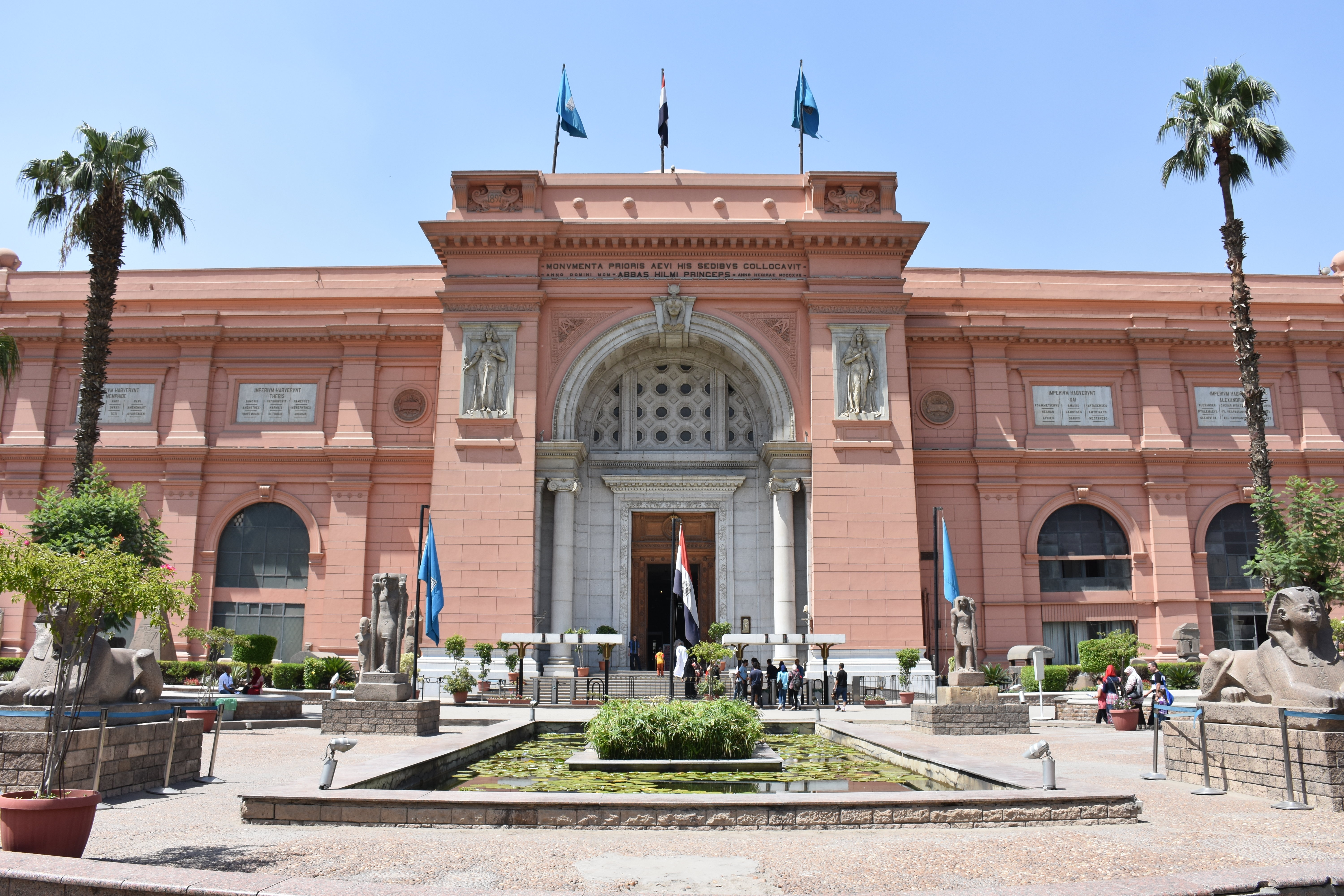
Muzeul Egiptean din Cairo

Egiptul are una dintre cele mai vechi civilizații din lume. A fost în contact cu multe alte civilizații și națiuni și a trecut prin numeroase epoci, începând din epoca preistorică până în epoca modernă, trecând prin perioade precum cea faraonică, romană, greacă, islamică și multe altele. În Egipt se găsesc cel puțin 60 de muzee.

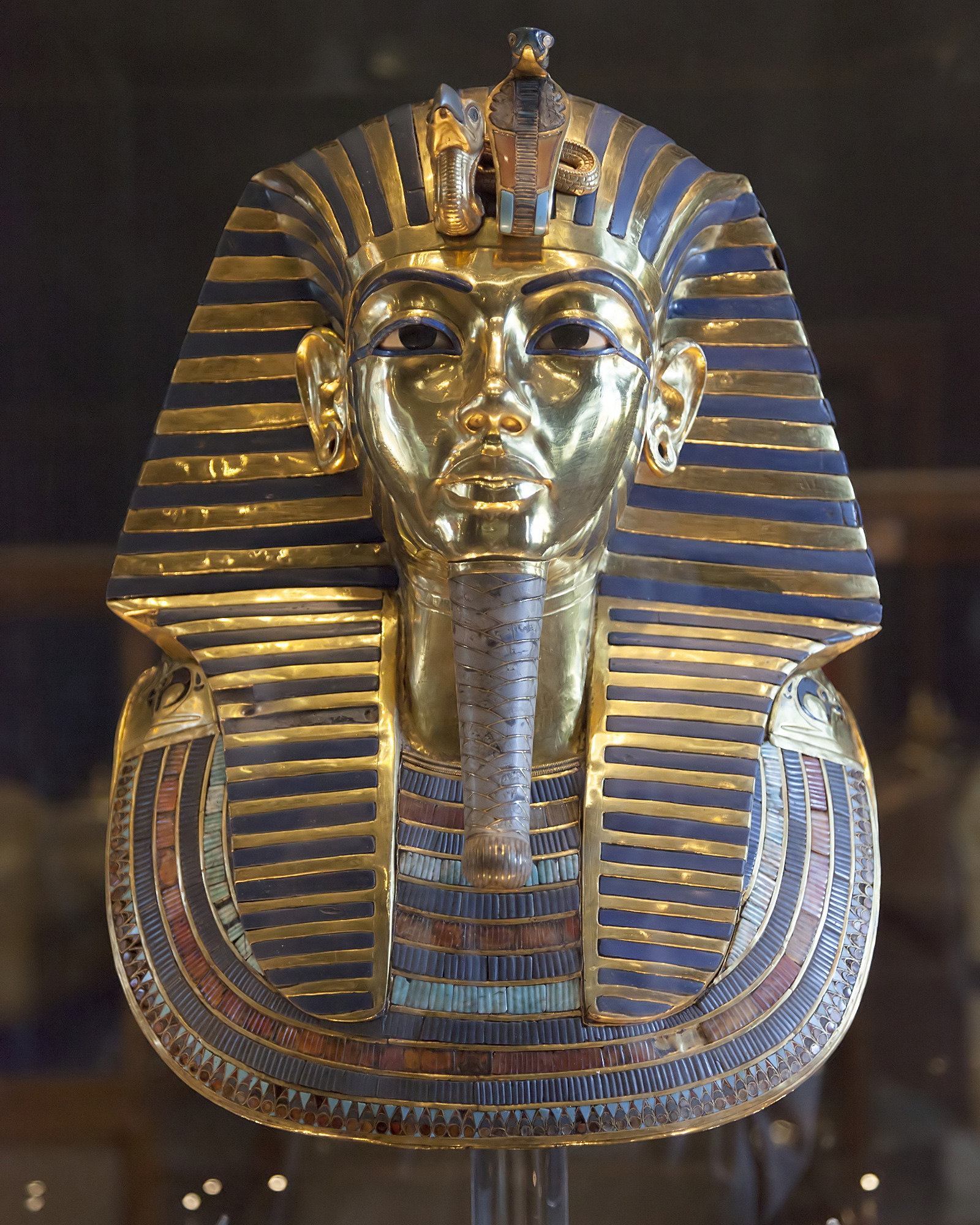
Masca de înmormântare a lui Tutankhamun este una dintre principalele atracții ale Muzeului Egiptean din Cairo.

Cele trei muzee principale din Egipt sunt Muzeul Egiptean, care deține peste 120.000 de piese, Muzeul Militar Național Egiptean și Panorama din 6 Octombrie.
Marele Muzeu Egiptean (GEM), cunoscut și sub numele de Muzeul din Giza, este un muzeu în construcție care va găzdui cea mai mare colecție de artefacte ale Egiptului Antic din lume, fiind descris ca cel mai mare muzeu arheologic din lume. Muzeul urma să fie deschis în 2015 și va fi amplasat pe o suprafață de 50 hectarei (120 acri), la aproximativ doi kilometri (1,2 mile) de Necropola din Giza, fiind parte a unui nou plan general pentru platou. Ministrul Antichităților, Mamdouh al-Damaty, a anunțat în mai 2015 că muzeul va fi deschis parțial în mai 2018.

### Festivaluri
Egiptul sărbătorește numeroase festivaluri și carnavale religioase, cunoscute și sub numele de mulid. Acestea sunt de obicei asociate cu un sfânt copt sau sufit anume, dar sunt adesea sărbătorite de egipteni, indiferent de credință sau religie.
Festivalul antic de primăvară Sham en Nisim (coptică: Format:Coptic shom en nisim) este sărbătorit de egipteni de mii de ani, de obicei între lunile egiptene Paremoude (aprilie) și Pashons (mai), după Duminica Paștelui.

### Gastronomie

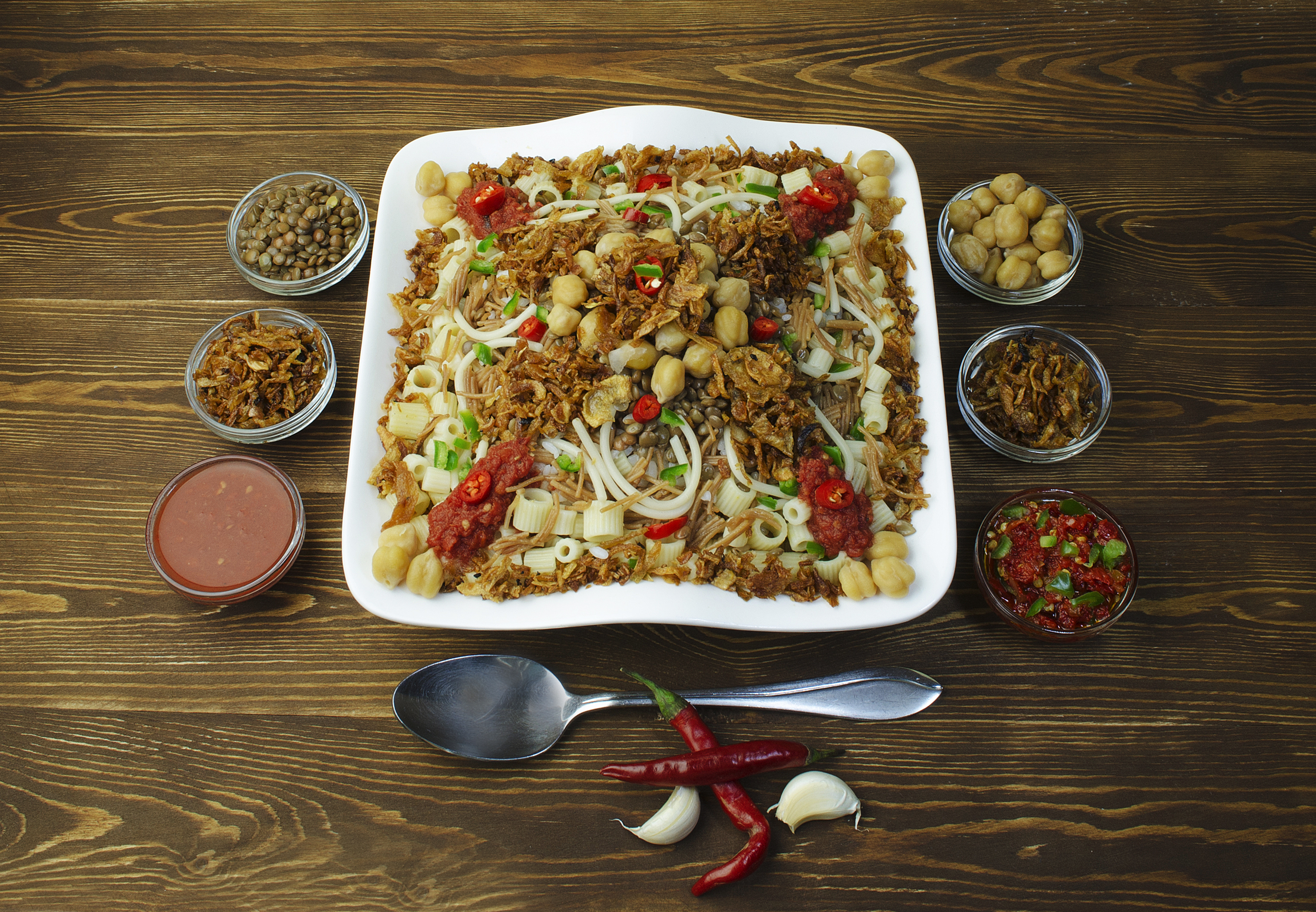
Kushari, unul dintre felurile naționale ale Egiptului

Bucătăria egipteană se bazează în mare parte pe preparate din legume și leguminoase. Deși mâncarea din Alexandria și de pe coasta Egiptului tinde să folosească mult pește și alte fructe de mare, în general bucătăria egipteană este bazată pe alimente care cresc din pământ. Carnea roșie, în special, a fost mai puțin disponibilă pentru majoritatea egiptenilor de-a lungul istoriei din cauza terenurilor arabile limitate din țara predominant deșertică. Cu malurile fertile ale Nilului folosite în principal pentru cultivarea culturilor pentru consum, mai degrabă decât pentru hrana animalelor și pășunat, un număr mare de preparate vegetariene au fost dezvoltate ca urmare.
Unii consideră kushari (un amestec de orez, linte și macaroane) drept fel național. În plus, ful medames (piure de fasole fava) este unul dintre cele mai populare feluri de mâncare. Fasolea fava este folosită și pentru prepararea falafel (cunoscut și sub numele de "ta'miya"), care ar fi putut să-și aibă originea în Egipt și să se răspândească în alte părți ale Orientului Mijlociu. Usturoiul prăjit cu coriandru este adăugat la molokhiya, o supă verde populară făcută din frunze de jute tocate mărunt, uneori cu pui sau iepure.

### Sport

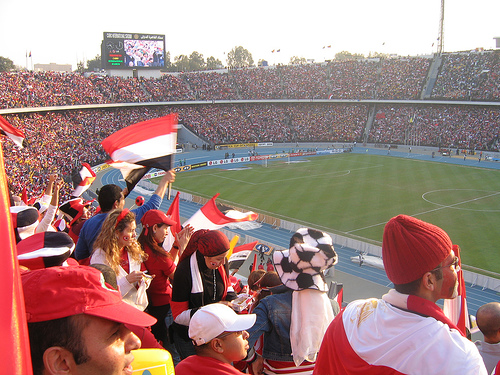
O mulțime la Stadionul Cairo urmărind Echipa națională de fotbal a Egiptului

Fotbalul este cel mai popular sport național din Egipt. Derby-ul din Cairo este unul dintre cele mai aprige derby-uri din Africa, iar BBC l-a ales ca unul dintre cele 7 derby-uri cele mai grele din lume. Al Ahly este cel mai de succes club al secolului al XX-lea pe continentul african conform CAF, urmat îndeaproape de rivalii lor Zamalek SC. Aceștia sunt cunoscuți sub numele de „Clubul African al Secolului”. Cu douăzeci de titluri, Al Ahly este în prezent cel mai de succes club din lume în ceea ce privește trofeele internaționale, depășind italienii A.C. Milan și argentinianii Boca Juniors, ambii având optsprezece.
Echipa națională de fotbal a Egiptului, cunoscută sub numele de Faraoni, a câștigat Cupa Africii pe Națiuni de șapte ori, inclusiv de trei ori consecutiv în 2006, 2008 și 2010. Considerată cea mai de succes echipă națională africană și una care a ajuns în top 10 al clasamentului mondial FIFA, Egiptul s-a calificat de trei ori la Cupa Mondială FIFA. Două goluri marcate de starul Mohamed Salah în ultimul lor meci de calificare i-au adus pe egipteni la Cupa Mondială FIFA 2018. Echipa națională de tineret a Egiptului, Young Pharaohs, a câștigat medalia de bronz la Cupa Mondială de Tineret FIFA 2001 din Argentina. Egiptul a ocupat locul 4 în turneul de fotbal de la 1928 și 1964.
Squash-ul și tenisul sunt alte sporturi populare în Egipt. Echipa egipteană de squash a fost competitivă în campionatele internaționale încă din anii 1930. Amr Shabana, Ali Farag și Ramy Ashour sunt cei mai buni jucători ai Egiptului și toți au fost clasificați pe primul loc mondial la squash. Egiptul a câștigat Campionatele Mondiale de Squash de cinci ori, ultimul titlu fiind în 2019.
În 1999, Egiptul a găzduit Campionatul Mondial de Handbal Masculin, iar în anul 2021 a găzduit din nou acest eveniment. În 2001, echipa națională de handbal a obținut cel mai bun rezultat al său în turneu, ajungând pe locul patru. Egiptul a câștigat Campionatul African de Handbal Masculin de cinci ori, fiind cea mai bună echipă din Africa. În plus, a câștigat și Jocurile Mediteraneene în 2013, Campionatul Mondial de Handbal pe Plajă în 2004 și Jocurile Olimpice de Tineret în 2010.  Printre toate națiunile africane, Echipa națională de baschet a Egiptului deține recordul pentru cel mai bun rezultat la Campionatul Mondial de Baschet și la Jocurile Olimpice de vară. În plus, echipa a câștigat un număr record de 16 medalii la Campionatul African.
Egipt a participat la Jocurile Olimpice de vară din anul 1912 și a găzduit multe alte competiții internaționale, inclusiv primele Jocuri Mediteraneene din 1951, Jocurile Panafricane din 1991, Cupa Mondială de Fotbal U-20 din 2009 și edițiile din 1953, 1965 și 2007 ale Jocurilor Panarabe.
Egiptul a avut o echipă națională de volei pe plajă care a concurat la Cupa Continentală de Volei pe Plajă CAVB 2018–2020 atât la secțiunea feminină, cât și la cea masculină.